# 미트라교

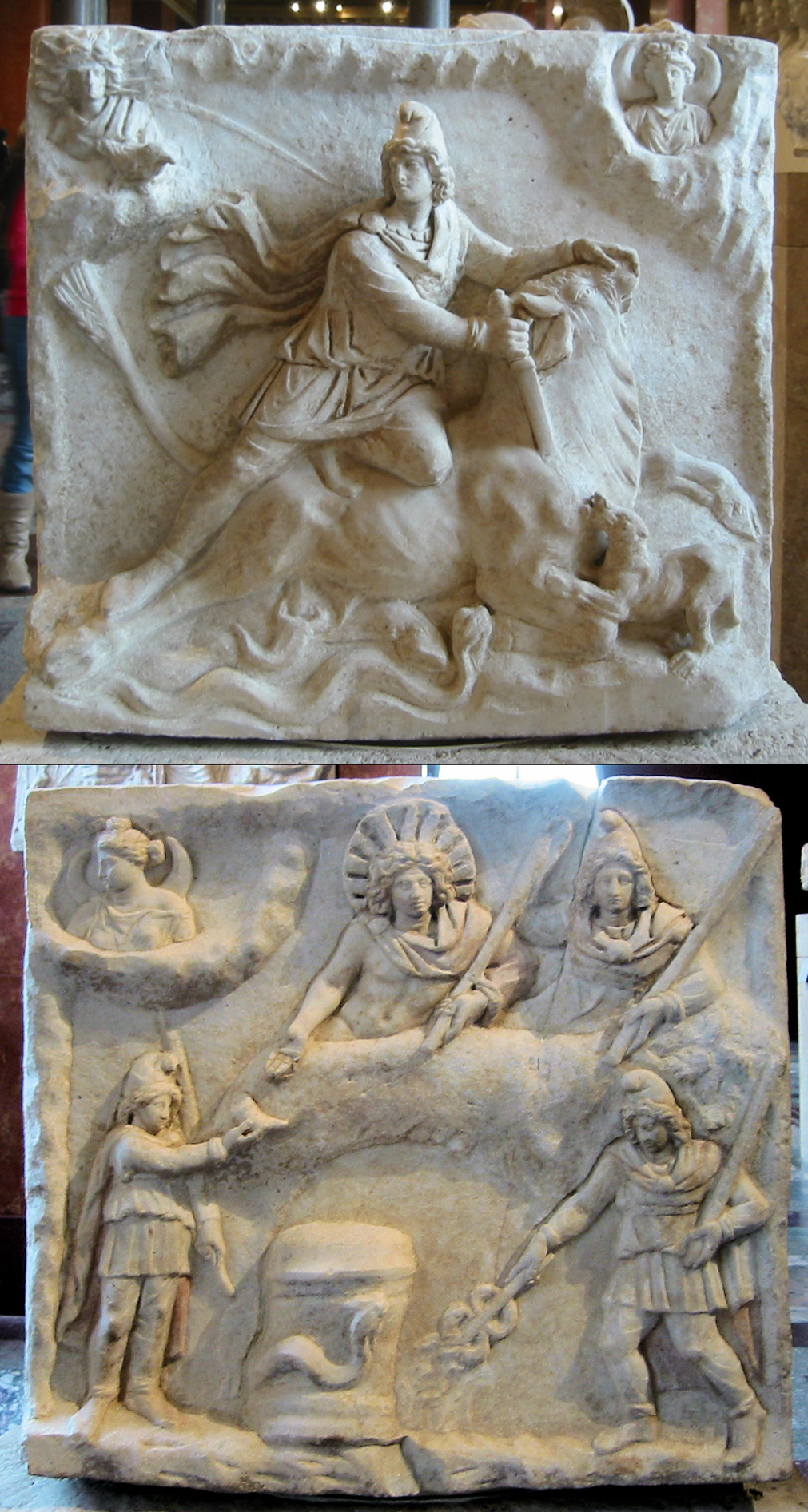
토럭터니 장면과 만찬 장면: 위 양면 부조는 축을 따라 회전하는 구조로 되어 있는데, 위쪽의 앞면 부조에는 황소를 죽이는 미트라, 즉 토럭터니 장면이 묘사되어 있다. 아래의 뒷면 부조에는 죽임을 당한 황소에 기대앉아 미트라와 태양신 솔이 만찬을 하는 장면이 묘사되어 있다. 양면 부조, 로마 근처의 피아노 로마노, 기원후 2~3세기. 루브르 박물관

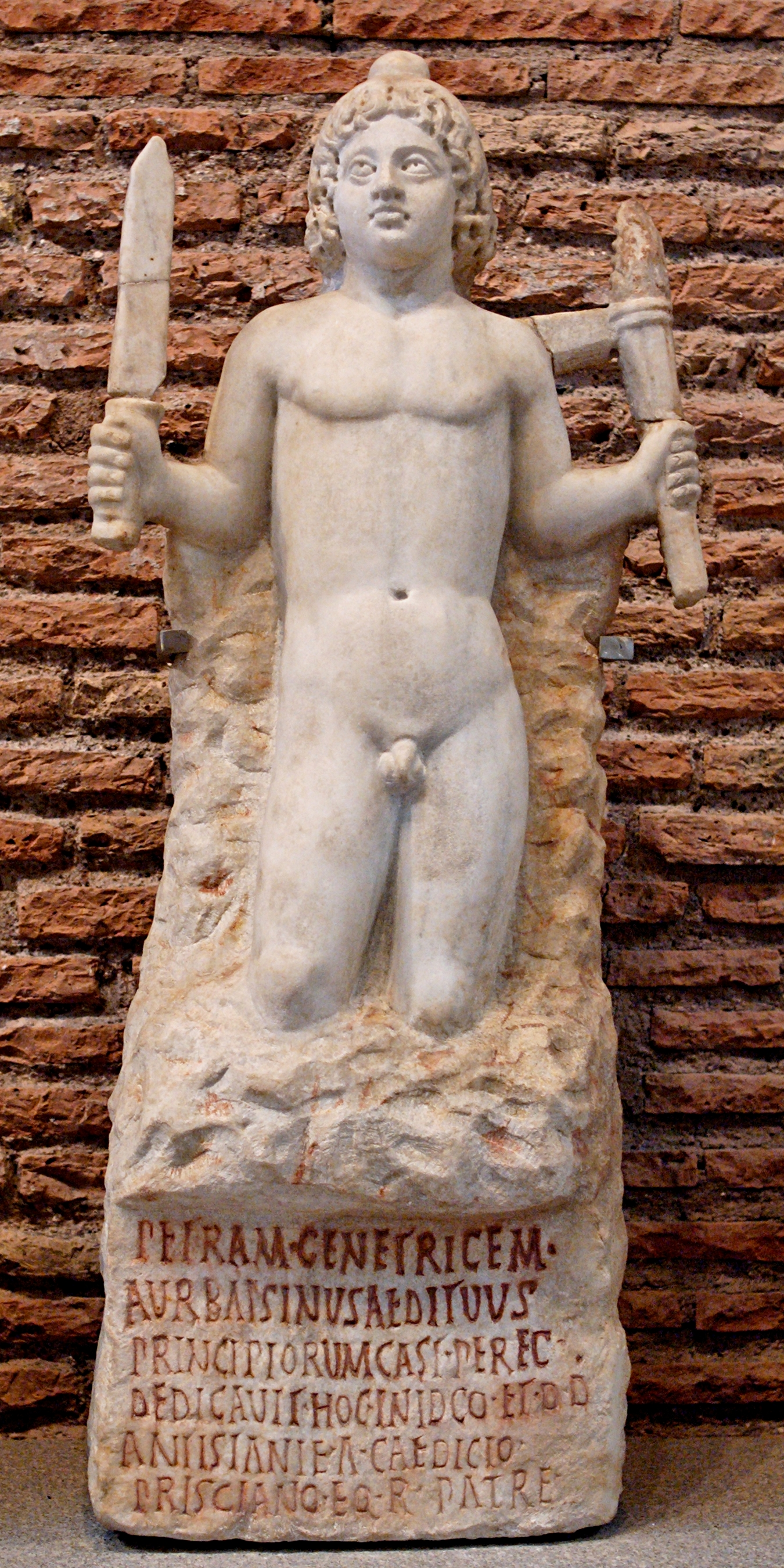
바위에서 태어나는 미트라: 대리석, AD 180-192. 로마의 스테파노 로톤도 출토

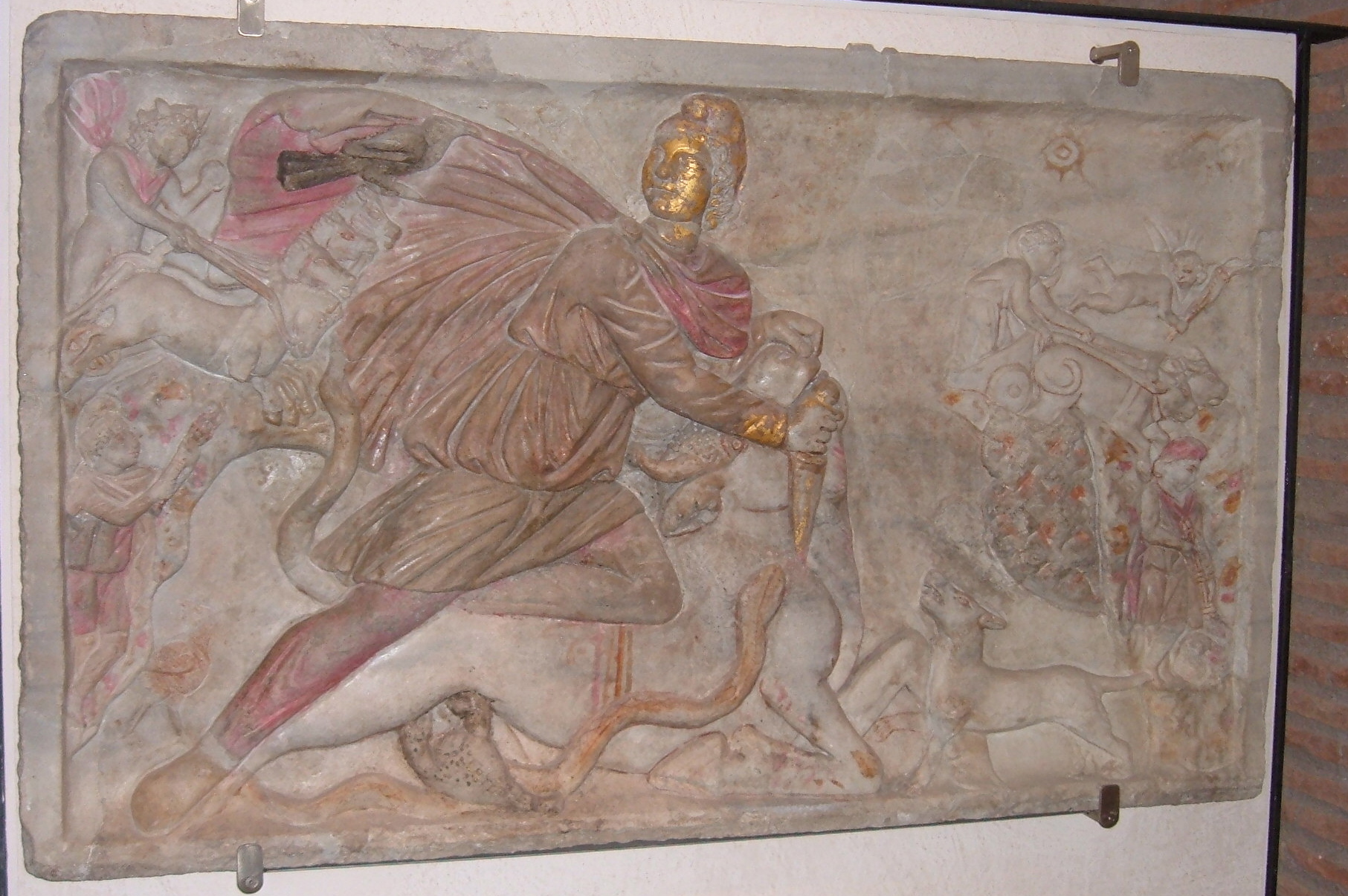
토럭터니: 왼쪽 위에 태양신 솔이 4두4륜 마차를 타고 있고 오른쪽 위에 달의 여신 루나가 2두2륜 마차를 타고 있다

미트라교(영어: Mithraism)는 미트라(Mithras)라는 신을 주된 신앙 대상으로 하는 밀의종교(mystery religion)이다. 미트라 밀교는 기원후 1세기부터 4세기까지 로마 제국에서 로마 군인들 사이에서 널리 믿어진 컬트 종교였다. 로마인들은 또한 이 종교를 페르시아 밀교(Mysteries of the Persians)라고도 칭하였다. 현대의 역사가들은 이 종교를 미트라교(Mithraism)라고 부르며 때로는 로마 미트라교(Roman Mithraism)라고도 한다.
미트라교 숭배자들은 7계위로 이루어진 복잡한 비전 전수(initiation) 체계를 가지고 있었다. 미트라 밀교의 비전가들은 자신들을 "신덱시오이(syndexioi)"라 불렀는데 이 낱말은 "악수로 하나된 사람들"을 뜻한다. 미트라 밀교의 숭배자들은 지하 신전에서 만나 예배 의식을 가졌는데, 이 지하 신전의 유적이 지금도 다수 존재한다. 미트라 밀교의 예배 장소 또는 지하 신전을 미트라에움(Mithraeum)이라 한다. 미트라 밀교의 중심지는 로마에 있었던 것으로 보인다. 미트라에 대한 아이코노그래피 중에서 가장 특징적인 것들은 미트라가 바위에서 태어나는 아이콘과 미트라가 황소를 죽이는 아이콘과 미트라가 솔(Sol · 태양)과 함께 만찬(晩餐)을 하는 아이콘이다. 이들 중 두 번째의 황소를 죽이는 아이콘을 토럭터니(tauroctony)라 한다. 또한 미트라교에는 식사 의식(儀式)이 있었다. 약 420개의 유적지에서 미트라교과 관련된 유물들이 나왔다. 발견된 유물들 중에는 약 1000개의 명문(銘文), 700개의 토럭터니, 그리고 약 400개의 기념물들이 있다. 로마에 최소한 680~690개의 미트라에움이 있었던 것으로 추정되고 있다. 미트라 밀교과 그 신학에 대한 글로 쓰여진 묘사나 해설로서 현존하는 것은 사실상 없다고 할 수 있다. 관련 유물들에 새겨진 글들로부터 제한적인 정보를 얻을 수 있을 뿐이며, 고대 그리스와 라틴 문학 속에 간단한 언급들이 있을 뿐이다. 물리적 유물들에 대한 해석은 확실치 않으며 이론(異論)이 많다.
로마인들은 미트라 밀교가 페르시아의 어떤 밀의종교 또는 조로아스터교에서 기원한 것이라고 여겼다. 그러나 1970년대 초 이후로 많은 학자들이 이러한 기원설에 대해 의문을 제기하였고, 이에 이들은 미트라 밀교를 로마 제국의 종교 세계의 독특한 산물인 것으로 보고 있다. 이런 문맥에서 일부 학자들은 미트라교를 초기 기독교와 라이벌 관계에 있었던 종교들 중 하나로 보기도 한다.

## 이름과 용어

### 미트라
미트라교의 신앙의 대상인 미트라(Mithras, 정확히는 "미트라스") 신의 이름은 라틴어로, 그리스어로는 "Μίθρας (미트라스)"라고 표기되었다. 미트라(Mithras)라는 이름은 고대 페르시아의 신의 이름이었던 미트라(Mithra)의 한 변형인 것으로 학자들은 보고 있다. 이 견해는 프란츠 퀴몽(Franz Cumont: 1868~1947) 이래의 미트라교를 연구하는 학자들 사이에서 널리 받아들여진 견해이다. 미트라(Mithra)의 그리스어인 "Μίθρας (미트라스)"가 나타나는 초기의 예로는 기원전 4세기의 크세노폰(기원전 430?~354?)의 저작으로, 아케메네스 왕조의 시조로 페르시아 제국을 세운 키루스 2세(재위: 기원전 559~530)의 전기인 《키루스의 교육(Cyropaedia)》이 있다.
라틴어 낱말과 고대 그리스어 낱말의 정확한 형태는 어형 변화 또는 격 변화 때문에 차이가 있다. 라틴어를 사용한 숭배자들이 "미트라(Mithras)"를 주격으로 사용한 고고학적 사례가 있다. 그러나 포르피리오스의 저작인 그리스어로 된 《육식의 기피에 대하여(De abstinentia)》에는 에우불로스와 팔라스가 미트라교의 역사에 대한 책을 저술했다고 되어 있는데 이 책은 현존하지 않는다. 포르피리오스의 말 표현에 따르면 이들 두 저자들은 "미트라(Mithra)"라는 이름을 격 변화를 하지 않는 외래어로 취급했던 것으로 보인다.
다른 언어에서 미트라(Mithras)와 관련된 신의 이름들이 사용된 예로는 다음의 경우들이 있다.
- 《리그베다》에서 발견되는 산스크리트어의 미트라(मित्र mitra).[17][18][19] 산스크리트어에서 "미트라(mitra)"는 "친구 · 우정 · 친구 관계"를 뜻한다.[20]
- "미-이트-라(mi-it-ra-)"라는 형태의 낱말이 히타이트와 미탄니 간의 평화 조약이 새겨진 기원전 1400년경의 비문에서 발견되었다.[20][21]

학자들은 이란어 "미트라(Mithra)"와 산스크리트어 "미트라(Mitra)"는 모두 "계약, 협정, 약속"을 뜻하는 인도이란어 낱말인 "미트라(mitra)"로부터 온 것으로 보고 있다.
현대의 역사가들은 이들 이름들이 동일한 신을 가리키는지에 대해 서로 견해가 다르다. 존 힌넬스(John R. Hinnells)는 미트라(Mitra) · 미트라(Mithra) · 미트라(Mithras)는 모두 서로 다른 지역들에서 숭배된 같은 신의 다른 이름이라고 본다. 반대로, 데이빗 울란지(David Ulansey)는 황소를 죽이는 미트라는 기원전 1세기에 숭배되기 시작한 신으로 옛 이름이 새로운 신에게 적용된 것이라고 본다.
고대 이란 종교 학자인 메리 보이스(Mary Boyce)는 로마 제국의 미트라교는 역사가들이 생각하는 것보다는 이란 종교적인 내용을 덜 가지고 있는 것으로 보이나 그럼에도 불구하고 "미트라(Mithras)라는 이름이 대변하는 것처럼 이란 종교적인 내용은 여전히 미트라교의 중요한 부분이다"라고 하였다.

### 밀의종교
"밀의(Mystery)" 또는 "신비(Mystery)"라는 용어는 라틴어 미스테리움(mysterium)과 그리스어 미스테리온(mysterion)에서 유래된 낱말이다. 대개 단수형 대신 복수형이 사용되는데 그리스어 복수형 미스테리아(μυστήρια mysteria)에서 유래한 것이다. 이러한 유래에 따르면, 밀의(Mysteries) 또는 신비(Mysteries)는 "비밀한 의식들 또는 교의들"을 뜻한다. 때문에 영어 Mysteries는 문맥에 따라 밀교, 신비, 비의, 비전 전수 의식, 신비 제전, 제전, 신비 종교, 신비주의 종교, 밀의종교 등으로 번역되고 있다.
이러한 어떤 "밀의종교(Mystery)"를 따른 사람을 "미스테스(mystes)", 즉 밀의가(mystic)라고 한다. 이 문맥에서 미스테스(밀의가)는 "비전 전수를 받은 사람" 즉 비전가(initiate)를 뜻한다. 미스테스(밀의가)라는 낱말은 한편으로는 "닫다 또는 차단하다"를 뜻하는 "미에인(myein)"으로부터도 유래했는데 이 유래는 비밀엄수, 즉 눈과 입을 닫는 것을 가리키며:56 또는 오직 비전가들만이 의식에 참여하거나 참관할 수 있다는 것을 가리킨다.
따라서, 위의 어원적 유래에 따를 때 "밀의종교(Mysteries)"는 그 모든 종교적 활동이 비비전가들 또는 비입문자들에게는 닫혀 있으며 그 교의와 수행법이 일반 대중에게는 비밀로 되어 있는 컬트 종교를 뜻한다.

## 아이코노그래피

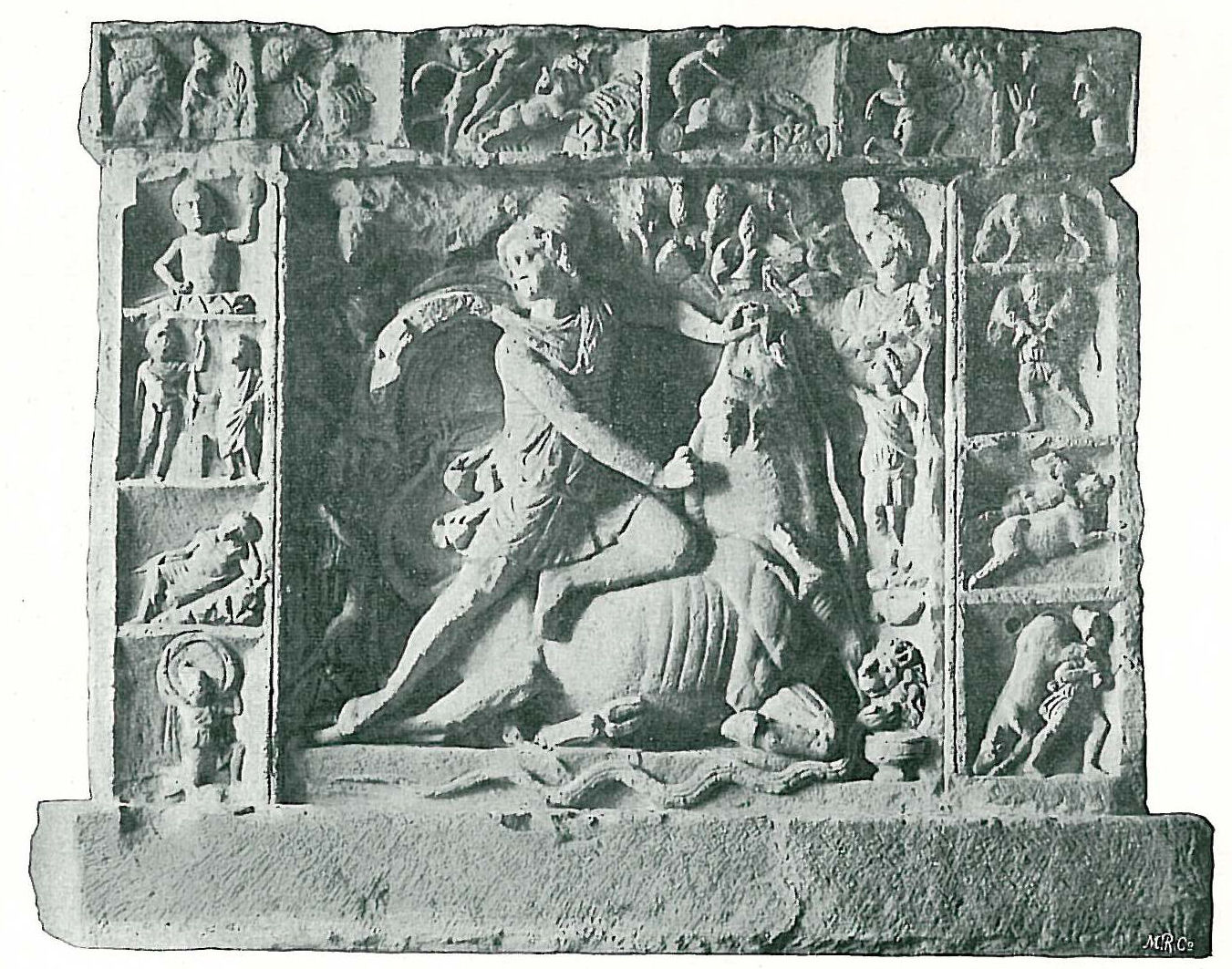
하이델베르크 근처의 뉴엔하임(Neuenheim)에서 발견된 미트라 부조로, 가운데에 황소를 죽이는 미트라가 부조되어 있고 그 둘레에는 미트라의 삶을 보여주는 장면들이 부조되어 있다

미트라교에 대해 알려진 많은 내용들은 관련된 부조와 조각을 해석하여 얻어진 것들이다. 그리고 이 유물들의 해석에 대해서는 많은 시도가 있었으며 그 해석에는 여러 이견이 있다.
로마 제국에서의 미트라(Mithras) 숭배의 가장 특징적인 아이콘은 토럭터니(tauroctony)라 불리는, 황소를 죽이는 미트라 신의 이미지이다. 미트라에 대한 다른 이미지들은 로마 신전들에서 발견되는데, 예를 들면 솔(Sol)과 만찬을 함께 하는 미트라의 이미지와 바위에서 미트라가 탄생하는 이미지가 있다. 그러나 항상 토럭터니가 중심적인 역할을 하는 아이콘이다. 이 아이코노그래피의 배후에 있는 신학적 교의를 재구축하는데 이용될 수 있는 원천 문헌은 극히 드물다.
황소를 죽이는 신의 아이콘, 즉 토럭터니는 로마 미트라교에만 나타나는 것으로 보인다. 데이빗 울란지는 이 아이콘은 이란 종교 전통과 로마 종교 전통간의 차이를 보여주는 "아마도 가장 중요한 사례"라고 말한다: "... 이란의 신 미트라(Mithra)가 황소를 죽이는 것과 조금이라도 관련이 있다고 하는 증거는 없다."

### 토럭터니

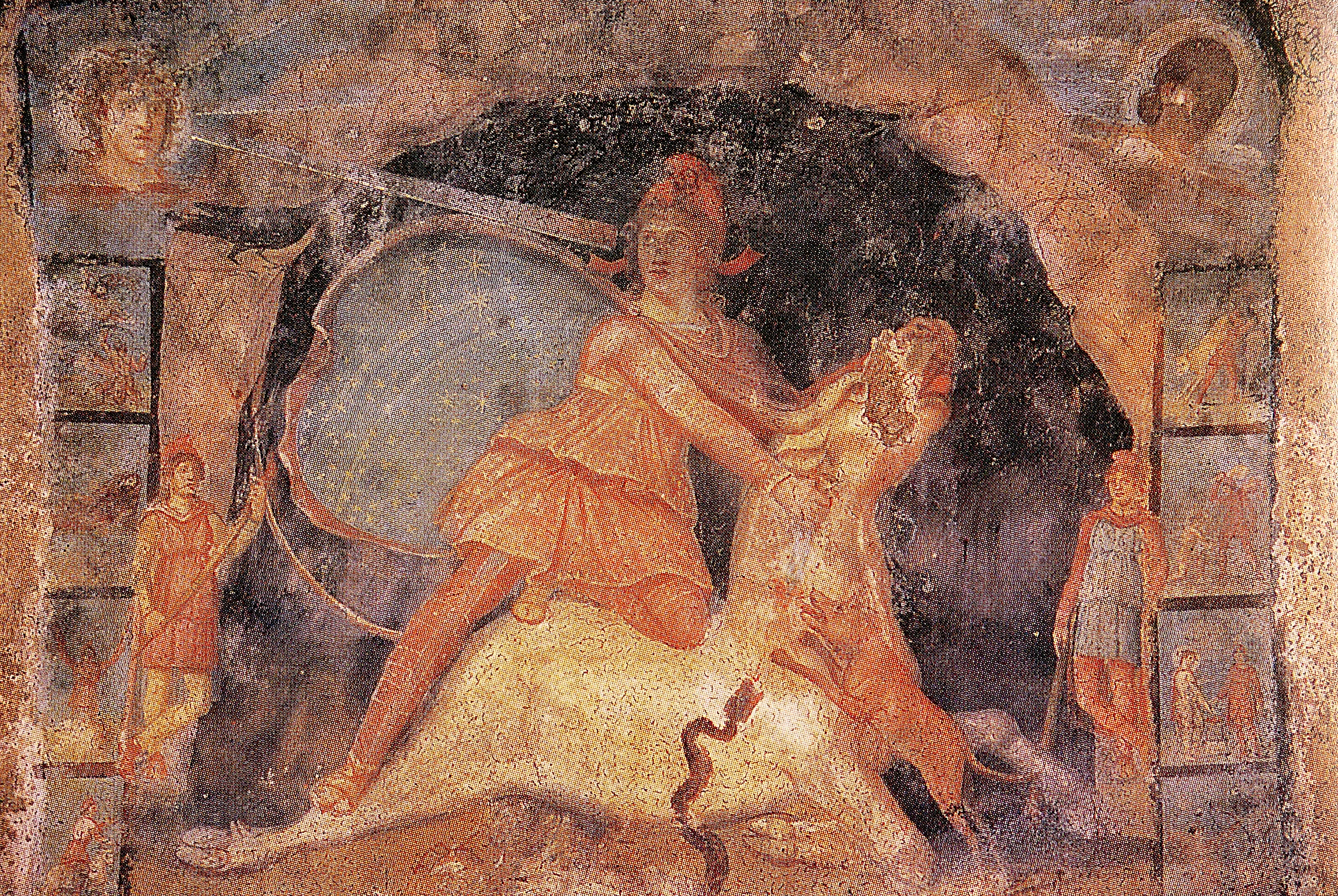
토럭터니가 묘사된 이탈리아의 마리노(Marino)에 있는 기원후 3세기의 벽화. 왼쪽 위 모서리에는 태양신 헬리오스가 까마귀와 함께 나타나 있고 오른쪽 위 모서리에서는 달의 여신 루나가 나타나 있다.

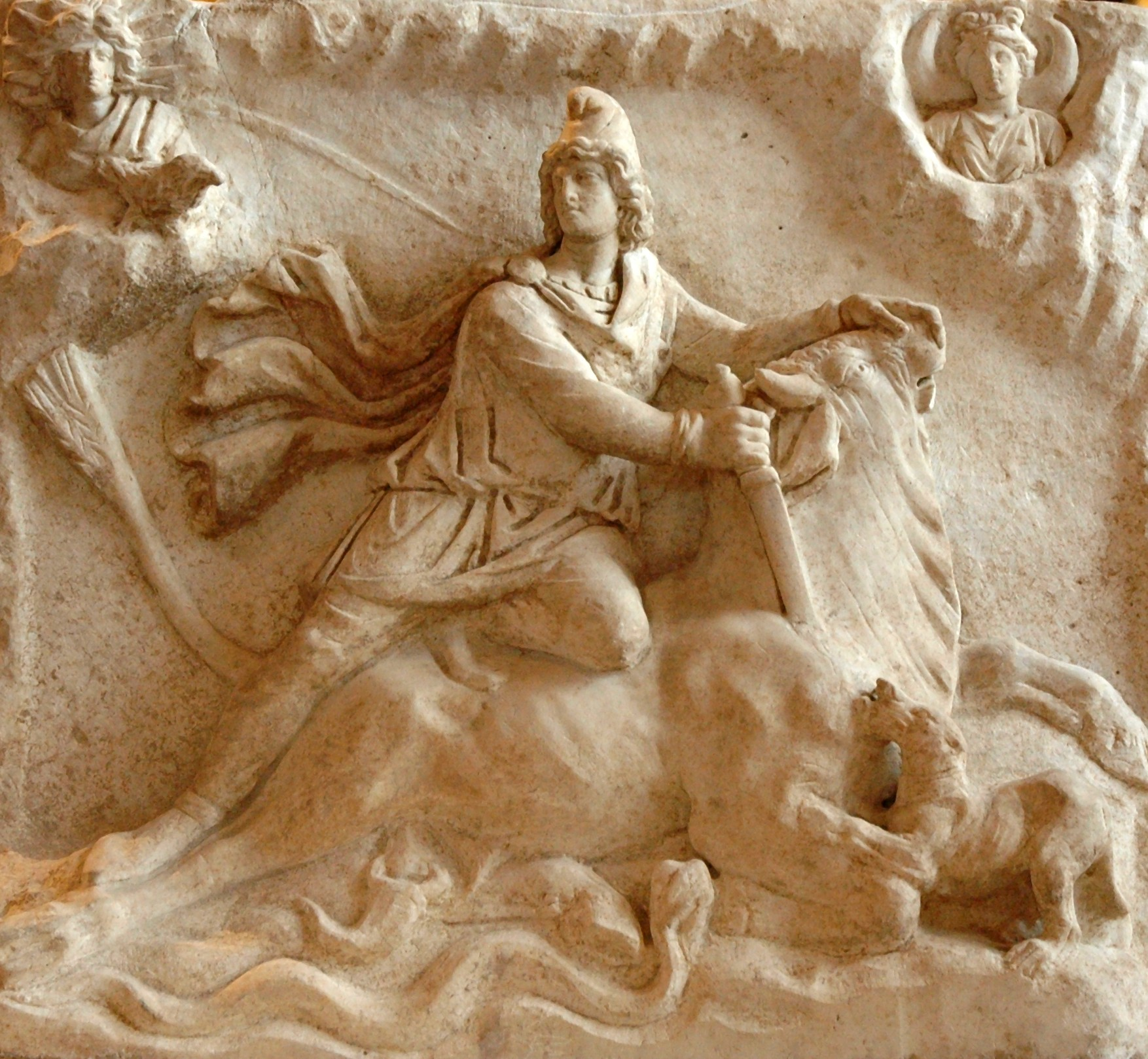
1926년에 이탈리아 피아노 로마노에서 발견된 기원후 2~3세기의 고대 로마의 양면 부조의 앞면으로 토럭터니 장면이 부조되어 있다. 이 양면 부조의 뒷면에는 만찬 장면이 부조되어 있다. 루브르 박물관에 소장

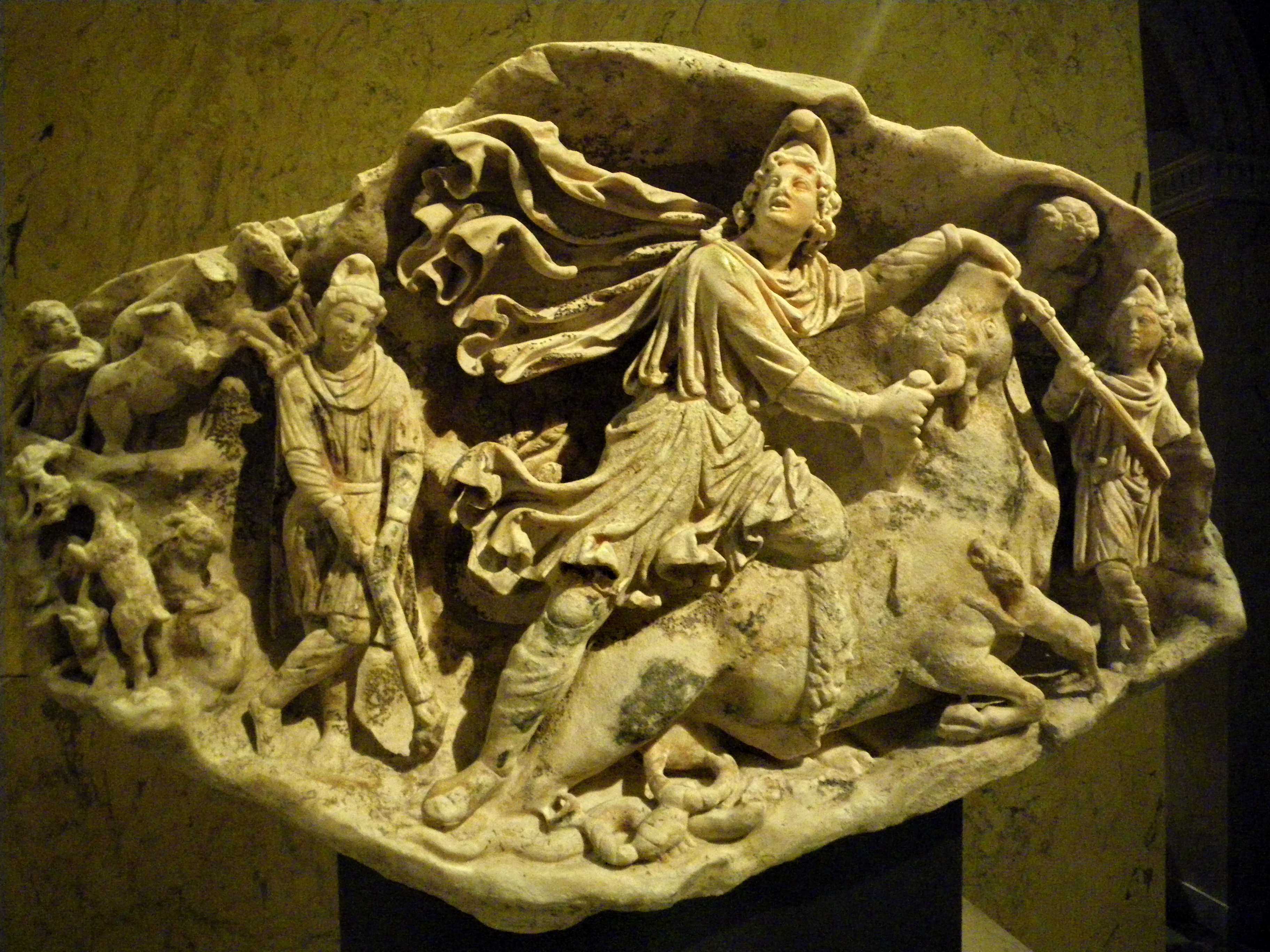
비엔나의 미술사 박물관의 토럭터니

모든 미트라에움에서 가장 중요한 아이콘은 미트라가 황소를 죽이는 장면을 묘사한 것으로, 이 장면은 토럭터니(tauroctony)라고 불린다.
토럭터니의 이미지는 벽화인 경우도 있고 부조인 경우도 있고 입체 조각품인 경우도 있다. 그리고 토럭터니 장면 주위에 주변 세부 사항들이 함께 있는 경우도 있고 생략된 경우도 있다. 중심 아이콘인 토럭터니에서, 미트라는 아나톨리아식의 의복을 하고 프리기아 모자를 쓰고 있는데, 힘이 다빠져 지친 상태의 황소를 무릎으로 누르면서 왼손으로는 황소의 양코를 잡고 오른손으로는 황소를 칼로 찔러 죽이고 있다. 그러면서 미트라는 어깨 너머로 왼쪽 위에 있는 태양신 솔(Sol)을 보고 있다. 개와 뱀, 각각 한 마리가 흘러내리는 피로 다가가고 있다. 전갈이 황소의 생식기를 붙잡고 있다. 까마귀가 황소 주위를 날고 있거나 황소 위에 앉아 있다. 세 개의 밀알이 황소의 꼬리로부터 나오는 것이 보이는데, 칼로 찔린 상처로부터 나오는 사례도 있다. 황소는 흰색인 경우가 흔하다. 미트라 신은 황소 위에 자연스럽지 않은 자세로 앉아 있는데, 오른다리는 황소의 발굽을 눌러 움직이지 못하게 하고 있고 왼다리는 구부려서 황소의 등 또는 옆구리를 누르고 있다. 양쪽 옆에는 각각 한 명씩, 미트라와 유사한 복장을 한 총 2명의 횃불을 든 사람들 또는 신들이 있는데, 이들은 카우테스(Cautes)와 카우토파테스(Cautopates)라고 불린다. 카우테스는 위로 향한 횃불을 들고 있고 카우토파테스는 아래로 향한 횃불을 들고 있다. 때때로 카우테스와 카우토파테스는 횃불 대신에 양치기의 지팡이를 가지고 있는 것으로 나타나기도 한다.
토럭터니의 이벤트는 동굴 속에서 일어나는데, 말하자면, 미트라가 황소를 사냥한 후 그것에 올라타서 황소의 힘을 압도한 후에 동굴 속으로 끌고들어간 후에 일어난다. 때때로 동굴은 원으로 둘러싸인 것으로 묘사되어 있는데, 이 원 둘레에는 황도대의 12 궁도들이 나타나 있다. 동굴 밖의 왼쪽 위에는 태양신인 솔(Sol)이 불타는 왕관을 쓰고 있는데 , 종종 4두2륜 마차인 콰드리가(quadriga)를 몰고 있는 모습으로 묘사되어 있다. 종종 한 줄기의 광선이 솔에서 미트라에게로 발출 또는 비추이고 있는 것으로 나타나 있다. 동굴 밖의 오른쪽 위에는 달의 여신인 루나(Luna)가 초승달과 함께 나타나 있는데 종종 2두2륜 마차인 비가(biga)를 몰고 있는 모습으로 묘사되어 있다.
어떤 사례들에서는 중앙의 토럭터니가 왼쪽, 위, 오른쪽으로 이어지는 일련의 보조적인 장면들로 둘러싸여 있다. 이 장면들은 미트라에 대한 일련의 이야기를 담고 있는데, 미트라가 바위에서 태어나는 이야기, 물의 기적 이야기, 황소를 사냥하고 타는 이야기, 솔과 만나고 솔이 미트라에게 무릎을 꿇는 이야기, 솔과 악수하는 이야기, 황소 고기를 솔과 함께 먹는 만찬 이야기, 전차를 타고 하늘로 올라가는 이야기로 되어 있다. 산타 프리스카(Santa Prisca) 미트라에움의 스투코(stucco · 치장벽토 부조)와 같은 어떤 사례들에서는 미트라 신이 그리스 · 로마의 영웅들이 흔히 취하는 누드 모습으로 나타나 있다. 어떤 부조들은 양면으로 이루어져 있는데, 즉, 한쪽 면을 본 후 축을 따라 회전시켜, 보는 사람이 이동하지 않고도, 다른 쪽 면을 볼 수 있는 구조로 되어 있다. 이 경우 한 쪽에는 황소를 죽이는 장면이 토럭터니가 부조되어 있고 다른 면에는 황소 고기로 만찬을 하는 장면이 부조되어 있다. 이것은 황소를 죽이는 장면이 의식의 전반부에서 사용되고, 이 의식이 끝나면 부조를 돌려서 의식의 후반부에서 두 번째 장면을 사용했다는 것을 보여준다. 많은 미트라에움에서, 중심 컬트 아이콘으로서의 일차적인 토럭터니외에도 여러 이차적인 토럭터니들이 함께 발견되었으며, 또한, 집 또는 다른 장소에서 개인적인 예배 용도로 사용했으리고 추정되는 작은 휴대용 토럭터니 버전들이 발견되었다.

### 만찬

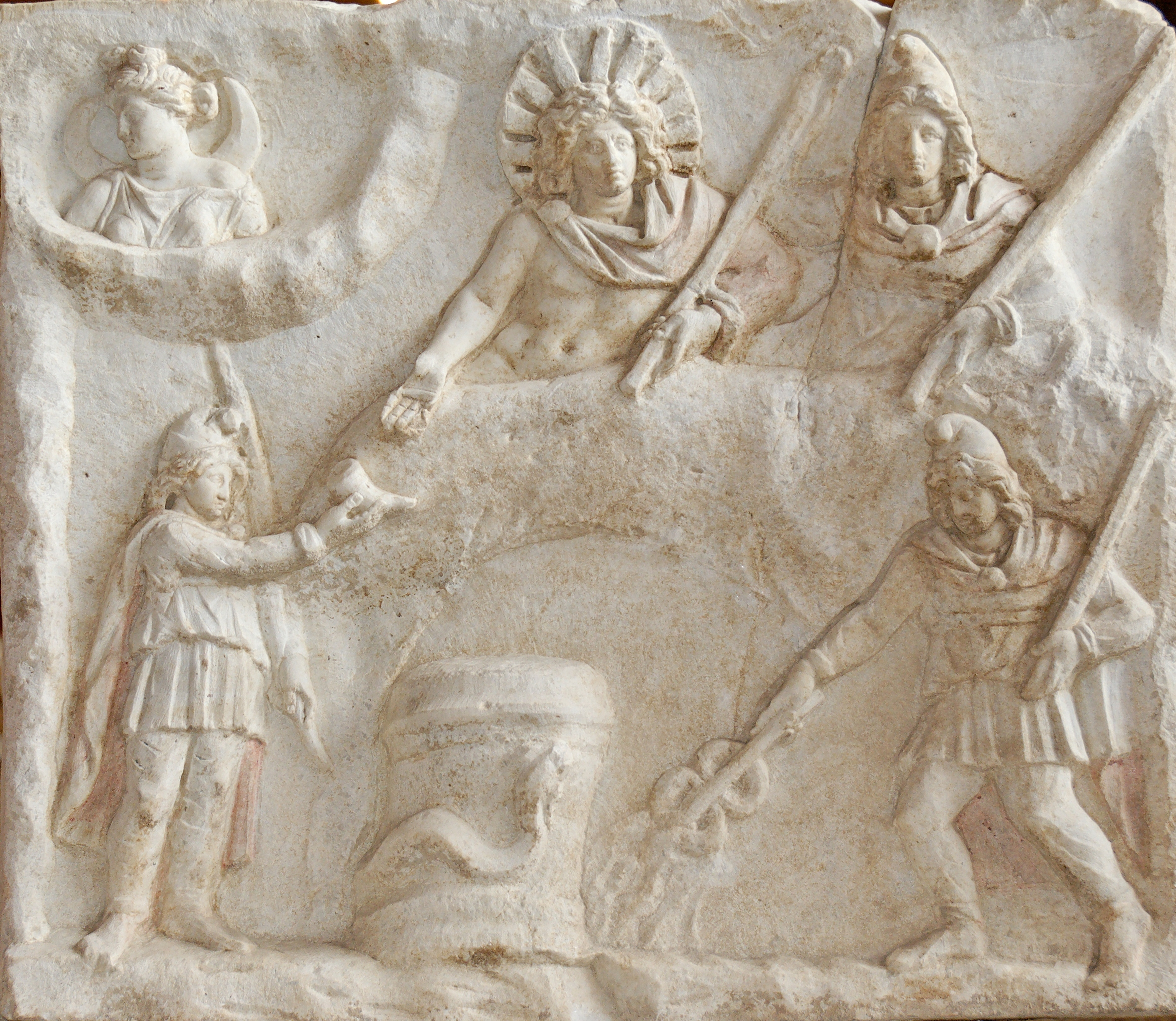
1926년에 이탈리아 피아노 로마노에서 발견된 기원후 2~3세기의 고대 로마의 양면 부조의 뒷면으로 만찬 장면이 부조되어 있다. 이 양면 부조의 앞면에는 토럭터니가 부조되어 있다. 루브르 박물관에 소장

미트라교의 아이코노그래피에서, 토럭터니 다음으로, 두 번째로 가장 중요한 아이콘은 만찬 장면이다. 만찬 장면의 특징적인 부분은 미트라와 태양신이 죽임을 당한 황소에 기대 앉아서 만찬을 하고 있는 모습이다.
1926년에 이탈리아 로마 근처의 피아노 로마노(Fiano Romano)에서 발견되어 현재 파리의 루브르 박물관에 소장 중인 양면 부조의 앞면에는 토럭터니가 부조되어 있고 뒷면("오른쪽 사진")에는 만찬 장면이 부조되어 있다. 이 만찬 장면의 가운데에는 죽임을 당한 황소가 놓여 있는데, 황소의 머리와 뒷다리 하나가 보이고 있다. 미트라와 솔(Sol)이 죽은 황소에 기댄 상태로 나란히 앉아 있다. 부조를 쳐다볼 때, 오른쪽에 미트라가 있고 왼쪽에 솔이 있다. 미트라는 왼손에 횃불을 들고 있고 오른손을 솔의 등쪽으로 내뻗고 있다. 솔은 망토만 두르고 있는데, 망토는 옷을 어깨에 고정시키는 브로치를 사용하여 오른쪽 어깨 위에서 매여 있다. 솔의 머리 뒤의 광배에는 11개의 광선이 묘사되어 있는데, 이 양면 부조의 앞면의 토럭터니 장면의 왼쪽 위 모서리에 있는 솔에는 12개의 광선이 있는 것으로 보아, 1개가 목에 가려져 있는 것으로 보인다. 솔은 왼손에 채찍을 들고 있고 오른손을, 부조를 쳐다 볼 때 왼쪽 아래에 있는, 횃불을 들고 있는 자에게로 내뻗고 있다. 이 횃불을 들고 있는 자는 솔에게 뿔로 만든 술잔 또는 뿔모양의 술잔인 리톤(rhyton)을 바치고 있다. 오른쪽 아래에서는 다른 한 명의 횃불을 든 자가 있는데 이 사람 또는 신은 위로 향한 횃불을 왼손에 들고 있다. 이 사람 또는 신의 오른손에는 카듀셔스가 들려 있는데, 카듀셔스는 하단 중앙에 있는 제단 아래로 내뻗어져 있다. 카듀셔스의 끝은 땅에서 솟아나고 있는 물 또는 불 속으로 뻗어있다. 이것들이 물인지 불인지에 대해서는 학자들간에 이견이 있다. 볏이 있는 뱀이 하단 중앙의 제단을 휘감고 있다. 왼쪽 위 모서리에는 달의 여신인 루나가 구름 속에서 오른쪽으로 바깥쪽을 보고 있다. 미트라, 솔, 횃불을 든 자들 모두의 의복에는 빨간색으로 칠한 흔적이 있다.
로버트 터칸(Robert Turcan)은 카듀셔스의 끝이 닿아 있는 것은 물이 아니라 불꽃이라고 해석하였다. 그는 카듀셔스가 메르쿠리우스(Mercury)의 물품이고 신화에서 메르쿠리우스는 저승 사자(psychopomp)의 역할을 하므로, 이 장면에서 카듀셔스로 불꽃을 이끌어내는 것은 인간의 영혼들을 사후세계로 보내는 것을 가리키며 카듀셔스와 불꽃은 미트라교의 이러한 교의를 표현하고 있는 것이라고 주장하였다. 로버트 터칸은 또한 이 부분을 토럭터니와 연결시키고 있는데, 그의 주장에 따르면, 죽임을 당한 황소의 피가 제단 아래의 땅을 적시고, 그 피로부터 영혼이 카듀셔스에 의해 불꽃의 형태로 끌어내어지고 있다.

### 바위로부터의 탄생

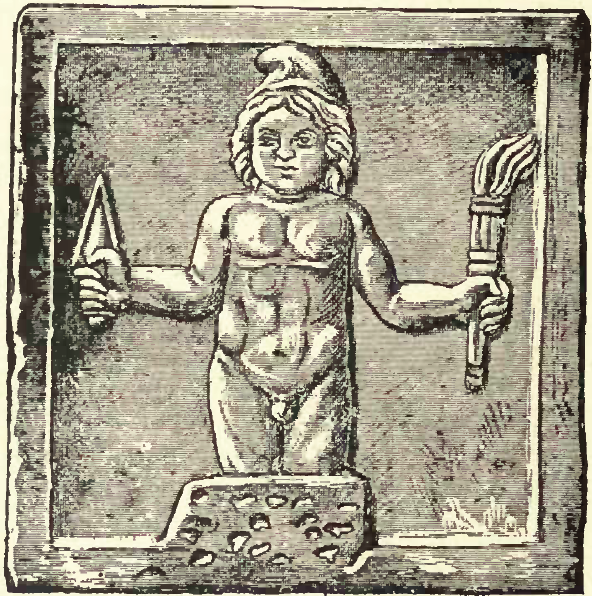
바위(페트라 제네트릭스)로부터 탄생하는 미트라의 부조, 성 클레멘스 바실리카(Basilica di San Clemente)의 미트라에움

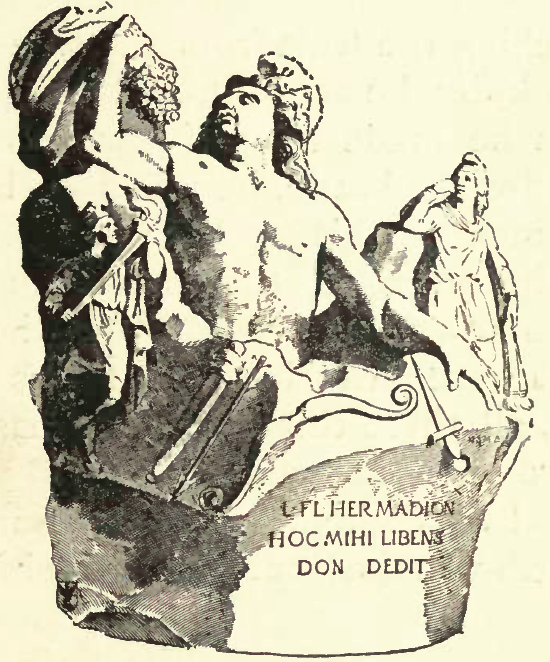
바위(페트라 제네트릭스)로부터 탄생하는 미트라:
목동들이 미트라를 돕고 있으며 무기들은 주위에 흩어져 있다. 하반신이 아직 바위 속에 있는 상태이다.

미트라는 바위로부터 태어난 것으로 묘사되고 있다. 바위로부터 탄생하는 미트라의 아이콘은 토럭터니와 만찬 아이콘 다음으로, 세 번째로 중요한 미트라교의 아이콘이다.
이 바위로부터의 탄생 아이콘의 전형적인 경우, 미트라는 태어날 때 이미 아기나 어린아이가 아닌 청년의 상태인 것으로 나타나는데, 한 손에는 새로운 빛을 비추이는 횃불을 들고 다른 손에는 황소를 죽일 칼을 들고 바위로부터 출현하는 것으로 나타나 있다. 이 바위를 어머니 바위(mother rock) 또는 풍요와 다산의 바위(fecund rock)라는 뜻의 페트라 제네트릭스(petra genetrix)라 부른다. 바위로부터 탄생하는 미트라는 머리에 프리기아 모자를 쓰고 있으며, 다리를 벌린 상태로 있는 경우도 있고 다리를 오므리고 있는 경우도 있다. 전자의 다리를 벌린 경우는 남성의 생식기를 가진 모습으로 나타나는데 이를 통해 미트라가 남신이라는 것을 분명히 하고 있다. 반면 후자의 다리를 오므린 경우는 남성의 생식기가 나타나 있는 경우도 있고 가려진 상태의 것도 있는데, 이 가려진 상태의 것은 미트라가 남성이라고 단정하지 않는 경우로 미트라가 여성일 수도 있다는 것 혹은 양성일체라는 것을 시사한다.
하지만, 이러한 전형적인 모습과는 다른 변형된 모습들로 나타나는 다음과 같은 사례들이 있다. 어린아이가 바위에서 나타나는 사례가 있으며, 한 사례에서는 미트라가 한 손에 구체를 들고 있다. 그리고 번개를 들고 있는 사례들도 있다. 또한 바위로부터 불꽃이 쏘아져 나오는 사례도 있으며 미트라의 프리기아 모자로부터 불꽃이 쏘아져 나오는 사례도 있다. 한 동상의 경우 기단부, 즉 바위에 구멍이 숭숭 나있어 샘의 역할을 할 수 있도록 되어 있다. 다른 하나의 동상의 바위에는 물의 신의 얼굴이 새겨져 있다. 때때로 미트라는 활과 화살과 같은 다른 무기를 가지고 있기도 하며 또한 개 · 뱀 · 돌고래 · 독수리 · 다른 종의 새 · 사자 · 악어 · 바닷가재 · 달팽이가 주위에 있는 사례도 있다. 어떤 부조들에는 바다의 신인 오케아노스라고 확인되는 수염이 있는 인물이 나타나 있으며 어떤 부조들에서는 4명의 바람의 신들이 나타나 있다. 이 경우 4원소를 모두 부르는 것을 묘사한 것으로 여겨진다. 때때로 빅토리아 · 루나 · 솔 · 사투르누스가 미트라의 탄생시에 어떤 역할을 하는 것으로도 보인다. 특히, 사투르누스(Saturn)는 미트라에게 칼을 주어 미트라가 강력한 행위를 할 수 있게 돕는다.
어떤 사례들에서는 카우테스와 카우토파테스가 나타나 있기도 하며 또한 이들이 목동으로 나타나 있는 경우들도 있다.

몇몇 사례들에서는 바위 대신에 고대 그리스와 로마에서 사용된 손잡이가 달린 단지 또는 항아리인 암포라(amphora)가 보이며, 소수의 변형된 사례에서는 알 또는 나무에서 태어나는 것으로 나타난 것도 있다. 어떤 사례들에서는 횃불 또는 촛불로 탄생을 축하하는 광경으로 묘사된 것도 있다.

### 사자 머리의 인물
미트라교의 가장 특징적인 아이콘들 중의 하나는 사자 머리를 한 나체의 인물인데 이 아이콘은 미트라에움에서 종종 발견된다. 사자 머리의 인물 아이콘을 레온토세팔린(leontocephaline)이라 한다.
레온토세팔린 아이콘에서는, 뱀이 사자 머리의 인물을 휘감고 있는데 뱀의 머리는 흔히 이 인물의 머리, 즉 사자 머리 위에 놓여 있으며, 맨 오른쪽에 있는 그림에서 보는 바와 같이, 뱀의 머리가 사자의 입 안에 들어가 있는 사례도 있다. 사자는 대부분 입을 벌리고 있는데 이것은 무서운 모습을 표현한 것이다. 이 사자 머리의 인물은 대개 4개의 날개를 가지고 있으며 손에 2개의 열쇠와 1개의 홀(笏 · scepter)을 들고 있는데, 1개의 열쇠를 쥐고 있는 사례들도 있다. 때때로 미트라는, 맨 오른쪽에 있는 그림에서 보는 바와 같이, 대각선 십자가가 새겨진 구체 위에 서 있는 모습으로 나타나기도 한다. 오른쪽에 있는 두 레온토세팔린 중 왼쪽의 것에서, 4개의 날개는 사계절을 상징하며 번개가 가슴 부위에 새겨져 있다. 이 아이콘의 기저부에는 불카누스의 망치와 부젓가락, 그리고 메르쿠리우스의 수탉과 지팡이가 있다. 인간의 머리를 한 아이콘들이 드물게 발견되기도 한다.
당시의 이집트 신화와 나스티시즘의 신화적 표현 양식에서 동물의 머리를 한 아이콘 또는 인물상은 널리 퍼져 있는 것이었다. 그러나 미트라 밀교의 레온토세팔린과 정확히 상응하는 아이콘 또는 인물상이 발견된 예는 없다.
오른쪽에 있는 두 그림 중 왼쪽의 아이콘에서 보이는 봉헌된 비문을 해독해보면, 이 인물의 이름은 (미트라가 아니라) 아리마니우스(Arimanius)이다. (하지만 이 해독은 고고학적 증거가 아주 확실한 것은 아니다.) 아리마니우스는 그 이름만으로 볼 때 조로아스터교의 판테온에서 악마적 존재인 아리만과 동일한 존재이다. 비문들에 따르면 아리마니우스는 명백히 미트라 컬트 종교의 어떤 한 데우스(deus: 신(diety)을 뜻하는 라틴어)이다 (오스티아의 CIMRM 222, 로마의 CIMRM 369, 판노니아의 CIMRM 1773과 1775).
어떤 학자들은 이 사자 머리의 인물은 아리만이라고 보고 있으며 반면 어떤 학자들은 이 사자 머리의 인물은 아이온(Aion), 즉 주르반(Zurvan) 또는 크로노스(Kronos)라고 보고 있다. 비록 이 사자 머리 인물 또는 신의 정확한 이름 또는 정체에 대해서 학자들 간에 서로 의견이 다르지만, 이 인물 또는 신이 시간과 계절의 변화와 관련이 있다는 것에는 대체로 모든 학자들이 동의하고 있다.

## 의식과 숭배

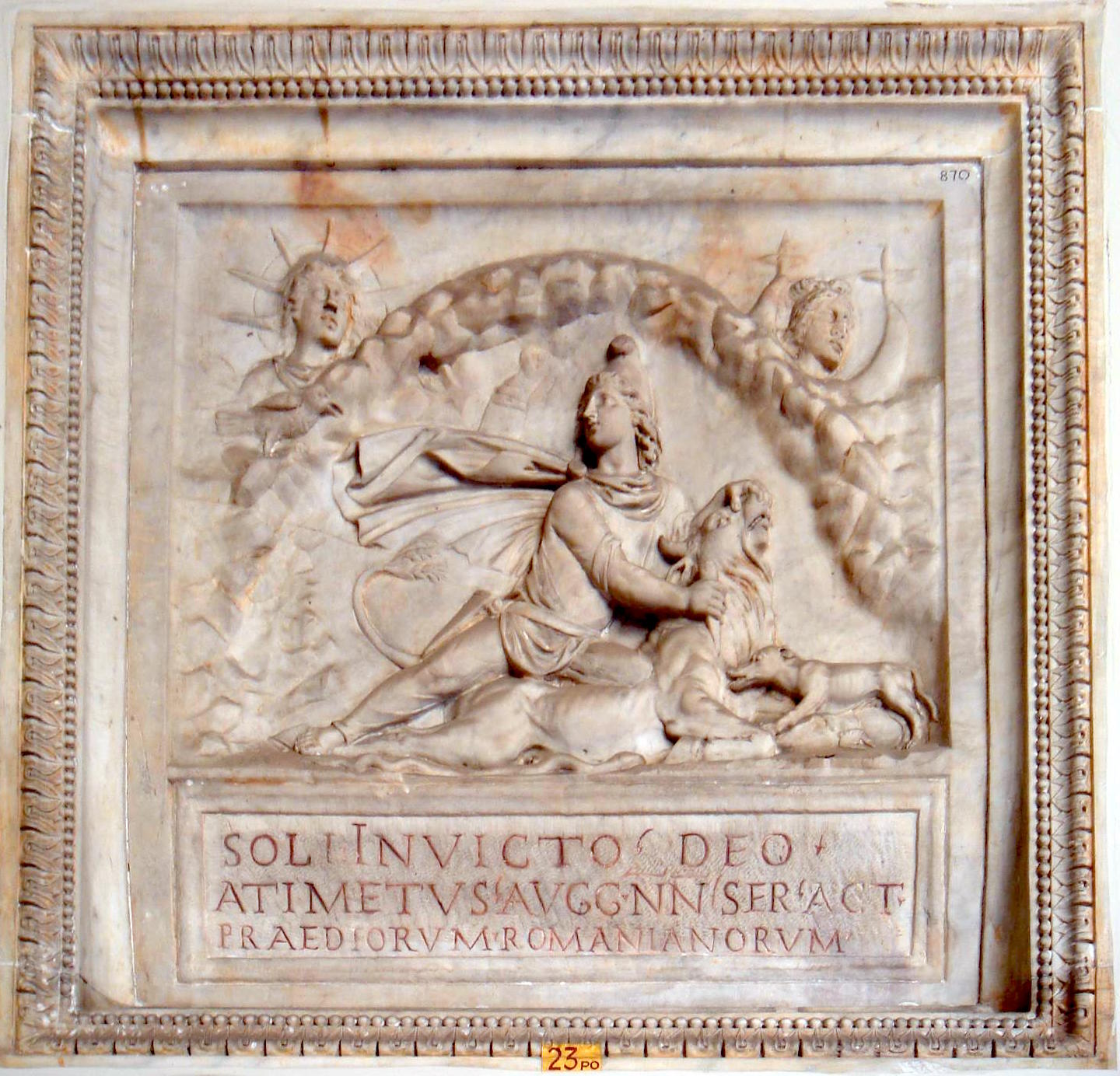
부조로 표현된 미트라교의 무적의 태양신. 태양과 달이 부조 위쪽 구석에 나타나 있다.

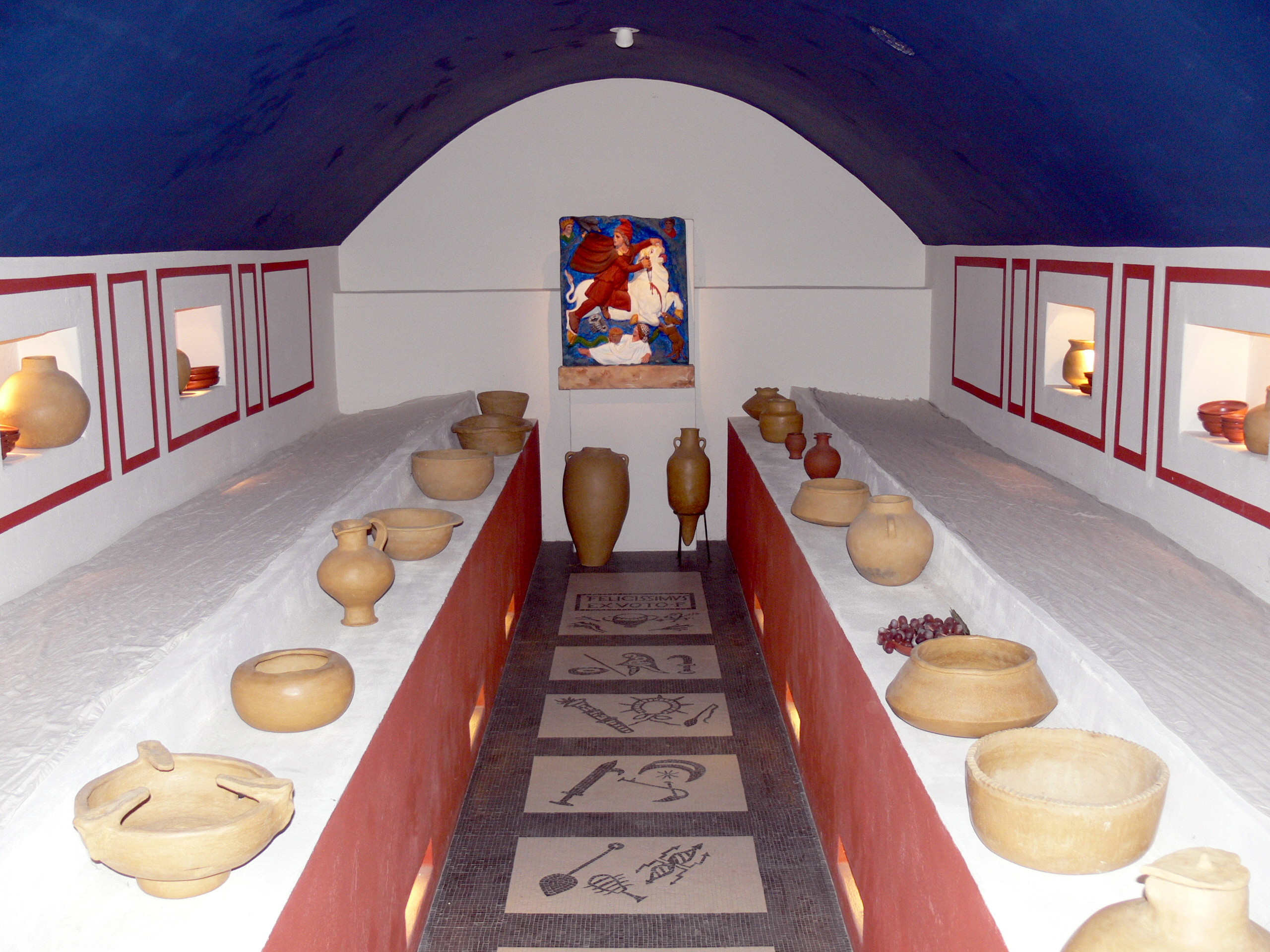
미트라에움

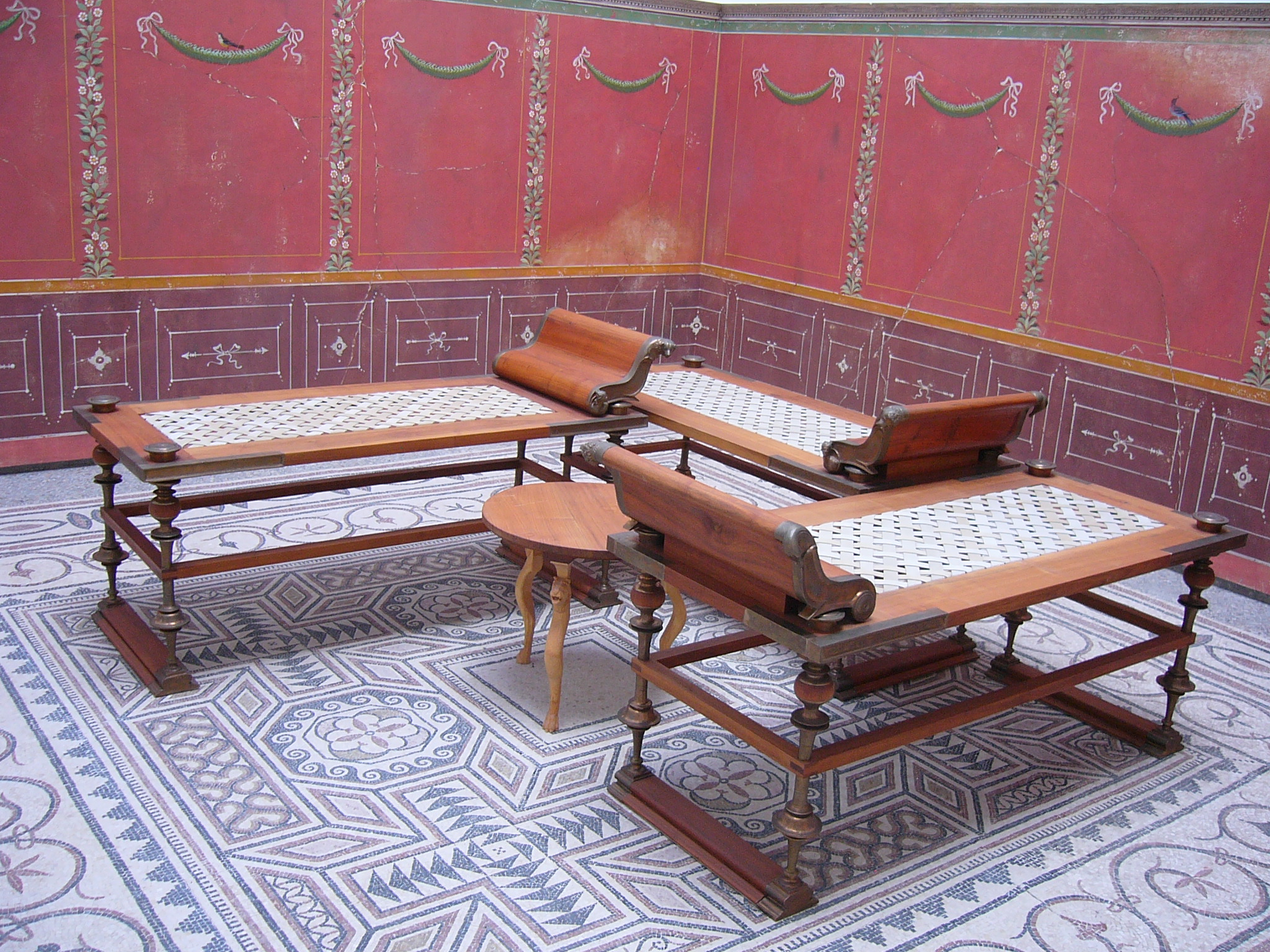
로마 제국 시대의 트리클리니움의 재현물

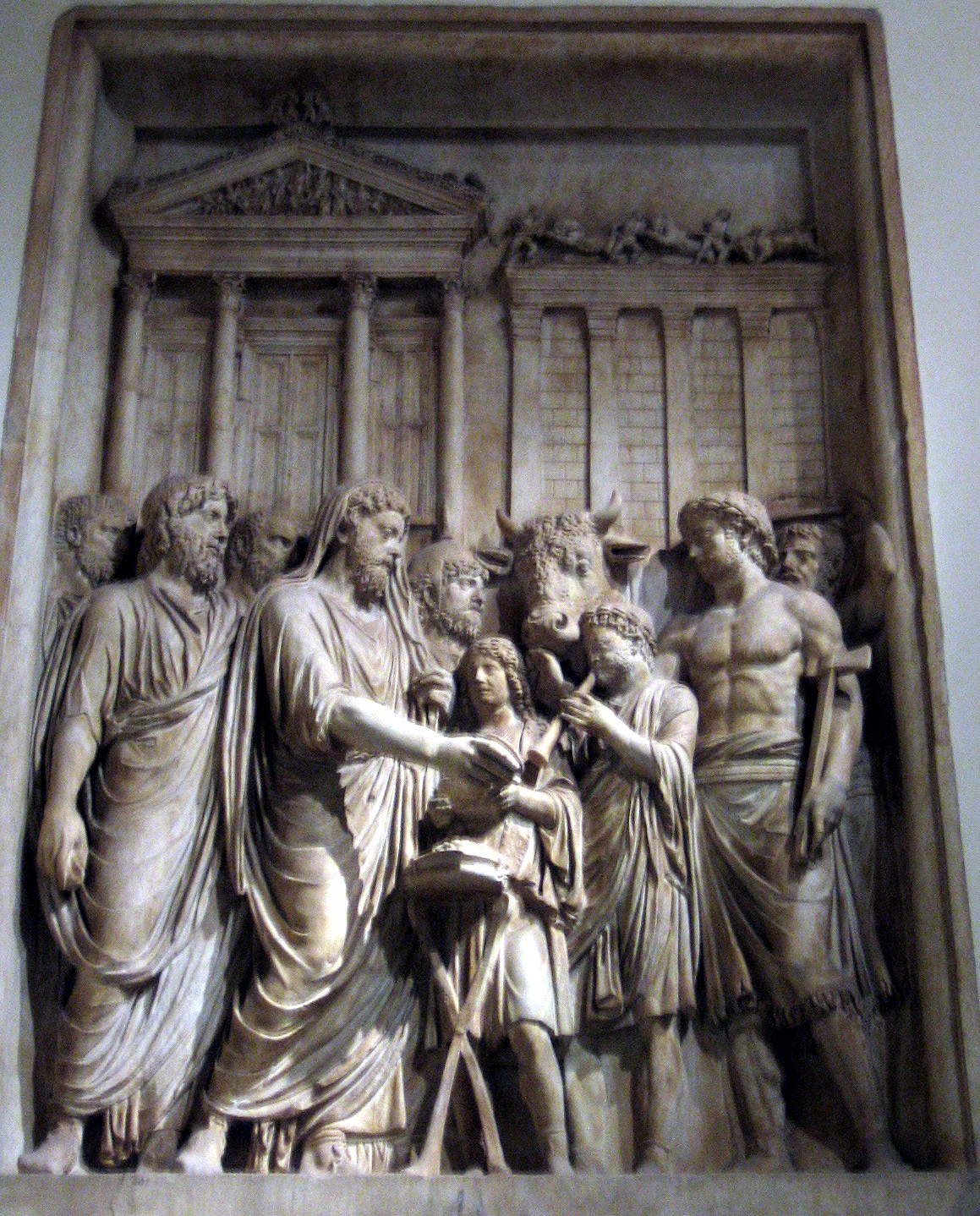
게르만족과의 전쟁에서 승리한 것을 감사하여 희생 의식을 바치는 마르쿠스 아우렐리우스와 황실: 당시에 제작된 부조로 카피톨리누스 언덕에 소재하였으나 지금은 로마의 카피톨리노 박물관에 소재

베르마세렌(M.J.Vermaseren)에 따르면 미트라교의 새해와 미트라의 탄생일은 모두 12월 25일이었다. 그러나 베크(Beck)는 이 견해에 대해 강하게 반대하고 있다. 만프레드 클라우스는 "미트라 밀교에서는 자신들만의 공개적인 의식 또는 축제가 없었다. 12월 25일에 열린 나탈리스 인빅티(Natalis Invicti: 무적의 존재(태양)의 탄생) 축제는 태양을 기리는 일반적인 축제이며 결코 미트라 밀교에 특정한 것이 아니었다"라고 말하였다.
미트라교의 의식들에 대해서는 비밀이 엄수되었는데, 이 의식들을 보여주는 미트라교 자체의 조각상이나 1차적인 설명은 현존하지 않는다. 다만 기원후 4세기에 이집트에서 발견된 〈미트라 전례서(Mithras Liturgy)〉가 유일한 예외라고 볼 수도 있다. 〈미트라 전례서〉에 대해서는 미트라교의 문헌이라고 보는 학자들도 있고 그렇지 않은 학자들도 있다. 프란츠 퀴몽(Franz Cumont: 1868~1947)은 후자에 속하는데 그는 〈미트라 전례서〉를 미트라교의 문헌으로 보지 않았으며, 현재까지의 대다수의 학자들은 프란츠 퀴몽의 견해를 따라 〈미트라 전례서〉에 담긴 내용이 미트라교의 실제 교의라고 보지 않는다. 미트라에움들의 벽은 대개 백색 도료를 발라 원래 그림이나 부조를 볼 수 없도록 처리되어 있다. 그리고 이렇게 처리되지 않은 것들은 대부분 낙서가 광범위하게 그려져 있거나 새겨져 있다. 그렇기는 하지만, 미트라교의 의식들을 보여주는 미트라교 자체의 조각상이나 1차적인 설명 문헌이 현존하지 않으므로, 미트라에움의 벽에서 보이는 이들 그림과 부조와 함께 미트라교의 기념물들에 새겨진 명문(銘文)들이 미트라교 연구의 원천 문헌을 이루고 있다.
이러한 제약에도 불구하고, 많은 미트라에움의 유물로부터 명백히 알 수 있는 점은 미트라교의 대부분의 의식들은 만찬 또는 연회와 관련되어 있었다는 것이다. 즉, 식기류와 잔여 양식이 미트라에움마다 거의 언제나 발견되며, 또한 동물 뼈와 아주 대량의 잔여 양식이 발견되는 경우도 흔하다. 특히 대량의 버찌 씨가 발견되었는데 이것은 미트라교의 축제가 열린 계절이 6월말과 7월초의 한여름이었다는 것을 시사한다. 청동 명판(銘板)의 형태를 하고 있는 비루눔 알붐(Virunum album: 비루눔 목록)에는 미트라교의 기념 축제 중 하나가 184년의 6월 16일에 열렸던 것으로 기록하고 있다. 베크(Beck)는 종교적 축제가 이 날에 열렸다는 것은 하지에 대해 특별한 의미가 부여되었다는 것을 보여준다고 주장한다. 또한 북유럽과 중부유럽에서 난방이 되지 않는 동굴에서 석조 대좌에 비스듬히 기대 앉는 것은 두드러진 여름철 행동들 중 하나였다. 만찬 시에 미트라교의 비전가들은 미트라에움의 길이 방향으로 양 옆에 배치된 석조 벤치에 비스듬히 기대 앉았는데, 보통 15~30명이 만찬을 함께 할 수 있는 공간이 있었다. 하지만 40명 이상이 함께 만찬을 할 수 있는 미트라에움들도 아주 드물게 있었다. 로마 제국의 거의 모든 신전 또는 종교적 성지에는 지상에 트리클리니움(triclinium)이라 불리는 식당방이 있었다. 그리고 이 식당방들은 대개 콜레기움(collegium)이라 불린 로마 시대의 클럽의 구성원들이 정기적으로 연회 또는 만찬을 가지는 용도로 사용되었다. 콜레기움의 만찬이 그 구성원들에게 제공한 역할과 유사한 역할을 미트라교의 만찬도 그 교인들에게 제공하였을 것으로 보인다. 실제로, 로마의 콜레기움에 입회할 수 있는 자격은 특정 가문들, 지역 인사들 또는 전통 있는 무역상들로 제한되는 경향이 있었는데, 미트라교는 이런 콜레기움에 가입하지 못한 사람들에게 클럽(동호회)에 참여할 수 있는 기회를 제공하는 역할을 하였다. 한편, 미트라에움의 규모가 반드시 해당 미트라에움에 속한 전체 교인의 규모와 일치하는 것은 아니었다.
교회의 제실(祭室)에 해당하는 미트라에움의 안쪽 끝에는 토럭터니 부조나 그림 아래에 여러 개의 제단들이 있었다. 또한 미트라에움의 주실(主室)과 곁방(대기실) 혹은 배랑(拜廊) 둘 다에는 대개 상당한 수의 보조 제단들이 있었다. 이 제단들은 표준 로마 양식으로 되어 있는데, 미트라의 보살핌과 은총에 감사하여 미트라에게 해당 제단을 바친 비전가의 이름이 새겨져 있다. 타다 남은 동물 내장이 주제단에서 흔히 발견되는데 이는 동물 공희가 정기적으로 행해졌다는 것을 보여준다. 그러나, 대개, 미트라에움에서는 동물을 죽이는 희생 의식을 행하는 시설이 발견되지는 않는다. 동물을 죽이는 희생 의식은 고대 로마의 종교에서 매우 특화된 전문화된 기능이었는데, 각 미트라에움은 이러한 희생 의식을 공공 컬트 종교의 전문적인 빅티마리우스(victimarius)의 도움을 받아 이들과의 협력하에 다른 장소에서 행했던 것으로 보인다. 미트라에움에서는 하루에 세 번 태양을 향해 기도를 바쳤는데 일요일을 특별히 신성하게 여겼다.
미트라교가 내적으로 일관된 단일한 교의를 가졌는가 하는 것에는 의문의 여지가 있다. 미트라교의 교의는 지역마다 달랐을 수도 있다. 그러나 아이코노그래피는 비교적 모든 지역에서 일관되고 있다. 미트라교에는 중심적인 역할을 한 신전 또는 종교적 중심지가 없었다. 각 미트라에움에는 소속된 담당자들 혹은 사제들이 있었음에도 불구하고, 미트라교에는 로마 가톨릭 교회의 주교단과 같은 중앙 감독 기관이 없었다. 두라 에우로포스(Dura Europos)의 미트라에움과 같은 몇몇 미트라에움들의 벽화에는 두루마리를 들고 있는 예언자들이 묘사되어 있다. 그러나 미트라교의 현자들 중 이름이 알려져 있는 사람은 없으며, 미트라교의 경전의 제목이나 교의의 이름을 가리키는 어떠한 언급도 존재하지 않는다. 미트라교의 비전가가 현재 속한 미트라에움에서 다른 미트라에움으로 이적할 때 자신의 현재 계위가 그대로 유지되는 것으로 알려져 있다.

### 미트라에움

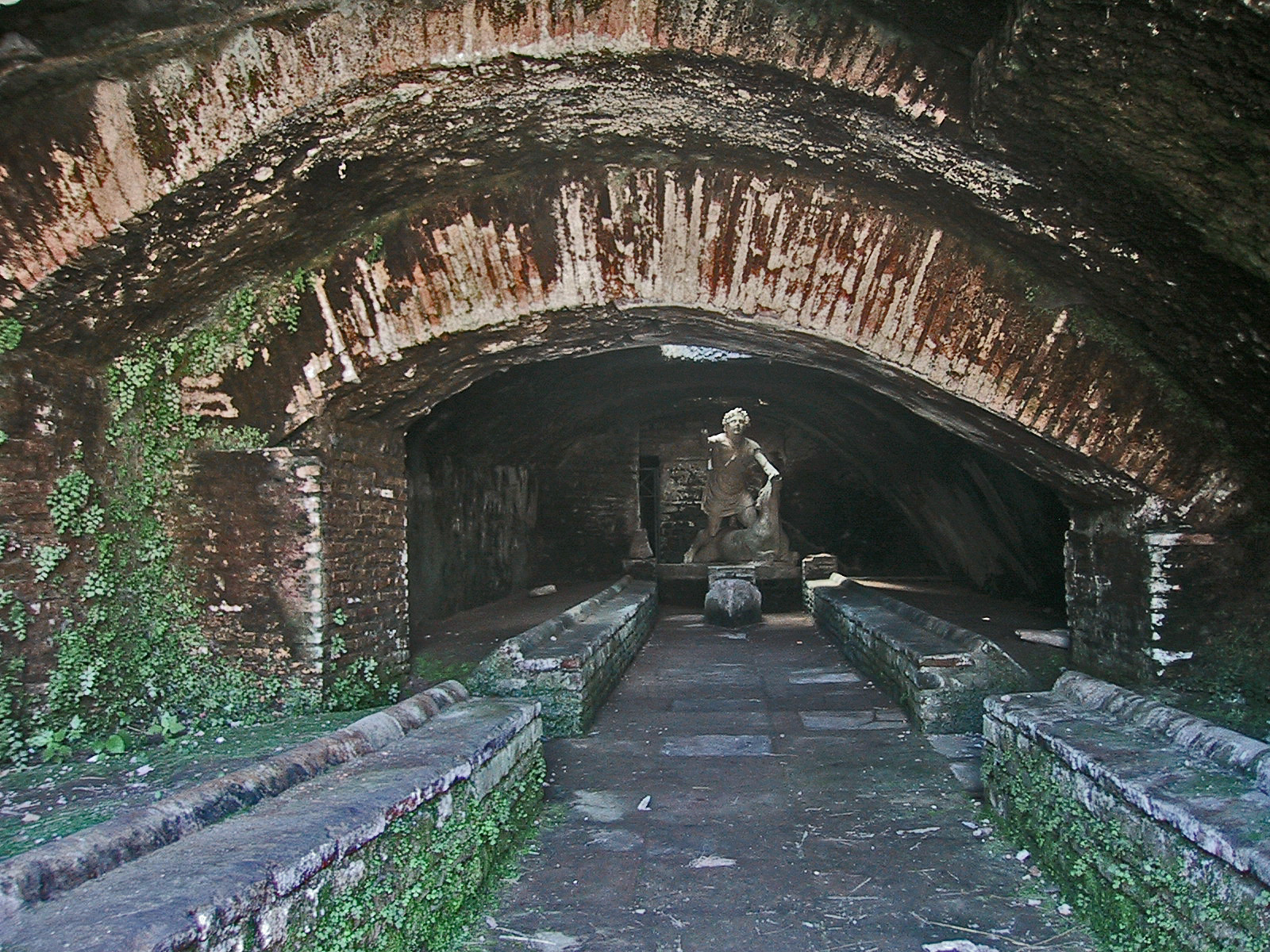
이탈리아의 오스티아 안티카(Ostia Antica)에서 발견된 미트라에움

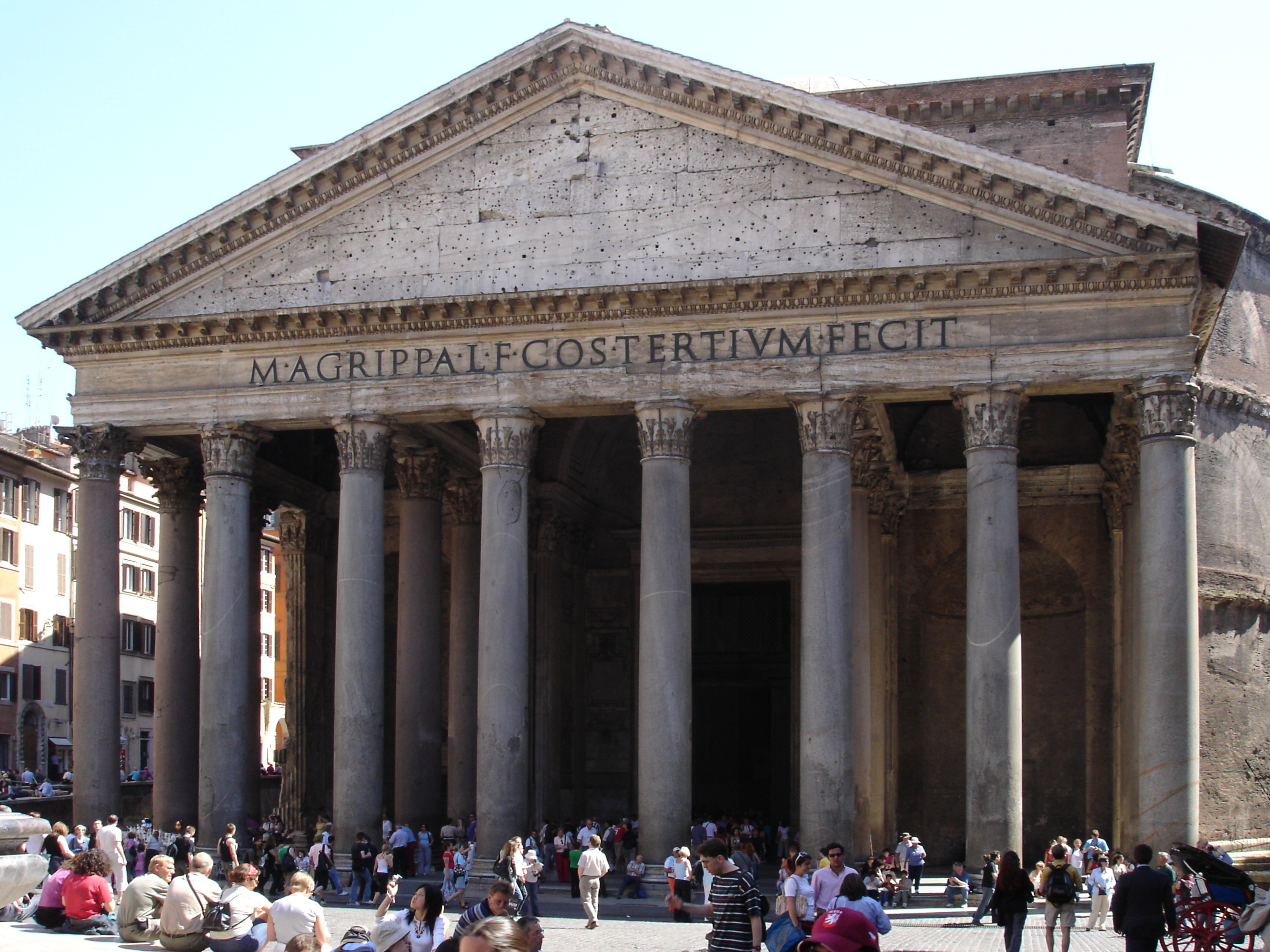
주랑 현관이 보이는 로마 판테온의 정면

미트라교의 신전을 뜻하는 미트라에움이라는 낱말은 현대에서 만들어진 말로 미트라교의 교인들은 자신들의 신성한 건축물들을 스페레움(speleum, 동굴), 안트룸(antrum, 동굴 혹은 공동), 크립타(crypta, 지하 복도 혹은 회랑), 파눔(fanum, 성소), 또는 템프룸(templum, 신전 또는 성소)이라 불렀다. 현존하는 미트라에움 유적들은 미트라교의 신성한 장소들의 실제적인 물리적 건축 구조를 보여준다.
미트라에움들은 지하에 위치하는데 창이 없고 아주 독특하다. 도시에서는 주로 대형 아파트 규모의 건물의 지하실을 미트라에움으로 개조하여 사용하였으며 도시가 아닌 곳에서는 직접 굴착하여 아치형의 지붕을 만들거나 천연 동굴을 개조하여 미트라에움으로 사용하였다. 미트라에움은 대부분의 경우 규모가 작고, 외적으로 드러나지 않으며, 큰 비용을 들이지 않고 건설되었다. 미트라교는 기존 종교적 센터를 확장하기보다는 새로운 센터를 짓는 것을 대체로 더 선호하였다. 미트라에움은 미트라가 황소를 데려와 죽인 동굴을 상징한다. 석조로 된 둥근 천장을 만들 수 없는 경우에는 라스와 플라스터를 사용하여 이러한 효과를 모조하였다. 미트라에움은 대개 샘 또는 개울 가까이에 위치하는데, 이것은 신선한 물이 미트라교의 어떤 의식들에 필요했다는 것을 보여주며, 웅덩이 또는 집수지가 종종 함께 조성되어 있다. 미트라에움의 현관에는 대개 배랑 또는 곁방이 있으며 음식을 저장하고 준비하기 위한 다른 보조적인 방들도 흔히 발견된다.
미트라에움의 기본 형태는 다른 컬트 종교의 신전들 또는 성소들과는 완전히 달랐다. 고대 로마 종교들의 표준적인 건축 양식에서, 신전은 신의 거주처로서 기능하였다. 신은 신전에 거주하면서 열린 문들과 주랑 현관을 통해 개방된 마당(courtyard)에 차려진 제단에서 행해지는 희생 의식을 보는 것으로 신전들 또는 성소들이 디자인되었다. 이러한 구조는 고대 로마의 종교들의 의식이 해당 종교의 비전가들에게만 접근이 허락된 것이 아니라 콜리토레스(colitores), 즉 비전가가 아닌 숭배자들에게도 참관이 허락되었을 가능성을 시사한다. 미트라에움은 구조적으로 이와는 반대였다.
미트라에움은 로마 제국 시대에서 흔한 것이었는데, 상당한 수가 로마, 오스티아 안티카(Ostia Antica), 누미디아, 달마티아, 브리타니아, 라인강 유역, 도나우강 유역에서 발견되었다. 반면, 그리스, 이집트, 시리아에서는 발견된 것이 거의 없다 (참고: 미트라에움 분포 지도). 발터 부르케르트(Walter Burkert)는 미트라교의 의식들이 비밀 의식의 성격을 가졌다는 것은 미트라교의 가르침과 실천들이 미트라에움 내에서만 행해질 수 있었다는 뜻한다고 말한다. 반면, 벨기에의 플랑드르 지방의 도시인 티넨(Tienen)에서 새로이 발굴된 유적들은 미트라교의 만찬 또는 축제가 대규모였으며 이 신비 종교가 일반적으로 믿어지고 있는 것만큼 비밀엄수주의적인 것은 아니었다는 것을 보여준다.

### 비전 계위

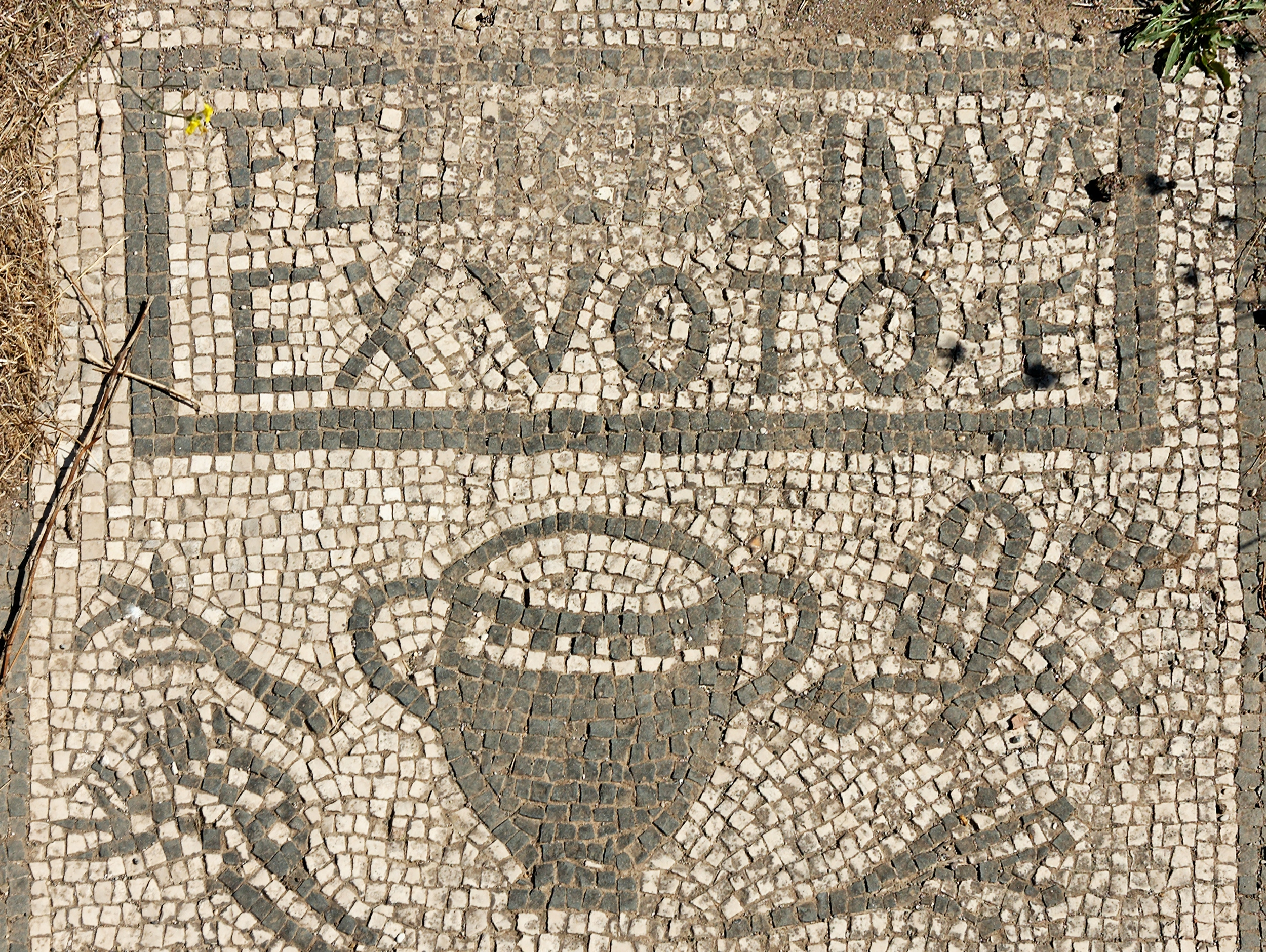
펠리시시무스의 오스티아 미트라에움의 모자이크 그림

《수다》의 "미트라(Mithras)" 항목에서는 "여러 등급으로 이루어진 테스트를 거쳐 자신이 경건하고 독실하며 흔들림이 없는 사람이라는 것을 증명하기 전에는 그 누구도 그것(미트라 밀교 또는 미트라 밀교의 궁극적 진리)으로의 입문이 허락되지 않았다."라고 말하고 있다.
나지안조스의 그레고리우스(329?~390)는 "미트라 밀교의 시험"을 언급하였다.
미트라 밀교의 비전에는 7 계위가 있었는데, 히에로니무스는 이들의 목록을 나열하고 있다. 만프레드 클라우스(Manfred Clauss)는 비전 계위들의 총 수인 7은 틀림없이 고대의 행성들과 관련이 있다고 주장한다. 펠리시시무스의 오스티아 미트라에움(Ostia Mithraeum of Felicissimus)에는 이들 비전 계위들을 묘사하고 있는 모자이크 그림이 있다. 이 그림에는 비전 계위들에 관련된 것이거나 아니면 단지 행성들을 상징하는 것인 문장(紋章)들이 함께 그려져 있다. 또한 각 계위 옆에는 그 계위와 관련된 특정한 행성의 신의 보호를 받게 되는 것을 기리는 명문(銘文)이 그려져 있다. 낮은 계위에서 높은 계위의 순서로 나열된 미트라교의 비전 계위들은 다음 표와 같다:
| 계위 (라틴어)                                  | 계위 (번역)              | 상징물 | 관련 행성 | 관련 수호신      |
| ---------------------------------------------- | ------------------------ | --- | --------- | ---------------- |
| 코락스(Corax), 코룩스(Corux), 코르벡스(Corvex) | 갈까마귀, 까마귀         | 비커, 카듀셔스 | 수성      | 메르쿠리우스     |
| 님푸스(Nymphus), 님포부스(Nymphobus)           | 신랑                     | 램프, 종, 베일, 관, 왕관, 다이아뎀(diadem)                                                                                | 금성      | 베누스(비너스)   |
| 밀레스(Miles)                                  | 군인                     | 파우치(주머니), 헬멧, 랜스(긴 창), 드럼, 벨트, 흉갑                                                                       | 화성      | 마르스           |
| 레오(Leo)                                      | 사자                     | 발티룸(batillum), 시스트룸(sistrum), 월계관, 벼락                                                                         | 목성      | 유피테르(쥬피터) |
| 페르세스(Perses)                               | 페르시아인               | 아키나케스(akinakes), 프리기아 모자, 낫(sickle), 초승달과 별, 투석(投石)용 주머니                                         | 달        | 루나             |
| 헬리오드로무스(Heliodromus)                    | 태양의 주자 (sun-runner) | 횃불, 헬리오스(태양)의 이미지, 채찍, 로브                                                                                 | 태양      | 솔               |
| 파테르(Pater)                                  | 아버지                   | 파테라(patera), 주교관, 주교 지팡이, 양치기의 지팡이, 석류석 반지, 루비 반지, 제의, 금속성의 실로 보석을 박은 정교한 로브 | 토성      | 사투르누스       |

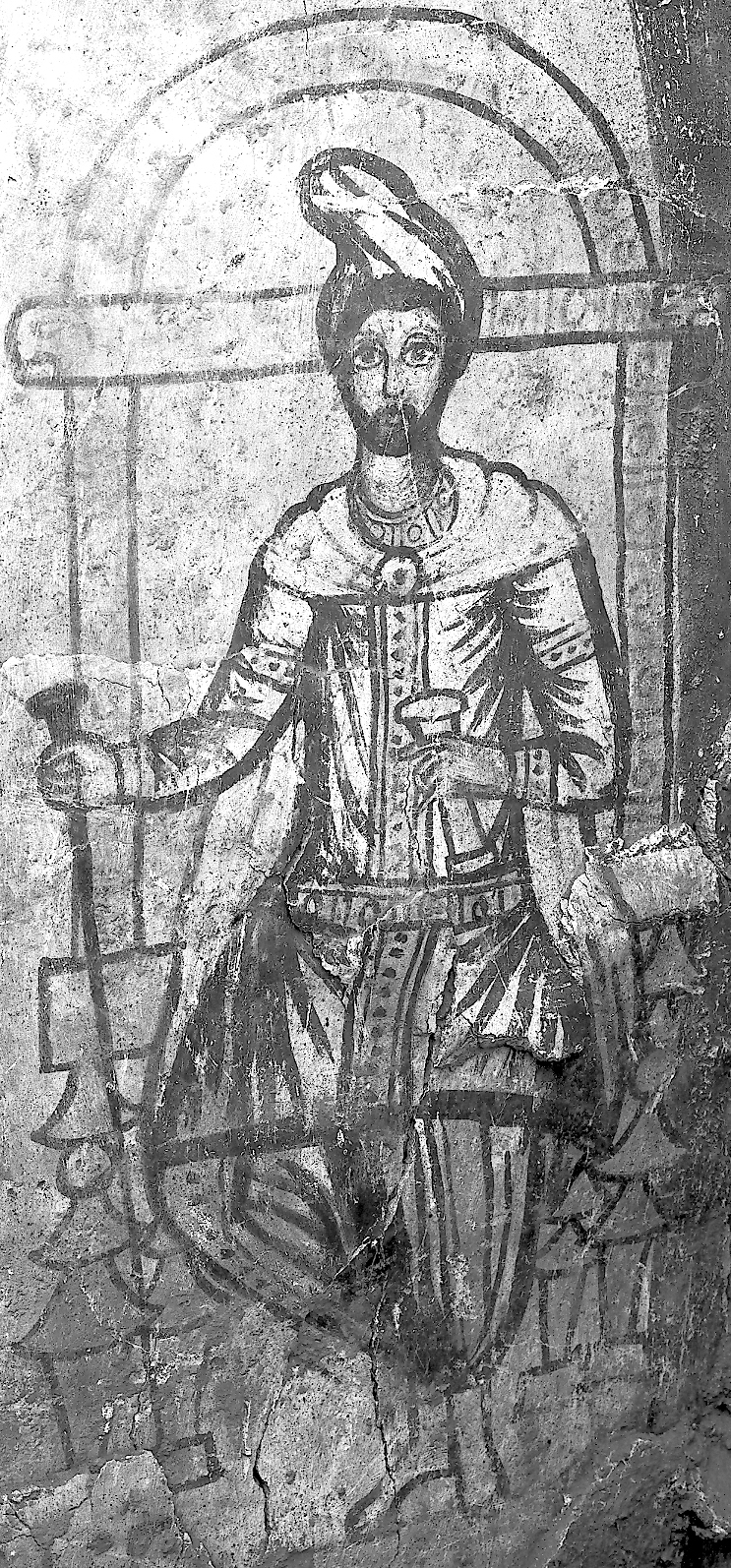
두라 에우로포스의 미트라에움에 그려진 미트라교 비전가의 스케치

두라 에우로포스의 미트라에움처럼 신자들의 목록을 보여주는 낙서가 남아 있는 경우가 있다. 이 목록에는 미트라교의 비전가들의 이름이 그들의 계위와 함께 기재되어 있다. 비루눔(Virunum)의 미트라에움에서는 알붐 사크라토룸(album sacratorum), 즉 신자들의 목록이 명판에 새겨진 것이 발견되었는데 이 목록은 새 신자가 비전을 받고 들어옴에 따라 매년 업데이트되었다. 이러한 목록들을 상호 비교함으로써 한 미트라에움에서 다른 미트라에움으로 이적한 비전가들을 확인할 수 있는 경우가 있다. 또한 이들 미트라교의 비전가들의 목록과 당시의 다른 목록들, 즉 병역자 명단 또는 미트라교 이외의 종교의 신전의 신자 명단 등과 비교함으로 미트라교의 비전가들이 어떤 사람들이었는지를 찾는 것도 때때로 가능하였다. 또한 미트라교의 비전가들의 이름이 제단이나 다른 성물의 명문(銘文)에서 발견되는 경우도 있다. 1990년의 만프레드 클라우스의 보고에 따르면, 250년 이전에 새겨진 미트라교인의 이름들 중 약 14%만이 비전 계위를 가진 것으로 확인되었는데 그는 이것이 미트라교의 모든 비전가들이 7계위들 중의 하나에 속했다는 전통적인 견해가 틀렸다는 것을 보여준다고 말하였다. 만프레드 클라우스는 미트라교의 각 비전 계위는 사케르도테스(sacerdotes), 즉 특정한 사제 계층을 가리키는 것이라고 보았다. 이에 반해 고돈(Gordon)은 메르켈바흐(Merkelbach)를 비롯한 다른 학자들이 지지해 온 이전의 이론이 맞다고 보았는데, 특히 두라 에우로포스의 목록의 경우 모든 이름에 미트라교의 비전 계위가 있다는 것에 주목하였다. 이들과는 달리, 비전 계위에 관한 것은 시간이 흐르면서 그 관습이 변천했거나 또는 미트라에움마다 그 관습이 달랐다고 보는 학자들도 있다.
봉헌문(奉獻文)이나 명문(銘文)에는 최고 계위인 파테르(pater)가 가장 많이 발견된다. 한 미트라에움에 이 최고 계위의 인물이 여러 명 있었던 것이 특별한 일이 아니었던 것으로 보인다. 아버지 중의 아버지라는 뜻의 파테르 파트룸(pater patrum)이라는 호칭도 종종 발견되는데 이것은 해당 인물이 해당 미트라에움에서 최고위의 지위를 가진 인물이라는 것을 나타내기 위한 것으로 보인다. 높은 사회적 지위를 가진 사람들이 미트라에움에 가입할 때 곧바로 파테르(pater)라는 계위를 가진 몇몇의 예가 있는데, 특히 4세기의 율리아누스(재위 355~363, 로마황제로는 361~363) 때의 이교도 부흥기의 로마에서 이러한 사례가 나타났다. 이것은 몇몇 미트라에움에서 미트라교를 지지하는 사회적 고위 인사들에게 명예직으로서의 파테르(pater)라는 계위를 부여했기 때문인 것으로 보인다.

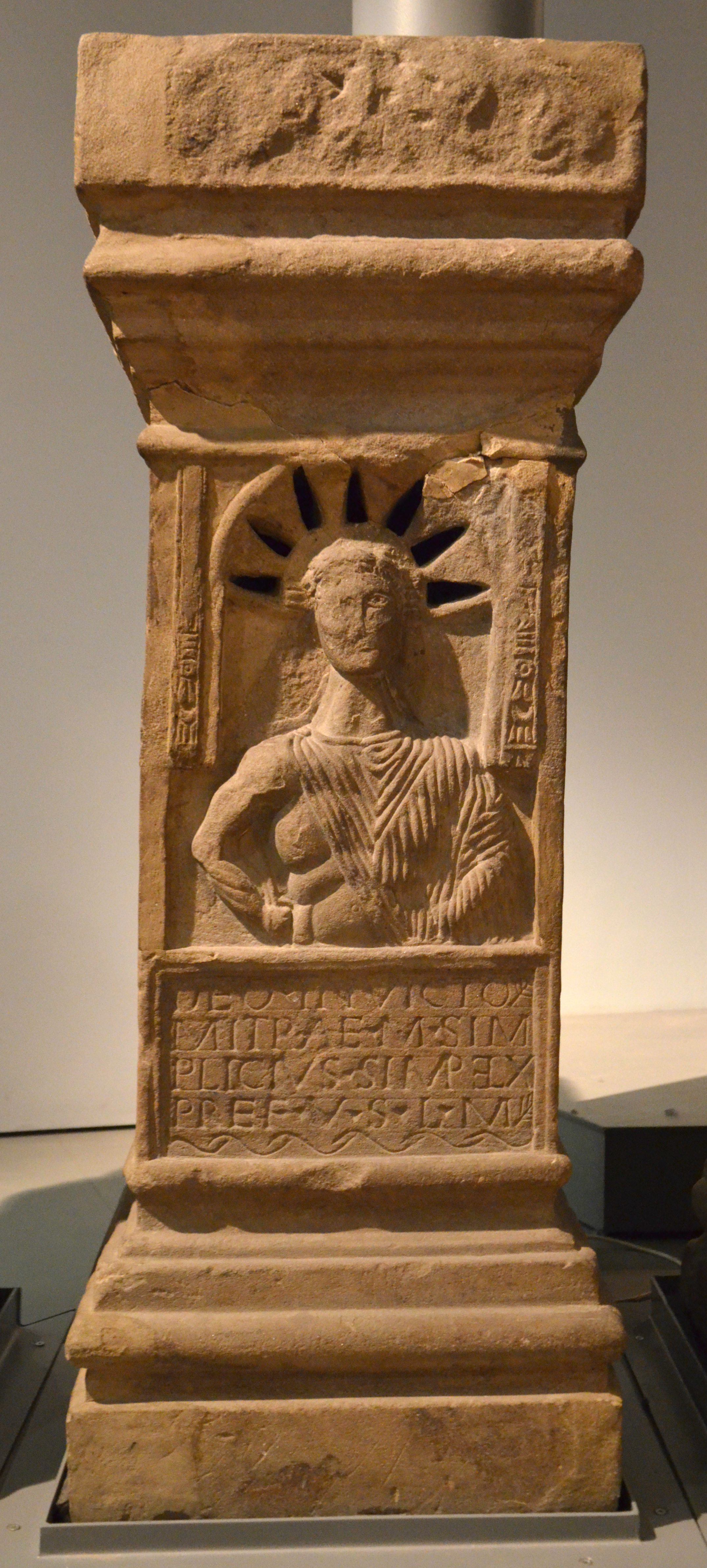
카로버그(Carrawburgh) 미트라에움의 제단

각 계위로 들어가기 위해서는 해당 비전가는 반드시 특정한 시련 또는 테스트를 감내하며 통과해야 했던 것으로 보인다. 예를 들어 열기 · 냉기 · 위험 등에 노출되는 것이 이러한 시련에 포함되었다. 3세기초에 만들어진 '시련의 구덩이(ordeal pit)' 하나가 카로버그(Carrawburgh)의 미트라에움에서 발견되었다. 폭군으로 유명했던 로마 황제 콤모두스(재위 180~192)가 즐거움을 위해 미트라교의 비전의 시련들을 살인의 형태로 재연하면서 즐겼다는 기록이 있다. 3세기 후반에 이르러서는, '시련의 구덩이'들을 땅으로 메워 없앤 것에서 보듯이, 미트라교는 비전의 시련들의 가혹도를 완화했던 것으로 보인다.
미트라교 공동체로의 들어가는 것이 허락되는 것은 최종적으로 "파테르(pater)"와 악수를 하는 것으로 이루어졌는데 이것은 미트라와 솔이 악수를 하는 것을 재연한 것인었다. 이러한 이유로 미트라교의 비전가들은 악수로 하나된 자들이라는 뜻의 "신덱시오시(syndexioi)"라 불리었다. 이 낱말은 프로피센티우스(Proficentius)의 비문에 사용되었는데 비기독교를 공격한 4세기의 기독교 저작인 《세속적인 종교의 오류에 대하여(De errore profanarum religionum)》에서 이 책의 저자 피르미쿠스 마테르누스(Firmicus Maternus)는 미트라교의 악수와 관련된 이러한 종교적 관습을 조롱하였다. 고대 이란에서 오른손을 잡는 것은 협정을 결론짓고 마무리한 것이나 양자간에 어떤 진지한 혹은 신성한 이해(理解)가 있었다는 것을 나타내는 전통적인 행위였다.

### 의식의 재연

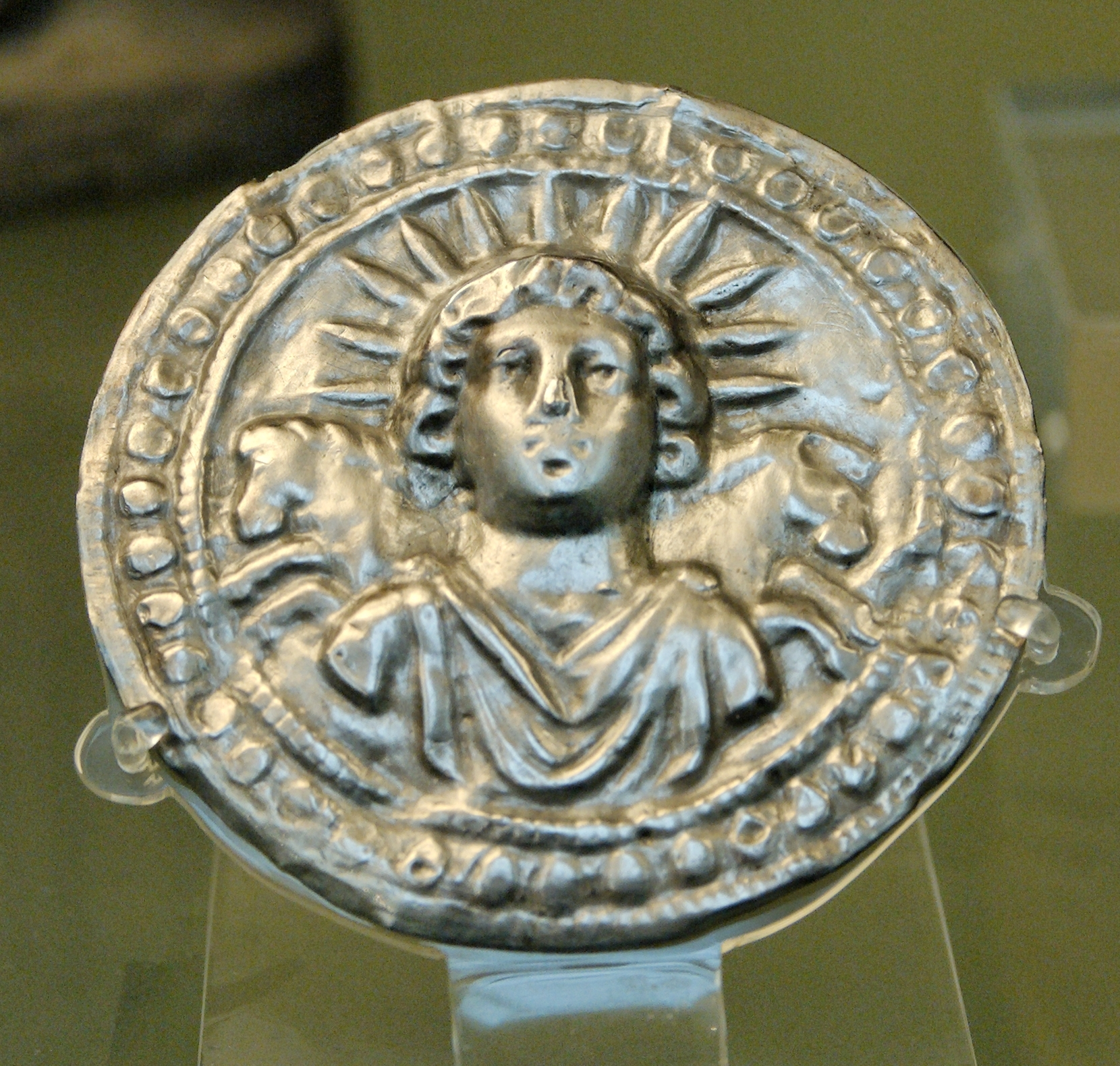
은제 솔 인빅투스 디스크, 3세기 로마, 아나톨리아의 페시누스에서 발견, (현재 영국 박물관 소재)

미트라교의 주요 신화적 장면들에 나오는 주요한 신인 솔과 미트라의 행위들은 미트라교의 계위 체계에서 가장 상위에 속한 파테르(Pater)와 헬리오드로무스(Heliodromus)에 의해 의식에서 재연되었다. 미트라교의 비전가들은 신성한 만찬(성찬)을 가졌는데 이것은 미트라와 솔의 만찬을 재연한 것이었다.
마인츠(Mainz)에서 발견된 컵이 있는데, 이 컵에 새겨져 있는 부조는 미트라교의 비전들 중 하나를 묘사하고 있는 것으로 여겨지고 있다. 이 부조에는 미트라의 모습으로 변장한 파테르(Pater)가 활을 당긴 상태로 앉아 있는 장소로 비전가가 인도되고 있는 장면이 묘사되어 있다. 그리고 비전가에게 상징과 신학을 설명하는 역할을 하는 한 명의 미스타고그(mystagogue: 비법 전수자, 밀교 해설자)가 비전가와 동행하고 있다. 이 부조에 새겨진 의식은 "물의 기적(Water Miracle)"이라고 불리는 장면을 재연하고 있는 것으로 여겨지는데, 물의 기적은 미트라가 바위에 번개를 내려치고 그 결과 바위로부터 물이 분출되는 신화적 장면이다.
로저 베크(Roger Beck)는 마인츠의 컵과 포르피리오스의 글을 근거로 하여 미트라교에 3번째 행렬 의식이 존재했다는 가설을 세웠다. 로저 베크는 이 의식을 태양의 주자의 행렬(Procession of the Sun-Runner)이라 불렀는데, 그에 따르면, 이 행렬 의식은 밀레스(Miles) 계위의 한 비전가가 앞을 이끌고 카우테스와 카우토파데스(Cautes and Cautopates)를 나타내는 두 인물이 헬리오드로무스(Heliodromus) 계위의 비전가를 호위하는 가운데 태양이 황도대를 돌듯이 헬리오드로무스 비전가가 미트라에움을 도는 것을 재연하는 의식으로, 이 의식에서 미트라에움은 우주를 나타낸다.
이와 같이, 대다수의 미트라교의 의식들은 미트라교의 신화 또는 설화에 나오는 에피소드들을 비전가들이 재연하는 것으로 이루어져 있었다고 학자들은 보고 있다. 이러한 에피소드들 중 주요한 것으는 바위로부터 미트라가 탄생하는 것, 화살로 통을 쳐서 물이 나오게 하는 것, 황소를 죽이는 것, 솔이 미트라에게 복종하는 것, 미트라와 솔이 죽은 황소에 기댄 상태로 만찬을 하는 것, 미트라가 전차를 타고 승천하는 것 등이다. 한편, 이 에피소드들과 현존하는 부조들에 나타난 정규적인 묘사들에서 특기할 만한 사실은 여성이 전혀 등장하지 않는다는 점이다.

### 신자의 자격
미트라교의 신자 목록, 즉 비전가 목록에는 여성이 들어 있는 경우가 전혀 없기 때문에 일반적으로 미트라교는 남성만이 참가 가능했던 종교인 것으로 믿어지고 있다. 고대의 학자인 포르피리오스가 여성 미트라교 신자 혹은 비전가를 언급한 것으로 보이는데, 이에 대해 20세기초의 역사가인 게덴(A.S. Geden)은 포르피리오스의 언급은 오해에서 비롯된 것이라고 기술하고 있다. 게덴은 동방의 컬트 종교에서 의식에 여성들이 참여하는 것이 없지는 않았지만 미트라교의 경우 군인들의 영향력이 지배적이었던 것을 볼 때 미트라교에 여성들이 참여했던 것은 아닌 것으로 보인다고 말하였다. 한편, 데이비드 요나단(David Jonathan)은 2000년에 발표된 자신의 논문에서 "최소한 로마 제국의 몇몇 지역에서는 여성들이 미트라교의 그룹들과 관련되어 있었다"고 말하였다. 미트라교의 신자들 또는 비전가들은 주로 군인들이었고, 또한 상인들, 세관원들, 하급 관료들도 있었다. 4세기 중반의 이교도 부흥기 때까지는 지도적인 귀족 가문이나 원로원 가문에서 미트라교의 비전가가 나오는 경우는 사실상 거의 없었으며 있다고 하더라도 극히 소수였다. 미트라교의 비전가들은 대다수가 자유민이나 노예였다.

### 윤리

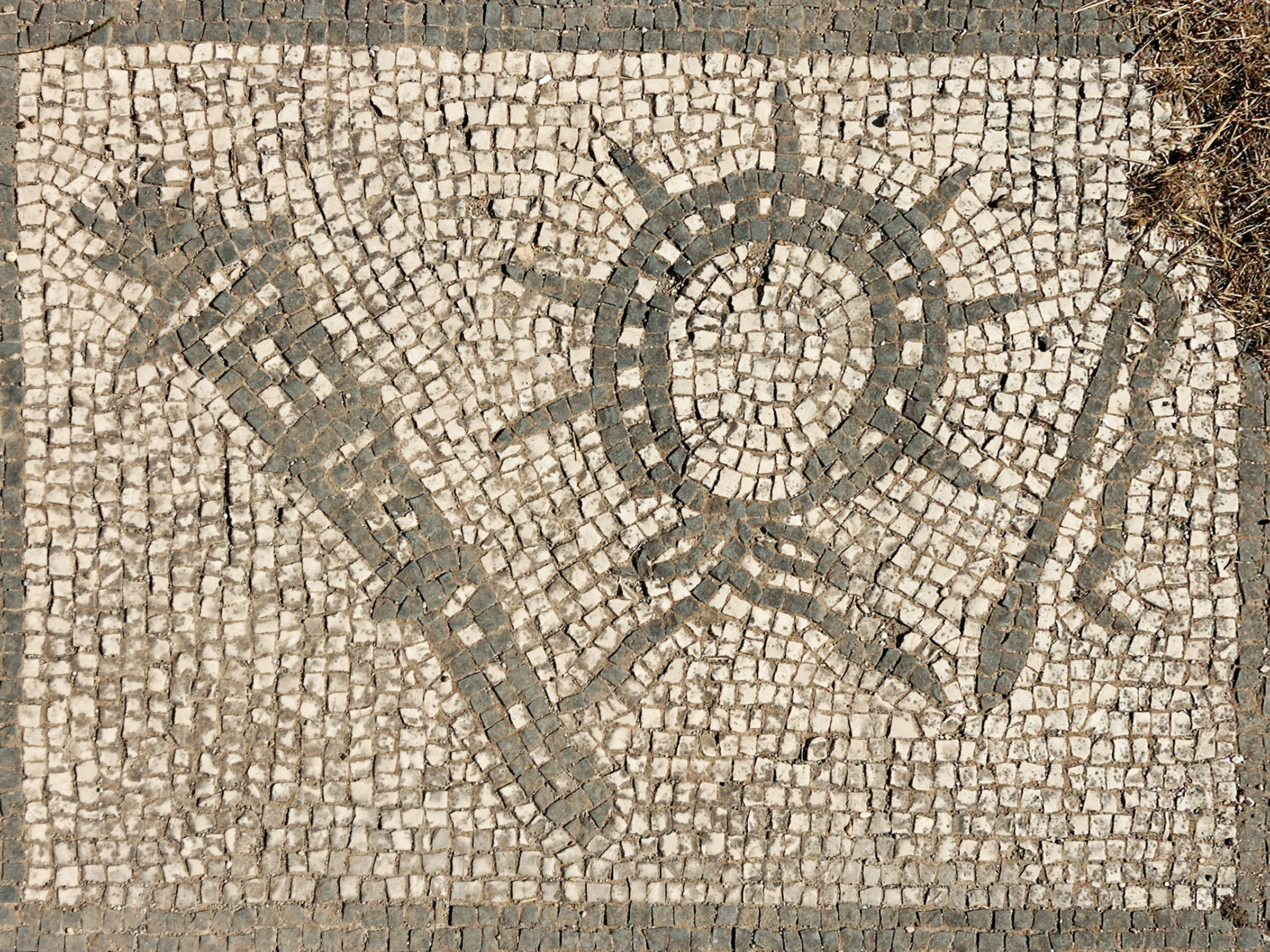
펠리시시무스의 오스티아 미트라에움의 모자이크 그림

미트라교의 레오(Leo) 계위로 들어간 사람들은 고통이나 해악을 가져오는 그 모든 것 또는 순수하지 못한 그 모든 것으로부터 자신의 손을 순수하게 유지해야만 했다는 포르피리오스의 진술에 대해, 만프레드 클라우스는 이 진술은 지켜야 할 도덕 또는 윤리가 미트라교의 신자들에게 명해져 있었다는 것을 뜻한다고 말하였다. 배교자 율리아누스의 《황제들(Caesares)》의 한 구절에서는 "미트라교의 계명들"에 대해 언급하고 있다. 테르툴리아누스는 자신의 논서 《화관론(De Corona Militis)》에서 미트라교인들은 군대에서 화관(花冠 · corona), 즉 축하의 관을 쓰는 것이 공식적으로 면제되었는데, 이것은 "자신들의 왕관은 오직 미트라뿐"이라는 교의에 기반하여 미트라교의 비전 전수 의식에는 수여된 관을 물리치는 의식이 들어있는데 이를 바탕으로 한 것이라고 하였다.

## 역사와 발전

### 밀교 이전의 미트라

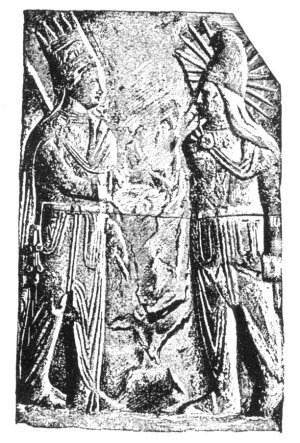
미트라와 안티오코스 1세: 콤마게네의 안티오코스 1세(재위 69~34 BC)가 넴루트 산에 세운 신전의 부조

미탄니의 왕 사우슈타타르(재위 1440-1410 BC)의 옥새

고고학자인 마르텐 베르마세렌(Maarten Vermaseren)에 따르면 기원전 1세기의 콤마게네 왕국(Commagene)에서 나온 증거물에 의할 때 "미트라에게 바쳐진 경외"는 언급되고 있지만 "밀의종교에 대해 바쳐진 경외"는 언급되고 있지 않다.
콤마게네의 안티오코스 1세(Antiochus I: 재위 69~34 BC)가 넴루트 산(Mount Nemrut)에 세운 거상(巨像)에는 미트라가 프리기아 모자를 쓰고 있는 모습으로 나타나 있다. 그리고 이 미트라는 다른 신들과 안티오코스 1세와 나란히 왕좌에 앉아 있다. 이들의 왕좌들의 뒷면에는 그리스어로 된 명문(銘文)이 있는데 이 명문에는 아폴론과 미트라와 헬리오스의 이름이 소유격의 형태로, 즉 "Ἀπόλλωνος Μίθρου Ἡλίου (Apollonos Mithrou Heliou)"로 언급되어 있다.
베르마세렌은 또한 기원전 3세기에 파이윰에 있었던 한 미트라 컬트 종교에 대해 보고하고 있다. 바네트(R. D. Barnett)는 기원전 1450년경의 미탄니의 왕 사우슈타타르(재위 1440-1410 BC)의 옥새에 새겨진 문장(紋章)은 토럭터니 장면의 미트라를 묘사한 것이라고 주장하였다.

### 로마 미트라교의 시작
미트라 밀교의 기원과 확산에 대해 학자들은 격렬한 논의를 펼쳐왔는데, 이 주제들에 대해 학자들은 서로 극명하게 다른 견해를 가지고 있다. 클라우스(Clauss)에 따르면, 미트라 밀교는 기원후 1세기가 되어서야 출현하였다. 반면 울란지(Ulansey)에 따르면, 역사가 플루타르코스는 기원전 67년에 아나톨리아 남동부 해안의 한 지방인 킬리키아의 해적들(Cilician pirates)이 미트라의 "비밀 의식들"을 실천하고 있었다고 말하였는데, 미트라 밀교의 초기에 대한 이 증거를 기반으로 판단할 때 미트라 밀교는 기원전 1세기 중반에 출현하였다.
그러나, 다니엘스(Daniels)에 따르면, 미트라 밀교의 기원에 대한 이 주장들은 모두 해당 주장을 명확한 사실로 확정할 수 있게 하는 증거가 없다. 발견된 고고학적 유물에 따르면, 독특한 지하 신전인 미트라에움들, 즉 미트라교의 신전들은 이전부터 존재해온 것이 아니라 기원후 1세기 후반에 갑작스럽게 나타났다.

#### 초기 유물
미트라교에 관련된 명문(銘文)들과 기념물들은 마르텐 베르마세렌(Maarten J. Vermaseren)의 저작인, 2권으로 이루어진 《CIMRM》, 즉 《코르푸스 인스크립티오눔 에트 모누멘토룸 렐리기오니스 미트리아카에(Corpus Inscriptionum et Monumentorum Religionis Mithriacae, "미트라교 명문 및 기념물 집성")》에 목록으로 정리되어 있다. 미트라가 황소를 죽이는 토럭터니 장면의 가장 초기의 유물은 로마에서 발견된 CIMRM 593인 것으로 여겨지고 있다. 이 유물에 날짜가 새겨져 있지는 않다. 그러나 이 유물에 새겨진 명문(銘文)에 따르면 티 클라우디우스 리비아누스(T. Claudius Livianus)의 집사인 알키무스(Alcimus)가 이 유물을 봉헌한 것이라 되어 있다. 베르마세렌(Vermaseren)과 고든(Gordon)의 주장에 따르면, 이 리비아누스는 기원후 101년에 로마 황제의 근위대의 지휘관이었던 리비아누스로 따라서 이 유물은 기원후 98~99년에 세워진 것으로 추정된다.
황소 위에 칼을 잡고 서 있는 인물이 들어 있는 5개의 작은 테라코타 판이 크림반도의 케르치 부근에서 발굴되었다. 베스코우(Beskow)와 클라우스(Clauss)의 추정에 따르면 이 테라코타 판들의 제작 연대는 기원전 1세기 후반이며 베크(Beck)의 추정에 따르면 기원전 50년부터 기원후 50년 사이이다. 이 판들이 미트라를 묘사한 것이라고 인정할 경우 이 판들은 가장 초기의 토럭터니 유물이 될 수 있다. 이 판들에 나타나 있는 황소를 죽이는 인물은 프리기아 모자를 쓰고 있다. 하지만 베크와 베스코우는 이 인물이 토럭터니에 나타나는 표준적인 인물 모습과는 다르다는 점을 지적하고 있다. 또한 이 판들 중 맨 첫 번째 것이 여성의 무덤에서 발견되었다는 점이 이 판들과 미트라교를 연결시키기 어렵게 하는 요소가 되고 있다. 이러한 이유로 베크와 베스코우는 이 판들에 묘사된 장면이 토럭터니라고 확정하기에는 논쟁의 여지가 있다고 보고 있다.

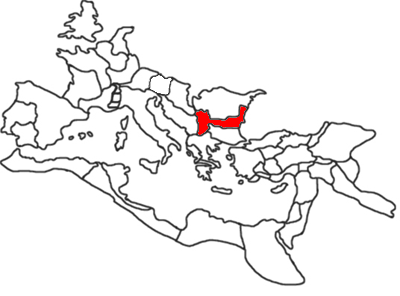
로마 제국 때의 모이시아(Moesia) 지방, 120년: 동쪽 지역이 로마 속주 모이시아 인페리오르(Moesia Inferior)이며 서쪽 지역이 로마 속주 모이시아 수페리오르(Moesia Superior)이다

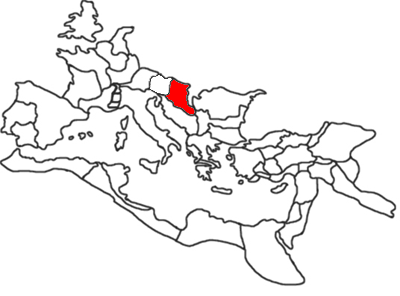
로마 제국 때의 판노니아(Pannonia)

로마의 에스퀼리누스 언덕의 마르셀리노-피에트로 성당(SS. Pietro e Marcellino) 근처에서 발견된 제단 또는 블록에는 플라비우스 히기니우스(T. Flavius Hyginus)가 봉헌한 것임을 나타내는 라틴어와 그리스어의 두 언어로 된 명문이 새겨져 있는데, 플라비우스 히기니우스는 노예 신분에서 해방된 로마 제국의 자유민이며 이 유물의 연대는 기원후 80~100년으로 추정된다. 이 명문에는 이 제단이 무적의 태양신 미트라(Sol Invictus Mithras)에게 바쳐진 것이라 쓰여 있다.
CIMRM 2268은 모이시아 인페리오르의 노바에/스테클렌(Novae/Steklen)에서 발견된 부서진 기단부 또는 제단으로 카우테스와 카우토파테스가 나타나 있다. 연대는 기원후 100년으로 추정된다.
다른 초기 유물로는 다음의 것들이 있다: 베노시아(Venosia)에서 발견된 그리스어 명문(銘文)이 있는데 사가리스(Sagaris)라는 이름의 악토르(라틴어: actor 배우, 옹호자[*])가 봉헌한 것으로 연대는 기원후 100~150년으로 추정된다. 테오도투스(Theodotus)라는 이름의 미트라교 사제가 의학과 치료의 신 아스클레피오스에게 바친 키푸스(라틴어: cippus 표주, 표석[*])가 레바논의 시돈에서 발견되었는데 기원후 140~141년의 것으로 추정된다. 다른 초기 명문으로 로마 제15군단 아폴리나리스(Legio XV Apollinaris)의 백인대장인 사키디우스 바르바루스(C. Sacidius Barbarus)가 봉헌한 명문이 있는데 이 명문은 판노니아의 카르눈툼(Carnuntum)의 도나우강 기슭에서 발견되었으며 연대는 기원후 114년 이전의 것으로 추정되고 있다.
다니엘스(C.M.Daniels)에 따르면, 위의 마지막 세 번째 카르눈툼 명문은 도나우강 지역에서 발견된 가장 초기의 미트라교 봉헌물이며, 도나우강 지역은 이탈리아와 함께 미트라교가 최초로 뿌리를 내린 두 지역이다. 이탈리아가 아닌 지역의 미트라에움으로 연대를 추정할 수 있는 가장 초기의 것은 네카어강 유역의 뵈킹엔(Böckingen)에서 발견된 미트라에움으로 연대는 기원후 148년 또는 그 이후로 추정된다. 한편, 카이사레아 마리티마(Caesarea Maritima, 해변의 카이사레아)에서 발견된 미트라에움은 팔레스타인 지역에서 발견된 유일한 미트라에움인데 기원후 1세기 말에 성립되어 3세기 후반까지 사용된 것으로 추정된다.

#### 초기 위치

기원후 117년의 로마 제국: 미트라교 초기의 종교적 장소들이 있었던 로마(라벤더)와 로마 속주(빨강)가 강조 표시되어 있다. 빨강으로 강조 표시된 로마 속주는 서쪽에서 동쪽으로 게르마니아 수페리오르, 노리쿰, 판노이아 수페리오르, 모이시아 인페리오르, 유다이아이다.

로저 베크에 따르면 미트라교의 초기 단계(80?~120 AD)의 종교적 장소들로 증명된 곳은 다음과 같다:

출토된 도자기를 사용해 연대를 추정할 수 있는 미트라에움:
- 니다/헤데른하임 III (게르마니아 수페리오르)
- 모곤티아쿰 (게르마니아 수페리오르)
- 폰스 아에니 (노리쿰)
- 카이사레아 (유다이아)

연대를 추정할 수 있는 봉헌물:
- 니다/헤데른하임 I (게르마니아 수페리오르) (CIMRM 1091/2, 1098)
- 카르눈툼III (판노니아 수페리오르) (CIMRM 1718)
- 노바에 (모이시아 인페리오르) (CIMRM 2268/9)
- 오에스쿠스 (모이시아 인페리오르) (CIMRM 2250)
- 로마 (CIMRM 362, 593/4)

### 고전 속의 언급들

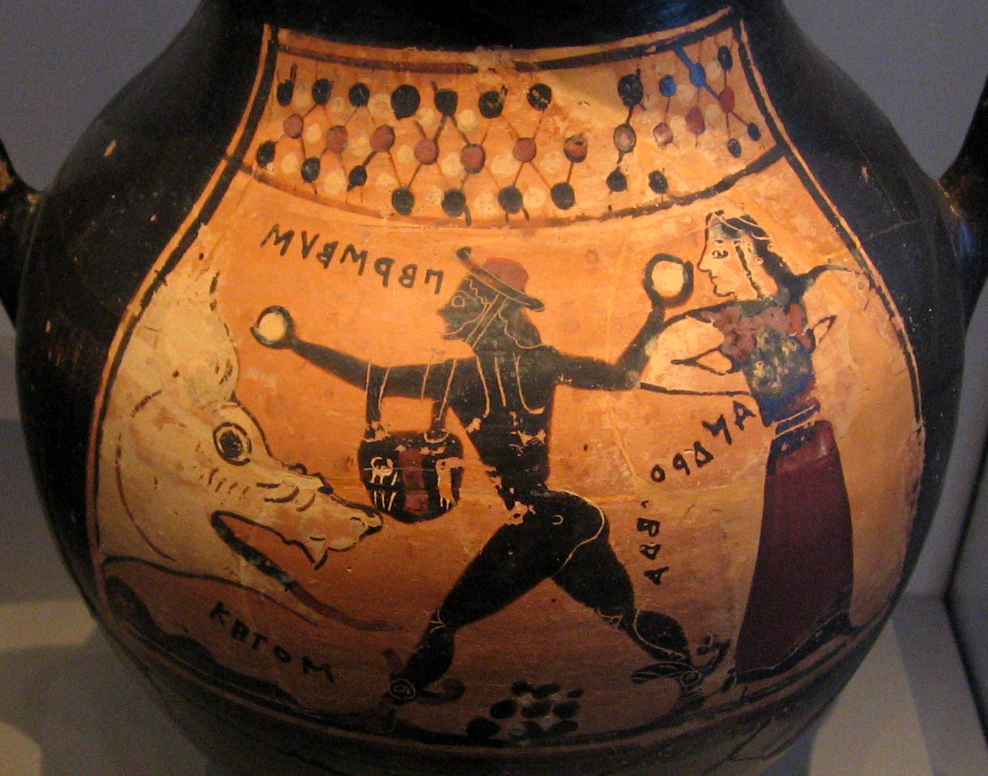
케토로부터 안드로메다를 구출하는 페르세우스: 베를린 알테스 박물관에 소장 중인 암포라에 묘사된 그림

보이스(Boyce)에 따르면, 미트라교를 언급하는 최초의 문헌은 기원후 80년경의 라틴 시인 스타티우스와 기원후 100년경의 플루타르코스의 저작이다.

#### 스타티우스
스타티우스의 서사시 〈테바이드(Thebaid)〉 (c.80 AD)에는 미트라가 동굴 속에서 뿔을 가진 어떤 생명체와 싸우는 것을 묘사하고 있다. 이 묘사는 태양신 포이보스에게 바치는 기도 속에 들어있다. 이 동굴은 "페르세이(persei)"라는 형용사가 붙어있는데 대개 이 형용사는 문맥상 "페르시아의(Persian)"라는 뜻으로 해석된다. 그러나 번역자인 모즐리(J.H.Mozley)에 따르면 "페르세이(persei)"는 문자 그대로는 "페르시안(Persean)"을 뜻하는데, 이것은 페르세우스와 안드로메다의 아들인 페르세스(Perses)를 가리킨다. 그리고 그리스의 전설에 따르면 이 페르세스는 페르시아인들의 선조이다.

#### 플루타르코스

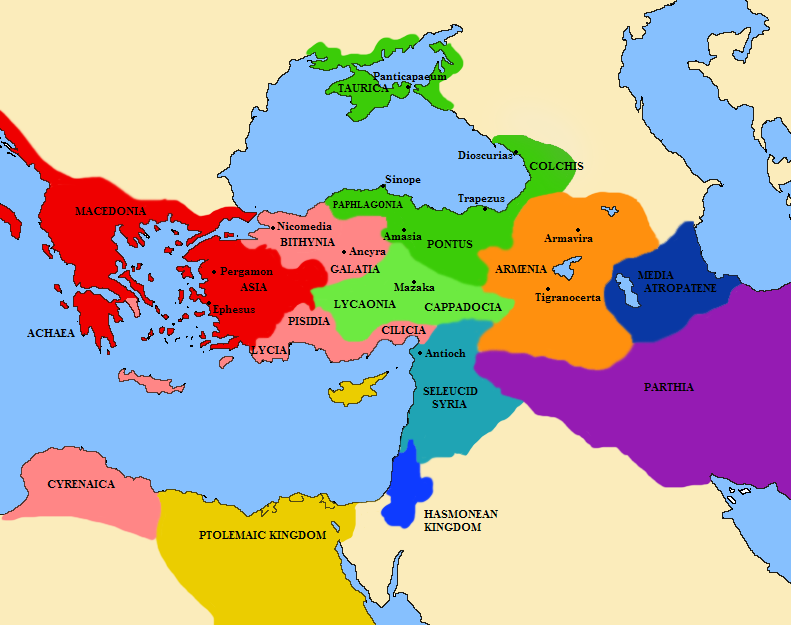
제1차 미트라다테스 전쟁(89 BC) 시의 고대 근동과 그리스: 아나톨리아의 북동부에 폰토스(지도에서 "PONTUS", 녹색의 일부) 지방이 있으며 남동부에 킬리키아(지도에서 "CILICIA", 분홍의 일부) 지방이 있다

그리스의 전기 작가 플루타르코스(기원후 47~127)에 따르면, "미트라의 ... 밀의"가 기원전 1세기에 활동하였던, 아나톨리아의 남서부 해안 지방인 킬리키아의 해적들에 의해 실행되었다: "이 해적들은 유사한 기이한 희생 의식을 바쳤다. 내가 유사하다고 말하는 것은 올림포스의 신들에게 바치는 희생 의식들과 유사하다는 것이다. 이들은 어떤 비밀한 의식들을 행했다. 이 비밀한 의식들 중 미트라의 비밀 의식이 지금까지 이어지고 있는데, 이 미트라의 비밀 의식은 원래 이 해적들에 의해 설립된 것이다." 플루타르코스는 이 킬리키아 해적들이 로마 공화정과 폰토스의 미트리다테스 6세 간의 미트리타데스 전쟁 시에 특히 활동적이었으며 미트리다테스 6세를 지지했다고 말하고 있다. 고대의 역사가인 아피아노스(Appian: 95?~165?)도 미트리다테스 6세가 해적들과 관련이 있음을 언급하고 있다. 베르길리우스(70~19 BC)에 대한 세르비우스(Servius: fl. 4세기 후반)의 기원후 4세기 후반의 주해에는 폼페이우스가 이 해적들 중 일부를 이탈리아 남부의 칼라브리아에 정착시켰다고 말하고 있다.

#### 디오 카시우스
사가 디오 카시우스(2~3세기)는 아르메니아의 트리다테스 1세(Tiridates I of Armenia)가 네로(재위 37~68)의 재위 시에 로마를 공식적으로 방문했을 때 이 방문 기간 동안 미트라라는 이름이 언급되었던 것에 대해 이야기하고 있다. 이 공식 방문은 파르티아의 보노네스 2세의 아들이었던 아르메니아의 트리다테스 1세가 기원후 66년에 로마 황제 네로로부터 왕위를 수여받는 대관식을 치르기 위한 것이었는데 이것은 파르티아와 로마 제국 간의 전쟁을 종결하는 것을 확증하는 것이었다. 디오 카시우스의 기록에 따르면, 아르메니아의 트리다테스 1세가 네로로부터 왕관을 받기 직전에 네로에게 말하길 자신은 로마 황제를 "미트라(Mithras)"인 것으로 존경한다고 말했다. 미트라교 연구가인 로저 베크는 이 에피소드가 미트라교가 로마 제국에서 대중적인 종교가 되는데 기여했을 가능성이 있다고 보고 있다.

#### 포르피리오스
신플라톤주의 철학자 포르피리오스(234~305?)는 자신의 저서 《님프의 동굴에 대하여(De antro nympharum)》에서 미트라 밀교의 기원에 대한 이야기를 하고 있다. 자신의 이야기는 에우불로스(Eubulus)로부터 전해들은 것이라고 하면서, 포르피리오스는 미트라교의 원래 신전은 샘이 있는 천연 동굴인데, 이 동굴을 자라투스트라가 페르시아의 산맥 속에서 발견했다고 말하고 있다. 이 동굴을 발견했을 때 자라투스트라는 이 동굴이 세상 전체를 상징하는 이미지라고 생각하였고 따라서 이 동굴을 세상의 창조자(데미우르고스)인 미트라에게 바쳤다고 포르피리오스는 말하고 있다. 같은 책의 이 언급 뒤에 나오는 부분에서, 포르피리오스는 미트라와 황소를 행성과 황도대의 별자리와 연결시키고 있다. 이 연결에 따르면, 미트라는 별자리로는 양자리와, 행성으로는 화성과 관련이 있으며 황소는 금성과 관련이 있다.
포르피리오스는 미트라교의 사멸이 가까웠던 시기에 《님프의 동굴에 대하여》를 저술하였다. 이러한 점에 바탕하여, 로버트 터칸(Robert Turcan)은 이 저작에 들어있는 미트라교에 대한 포르피리오스의 진술들이 정확한 것이라는 견해에 이의를 제기하였다. 로버트 터칸은 포르피리오스의 진술들은 미트라교인들이 믿고 있었던 바를 표현한 것이 결코 아니며 미트라 밀교에 대해 부여한 의미들 중 3세기 후반의 신플라톤주의자들의 마음에 들었던 것을 신플라톤주의자가 표현한 것일 뿐이라고 보고 있다. 그러나, 메르켈바흐(Merkelbach)와 베크(Beck)는 포르피리오스의 《님프의 동굴에 대하여》가 "미트라 밀교의 교의로 완전히 채색되어 있다"고 본다. 베크는 고전학자들이 포르피리오스의 진술을 소홀히 여겨왔으며 그의 진술에 대해 불필요한 회의적인 시각을 취해왔다고 주장한다. 베크에 따르면, 포르피리오스의 《님프의 동굴에 대하여》는 미트라 밀교의 종지(宗旨)와 그 종지가 어떻게 실현되었는가에 대해 이야기하고 있는 고대의 문헌인데, 이러한 부류의 고대의 문헌으로는 그 명확성에 있어서 유일한 문헌이다. 데이빗 울란지(David Ulansey)는 포르피리오스가 "아스트랄적 개념들(astral conceptions: 아스트랄계 · 별의 세계 · 황도대의 별자리와 관련된 사유 체계 및 개념들)이 미트라교에서 중요한 역할을 했다"고 확증하는데 이것은 미트라교와 관련하여 중요한 내용이라고 하였다.

#### 미트라 전례서
미트라스(Μίθρας, Mithras)라는 그리스어 이름이 〈미트라 전례서(Mithras Liturgy)〉라고 알려진 고대 후기의 텍스트에서 나타나고 있다. 〈미트라 전례서〉는 파리의 대마법 파피루스(Paris Great Magical Papyrus: 프랑스 국립도서관 Suppl. gr. 574)라고 불리는 문헌의 일부이다. 〈미트라 전례서〉에서 미트라는 "위대한 신"이라는 호칭으로 불리고 있으며 태양신 헬리오스와 동일한 신으로 여겨지고 있다.
〈미트라 전례서〉라고 이름 붙여진 이 텍스트가 미트라교를 표현하고 있는 텍스트인지에 대해서는 학자들 사이에 이견이 있다. 프란츠 퀴몽(Franz Cumont)은 그렇지 않다고 주장하였다. 마빈 마이어(Marvin Meyer)는 그렇다고 본다. 한스 디테르 베츠(Hans Dieter Betz)는 〈미트라 전례서〉가 그리스 전통 · 이집트 전통 · 미트라교 전통의 혼합주의적 산물이라고 보고 있다.

### 기원에 대한 현대의 논쟁

#### 퀴몽의 가설: 페르시아의 국교에서 유래
미트라교에 대한 학문적 연구는 프란츠 퀴몽(1868~1947)으로부터 시작되었다. 그는 1894~1900년 동안 《Textes et monuments figurés relatifs aux mystères de Mithra (프랑스어: 미트라 밀교에 관련된 문헌과 기념물)》이라는 책명을 가진 프랑스어로 된 2권의 책을 출판했다. 이 책의 일부의 영문 번역판이 1903년에 《The Mysteries of Mithra (미트라 밀교)》이라는 책명으로 출판되었다.
이 책의 처음 32 페이지 분량에서 프란츠 퀴몽은 그 내용을 요약하고 있는데, 이 요약에 따르면 로마 미트라교는 페르시아의 국교인 "마즈다교(Mazdaism: 조로아스터교)가 로마화된 형태"로, 이 페르시아의 국교가 동양에서 서양으로 전파되어 형성된 종교라는 것이 퀴몽의 가설이다. 그는 페르시아 문헌에서 미트라(Mithras)라고 나오는 고대 아리아인의 신이 베다 찬가들에 나오는 힌두 신 미트라(Mitra)와 동일한 신이라고 보았다. 퀴몽에 따르면 미트라 신은 "마즈다교의 판테온을 대표하는 많은 신들을 동반하고서 로마로 왔다". 퀴몽은 마즈다교의 이 로마화(romanization)에 대해 "서양에서 어떤 변화들을 겪었지만, .... 그 변화들은 대체로 표면적인 수준이었다"고 보았다.

#### 퀴몽의 가설에 대한 비판과 평가
퀴몽의 이론은 1971년에 열린 미트라교 국제학술대회(International Congress of Mithraic Studies)에서 존 힌넬스(John R. Hinnells)와 고든(R.L. Gordon)으로부터 맹렬한 비판을 받았다. 존 힌넬스는 미트라교가 이란에서 기원했다는 견해를 전적으로 거부하지는 않았다. 하지만 퀴몽의 이론에 대해 다음과 같이 말하고 있다: "미트라교에 대한 퀴몽의 가설, 즉 그에 의해 재구축된 미트라교 신학은 이제는 더 이상 유효하지 않다고 결론내릴 수 밖에 없다. 그의 가설은 이란의 자료들로 뒷받침되지 못하고 있으며 또한 현존하는 텍스트들에서 보이는 이란 전통의 사상들 또는 개념들과는 실제로 충돌하고 있다. 무엇보다도, 그의 가설은 실제의 로마 아이코노그래피와는 일치하지 않는 이론적인 재구축이다." 존 힌넬스는 토럭터니 장면에 대한 퀴몽의 재구축된 신학에 대해 논의하는데 이에 대해 "퀴몽이 제시한 미트라에 대한 묘사는 이란의 텍스트들에 의해 단순히 뒷받침되지 못하고 있는 정도가 아니며, 알려진 이란의 신학과 심각한 정도로 실제로 모순된다"고 주장하였다. 다른 논문에서 고든은 퀴몽이 미트라교가 조로아스터교에서 기원했다는, 자신의 이미 결정된, 모델에 맞추기 위해 이용 가능한 증거들을 왜곡했다고 주장하였다. 고든은 미트라교가 페르시아에서 기원했다는 이론은 완전히 근거가 없으며 서양에서의 미트라교는 완전히 새로운 창조물로 봐야 한다고 보았다.
루터 마틴(Luther H. Martin)은 다음과 같이 비슷과 견해를 표명하였다: "신의 이름을 예외로 할 때, 달리 말하자면, 미트라교는 대체로 로마 문화의 문맥 속에서 전개되고 발달했으며 또한 로마 문화의 문맥 속에서 가장 잘 이해될 수 있다."
그러나, 호페(Hopfe)에 따르면 "미트라교의 기원에 대한 모든 이론은 미트라교가 고대 아리아인의 종교의 미트라(Mithra/Mitra)와, 비록 명확하지 않은 관련이라 할지라도, 어떤 관련이 있다는 것을 인정하고 있다." 1975년의 제2차 미트라교 국제학술대회에 대해 보고하면서, 우고 비앙키(Ugo Bianchi)는 자신은 "동양과 서양의 미트라교의 관계에 대해 역사적 사실성(事實性)의 측면에서 의문을 가지는 것"에 대해 환영하는 입장인데 그렇다고 해서 이러한 의문이 "로마인들 자신에게 명확했던 것, 즉 미트라가 '페르시아'의 신(더 넓게는 인도-이란의 신)이었다는 것을 폐기해야 한다는 뜻이어서는 안 될 것이다"라고 하였다.
보이스(Boyce)는 "자라투스트라 이전에 최고신의 관념이 이란인들 사이에서 존재했다거나 또는 미트라(Mithra) 혹은 다른 어떤 신이 고대의 이란인들의 판테온 혹은 조로아스터교의 판테온 바깥에서 그 신 자신만의 독자적인 컬트 종교를 가졌다는 것을 보여주는 만족할만한 증거는 아직 나타나지 않았다"고 말하였다. 그러나 그녀는 또한 말하길, 비록 최근의 연구들에서는 그 교인들 스스로는 자신의 종교를 페르시아의 종교라고 인식하고 있었던 미트라교의 이란적 측면이 "적어도 이 종교의 로마 제국 하의 형태에서는" 최소화되는 식으로 결론이 나고 있지만, 미트라(Mithras)라는 이름 그 자체만으로도 "이란적 측면이 일정한 중요성을 가진다"는 것을 보여주기에 충분하다고 말하였다. 또 그녀는 "미트라 밀교가 페르시아에서 기원했다는 것은 미트라 밀교를 언급하고 있는 초기 문헌들에서 인정하고 있는 바이다"라고 하였다.

베크(Beck)는 1970년대 이후로 학자들이 대체로 퀴몽의 이론을 거부하고 있으나, 조로아스터교가 기원전의 시대 동안 어떠했는가에 대한 최근의 이론들은 동양에서 서양으로의 전파라는 퀴몽의 이론의 새로운 형태를 가능하게 하고 있다고 말하였다. 그는 다음과 같이 말하고 있다. 
"...미트라 밀교에 페르시아의 유산들이 남아 있다는 의심할 바 없는 사실과 실제의 마즈다교를 구성했던 요소들에 대한 더 나은 이해 덕분에 현대의 학자들은 로마 미트라교가 이란 신학의 한 연속체라는 가설을 세울 수 있었다. 이 가설 또는 이론은 참으로 미트라교에 대한 학문적 연구의 주류, 즉 후대 학자들이 받아들이거나 수정하거나 혹은 거부하는 퀴몽의 모델이다. 이란의 교의가 동양에서 서양으로 전파되었다는 이론을 위해, 퀴몽은 비록 가설적이라 할지라도 타당하다고 여겨지는 중간 매개체를 상정하였는데, 그것은 이란인의 디아스포라 때에 마기족이 아나톨리아로 왔다는 것이다. 이보다 더 문제거리이며 퀴몽과 그의 계승자들에 의해 결코 제대로 설명된 적이 없는 문제는 이란의 교의가 동양에서 서양으로 전파된 후 실제의 로마 미트라교인들이 어떻게 서양적인 외관 뒤에 상당히 복잡하고 정교한 이란의 신학을 유지해 왔는가 하는 것이다. 두 명의 '마기'가 두루마기를 가지고 있는 모습이 묘사된 두라 에우로포스의 이미지들을 제외하면, 이러한 교의들의 전달자들에 대한 직접적이고 명확한 증거는 존재하지 않는다....어느 정도까지는, 퀴몽의 이란 패러다임, 특히 로버트 터칸(Robert Turcan)의 수정된 이론은 실제로 일어났을 듯한 확실히 타당한 모델이다."
베크(Beck)는 또한 "아나톨리아에서 형성되었고 아나톨리아로부터 확산되었다는 오랜 퀴몽의 이론은 ... 결코 죽은 이론이 아니며 그렇게 되어서도 안 될 이론이다"라고 말하고 있다.

#### 현대의 이론들

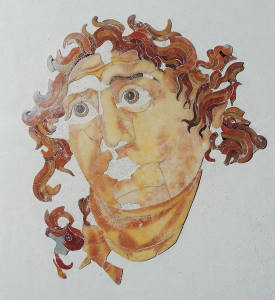
산타 프리스카 바실리카(Santa Prisca) 지하의 미트라에움에서 발견된 헬리오스의 머리, 3세기

베크(Beck)는 미트라교가 그리스와 동양의 종교 둘 다에 대해 얼마간의 지식을 가졌던 한 사람에 의해 로마에서 창시되었다는 이론을 제시하고 있다. 그렇지만, 미트라교에서 사용된 개념들 중의 얼마간은 헬레니즘 왕국들을 거쳐온 것일 수 있다고 본다. 그는 "미트라(Mithras), 특히 그리스의 태양신 헬리오스와 동일시된 미트라(Mithras)"가 기원전 1세기 중반에 콤마게네의 안티오코스 1세에 의해 설립된 혼합주의적인 그리스-이란 왕궁 컬트 종교의 신들 중의 하나였다고 진술하고 있다. 이 이론을 제안하면서 베크는 자신의 시나리오가 두 가지 이유로 퀴몽의 이론 계열에 속한다고 할 수 있다고 말하고 있다. 첫째는 자신의 이론이 아나톨리아와 아나톨리아인에 대해 재검토하고 있다는 것이며, 더 중요한 것으로, 둘째로는 퀴몽이 사용했던 최초의 방법론을 고수하고 있다는 것이라고 한다.
메르켈바흐(Merkelbach)는 미트라 밀교는 본질적으로 특정한 한 사람 혹은 특정한 복수의 사람들에 의해 로마 시라는 특정 장소에서 창시되었는데, 이 창시자 혹은 창시자들은 이란 신화를 자세히 잘 알고 있던 고대 로마의 동부 속주 또는 동부 국경 주변의 국가 출신의 사람으로, 이란 신화를 자신의 새로운 비전 계위 체계에 짜넣었다고 말하고 있다. 또한 메르켈바흐는 이 창시자가 플라톤주의의 요소들을 미트라 밀교에 결합시킨 것으로 보아서 그가 그리스인이거나 그리스 말을 하는 사람임에 틀림없다고 말하고 있다. 그리고 메르켈바흐는 미트라교의 신화들은 로마 제국의 관료 체제를 배경으로 하여 만들어진 것으로, 원래 로마 제국의 관료들을 위해 만들어진 것이었다고 보고 있다. 클라우스(Clauss)는 대체로 메르켈바흐의 이 이론에 동의하고 있다. 베크(Beck)는 이 이론을 "가장 그럴듯한 시나리오"라고 말하고 있으며 "지금까지 미트라교는 대체로 이 종교의 이란 선조로부터 마치 (《톰 아저씨의 오두막》에 나오는) 톱시(Topsy)처럼 성장해 나타난 것처럼 다루어지고 있는데, 만약 이러한 의견이 한 이론으로 공개적으로 표명된다면 그 이론은 가장 그럴듯하지 않은 시나리오들 중 하나가 될 것이다"라고 말하고 있다.
고고학자인 루이스 호페(Lewis M. Hopfe)는 로마 제국의 시리아 속주에는 오직 3개의 미트라에움만이 있었는데 이는 서쪽에 더 많은 미트라에움들이 있었던 것과 대비된다고 말하고 있다. 그는 "고고학적 유물들이 가리키는 바에 따르면 로마 미트라교는 그 중심지가 로마 시에 있었다... 미트라교라고 알려진 완전히 발달된 종교는 로마 시에서 시작되어 군인들과 상인들에 의해 시리아로 전파된 것으로 보인다"라고 진술하고 있다.
울란지(Ulansey)는 다른 현대의 학자들과는 다른 견해를 가지고 있는데, 그는 미트라 밀교는 그리스 천문학자 히파르코스가 발견한 천문학적 현상인 세차 운동에 대한 종교적 반응으로 그리스-로마 세계에서 시작되었다고 주장한다. 울란지의 주장에 따르면, 세차 운동의 발견은 당시까지 알려져 있던 방식과는 다른 방식으로 전체 우주가 운동하고 있다는 것을 발견해낸 것으로, 이 새로이 발견된 우주적인 운동은 우주의 천체들을 이동시킬 수 있고 이와 같은 우주적인 이동을 통해 우주를 운행하고 다스리는 강력한 새로운 신이 존재하고 있는 것을 보여준다고 미트라교의 창시자들은 생각했다.
그러나 이와 같은 의견들, 즉 미트라교가 로마, 로마 동쪽 국경 지역 또는 그리스-로마 세계에서 시작되었다는 이론들과는 달리, 비바르(A. D. H. Bivar)와 캠벨(L. A. Campbell)과 비덴그렌(G. Widengren)은 이들 각자의 주장의 구체적인 모습은 다소 다르지만, 로마 미트라교는 이란의 미트라 숭배의 어떤 형태의 연속이라고 모두 공통적으로 주장하였다.
안토니아 트리폴리티스(Antonia Tripolitis)는 로마 미트라교는 베다 시대의 인도에서 기원하였으며, 미트라교가 서쪽으로 전파되는 동안, 즉 페르시아와 바빌론을 거쳐 헬레니즘 세계와 로마 세계로 전파되는 동안 만나게 된 여러 문화들의 많은 특징들을 미트라교인들이 수용하여 자신들의 종교적 체계 속에 결합시켰다고 보고 있다.

### 후기 역사
미트라 밀교가 로마 제국에서 확대됨에 있어, 최초의 중요한 확대가 상당히 일찍이 발생했던 것으로 여겨지는데, 이 때는 안토니누스 피우스(재위 138~161)의 재위 후반기와 마르쿠스 아우렐리우스(재위 161~180)의 재위 때이다. 당시에 미트라 밀교는 모든 핵심 요소들이 완전히 갖추어져 그 요소들이 미트라 밀교 속에서 확고히 자리를 잡고 정규적으로 실천되고 있는 상태였다.
미트라교 전파의 절정기는 기원후 2~3세기였는데, 당시에 미트라교는 "놀라운" 속도로 퍼졌다. 한편, 당시는 솔 인빅투스(무적의 태양신)에 대한 신앙이 널리 퍼진 시기이기도 하였다. 당시에 팔라스(Pallas)라고 불린 인물이 논문을 작성하여 미트라에게 헌정하였으며 이 때를 얼마 지나지 않아서 에우불로스(Euboulus)가 《미트라의 역사(History of Mithras)》를 저술하였으나, 이 두 저서는 모두 상실되어 현존하지 않는다. 4세기의 역사서인 《히스토리아 아우구스타(Historia Augusta)》에 따르면, 로마 황제 콤모두스가 미트라교의 신비 의식에 참가하였다. 하지만, 미트라교는 로마의 국가적 후원을 받는 종교들 중 하나가 된 적은 없었다.

### 로마 미트라교의 사멸

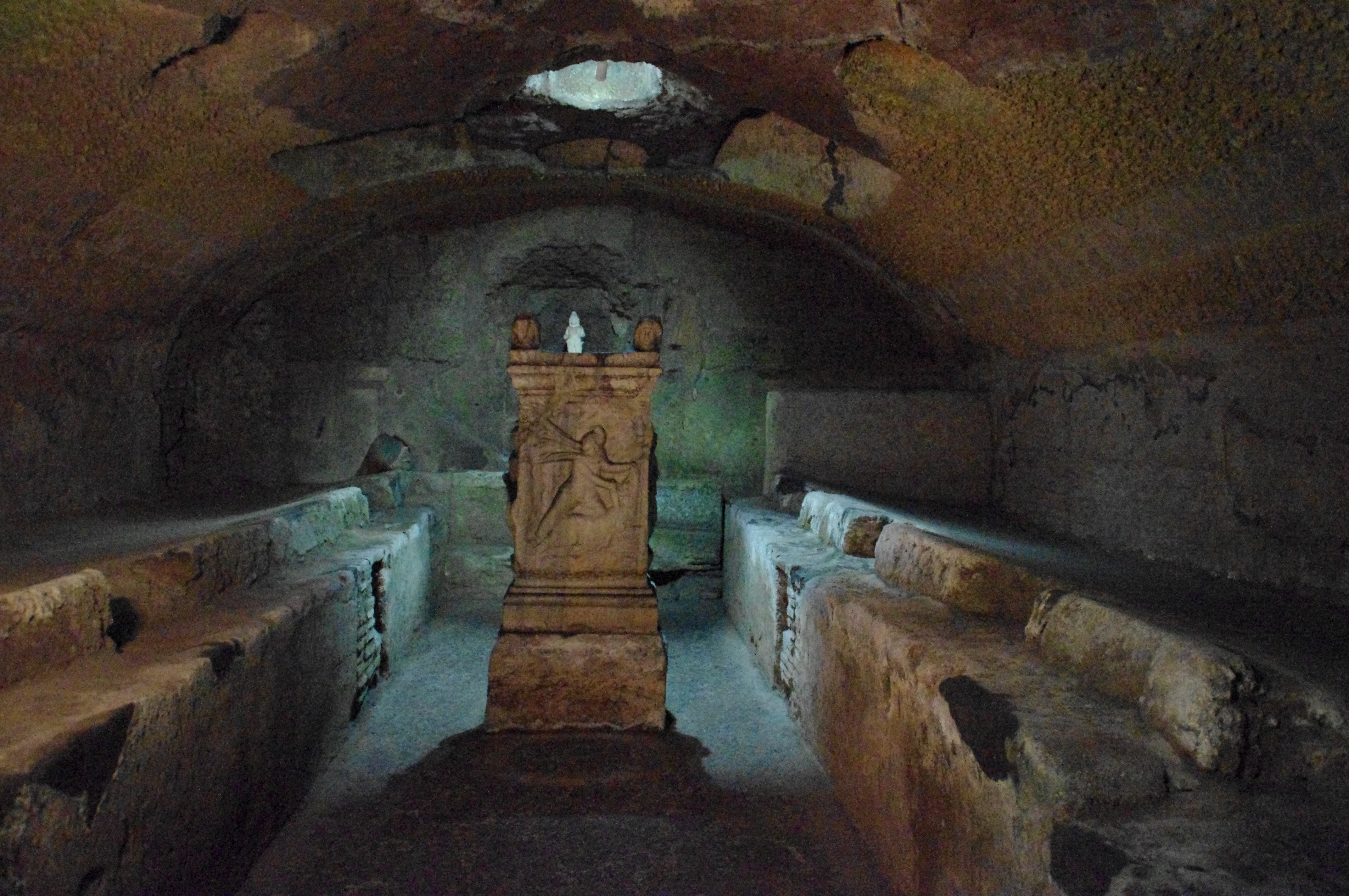
산 클레멘테 바실리카(Basilica di San Clemente) 지하의 미트라에움, 2세기

로마 속주 갈리아 벨기카의 위치

미트라교가 사멸된 시기를 확정하는 것은 어려운 작업이다. 베크(Beck)는 "[4]세기의 꽤 초기에 미트라교는 로마 제국 전역에서 사실상 사멸된 상태였다"라고 말하였다. 성립 연대가 4세기 또는 그 이후인 명문(銘文)들은 소수이다. 클라우스(Clauss)는 로마 제국의 엘리트들에 의한 4세기 후반의 "이교도 부흥" 시에, 기독교로 개종하지 않은 로마 원로원 의원들이 작성한 명문(銘文)에 나열된 컬트 종교들 중에 미트라교가 들어있다고 말하였다. 울란지(Ulansey)의 주장에 따르면, "기독교가 힘과 세력을 얻어가는 것과 동시에 미트라교는 쇠퇴하였으며 5세기가 시작될 때는 사멸된 상태였다. 이 때는 기독교가 미트라교와 같은 라이벌 종교를 무력으로 말살시킬 수 있을 정도의 강력한 힘을 가진 때였다." 스파이델(Speidel)에 따르면, 기독교인들은 이 두려운 적(미트라교)과 맹렬히 싸웠으며 4세기 동안 미트라교를 억압하였다. 미트라교의 신전들이 파괴되었으며 더 이상 종교는 개인의 선택의 문제가 아니었다. 루터 마틴(Luther H. Martin)에 따르면, 기독교를 신봉한 로마 황제 테오도시우스 1세(재위 379~395)가 발표한 4세기의 마지막 10년 동안의 반(反)이교 칙령과 더불어 로마 미트라교는 사멸되었다.
산타 프리스카(Santa Prisca) 미트라에움과 산 클레멘테(San Clemente) 미트라에움처럼 교회의 지하에서 발견된 미트라에움들 중 몇몇의 경우, 기독교가 미트라교를 아래에 두고 있다는 것을 상징하는 형태로 교회의 평면도가 만들어졌다. 마크 험프리스(Mark Humphries)에 따르면, 몇몇 지역들에서 미트라교의 성물들이 의도적으로 조심스럽게 숨겨져 있는 것은 미트라교인들이 기독교의 공격에 대비하여 조심스러워했다는 것을 시사한다. 그러나, 라인 강 국경지대와 같은 지역들의 경우, 종교적인 요소들만으로는 미트라교의 사멸을 설명하기에 충분치 않으며 야만 부족의 침입과 같은 요소도 미트라교의 사멸에 일정 역할을 했던 것으로 보인다.
미트라교가 5세기에 들어서기까지 계속되었다는 증거는 사실상 존재하지 않는다. 특히, 미트라교의 신자들이 봉헌한 많은 동전들의 무더기가 로마 속주 갈리아 벨기카의 폰스 사라비(Pons Sarravi: 지금의 자르부르 · Sarrebourg)의 미트라에움에서 발견되었는데, 이 동전들은 로마 황제 갈리에누스(재위 253~268)부터 테오도시우스 1세(재위 279~395)까지의 동전들이다. 이 미트라에움이 파괴될 당시 기독교인들은 이 동전들을 가져가지 않고 바닥에 흩뿌렸는데 그 이유는 이 동전들이 오염된 것이라고 생각했기 때문이다. 그러므로, 이 동전들은 미트라에움이 언제까지 기능하고 있었던지에 대해 신뢰할만한 연대를 추정할 수 있게 해주고 있다. 어떤 미트라에움이건 그것이 5세기에도 계속 사용되었다는 것을 증명해 주는 자료는 존재하지 않는다. 미트라에움들에서 발견된 모든 일련의 동전들 중 가장 늦은 시기의 것이 4세기 말의 동전들이다. 미트라 밀교는 이시스 밀교보다 먼저 사라졌다. 이시스는 서양 역사의 중세(5~15세기)에서도 이교의 여신으로 기억되고 있었지만 미트라는 고대 후기(2~8세기)에서 이미 잊혀진 상태였다.
퀴몽은 자신의 책에서 말하길, 미트라교는 알프스산맥과 보주산맥의 외진 칸톤들에서 5세기에도 살아남아 있었을 수 있다고 하였다.

## 토럭터니의 해석

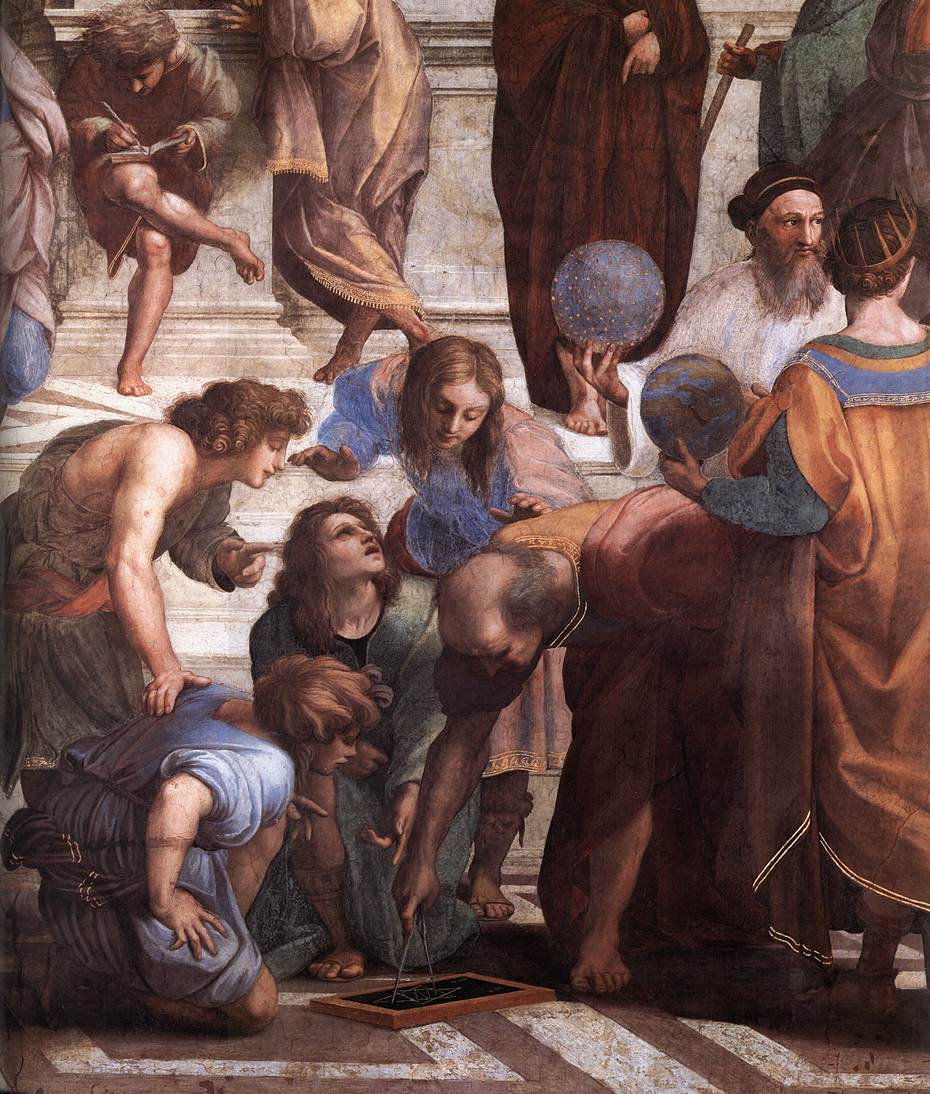
라파엘로의 〈아테네 학당(Scuola di Atene)〉의 일부: 별이 촘촘히 박혀 있는 천구를 들고 있는 자라투스트라가 묘사되어 있다

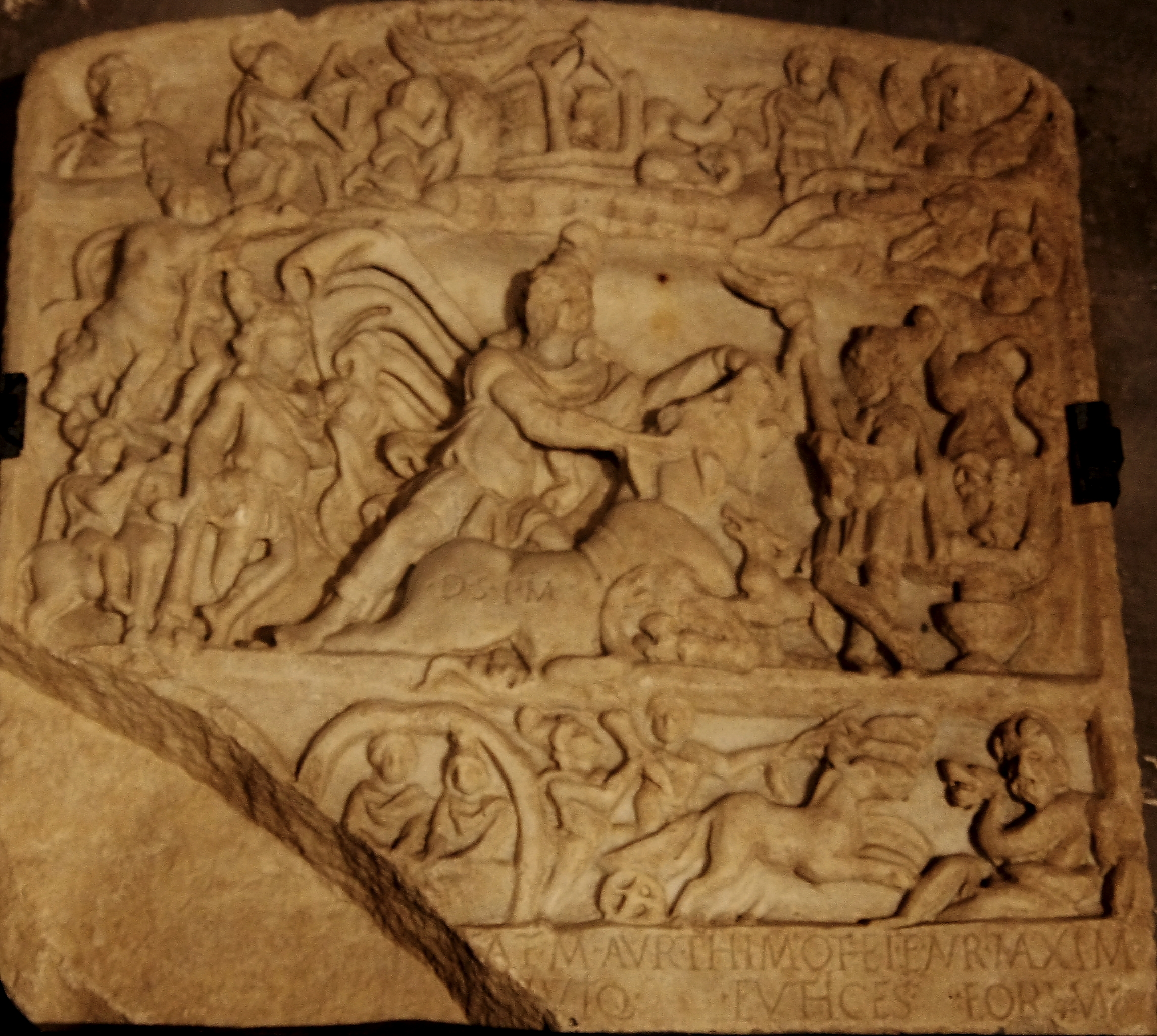
흔치 않은 형태의 토럭터니 장면: 루마니아의 브루켄탈 국립 박물관(Brukenthal National Museum) 소장

프란츠 퀴몽에 따르면, 미트라가 황소를 죽이는 장면인 토럭터니 이미지는 조로아스터교의 우주론의 한 이벤트가 그리스-로마의 양식으로 표현된 것인데, 이 이벤트는 기원후 9세기의 조로아스터교 문헌인 《분다히쉰(Bundahishn)》에 기술되어 있다. 이 이벤트에서는 악의 세력에 속한 (미트라가 아니라) 아흐리만(Ahriman)이 소과에 속한 생명체로 묘사되고 있는 원초 생물체 가바에보다타(Gavaevodata)를 죽이고 있다. 퀴몽은 이 신화의 다른 버전이 과거에 존재했었으며 그 버전에서는 아흐리만이 아니라 미트라가 그 소과의 생물체를 죽였다고 주장하였다. 그러나 힌넬스(Hinnells)는 이러한 다른 버전의 신화는 알려져 있지 않으며 따라서 이런 신화가 존재했다는 것은 단순한 추측에 불과하다고 말하였다: "미트라가 황소를 죽이는 장면은 [조로아스터교의 문헌이건 혹은 다른 문헌이건 간에] 알려진 이란의 문헌들 그 어느 곳에도 나오지 않는다."
데이빗 울란지(David Ulansey)는 미트라에움 그 자체에서 천문학적 증거들을 볼 수 있다고 말하였다. 그는 3세기에 신플라톤주의자인 포르피리오스가 동굴과 같은 모습의 미트라교의 신전에 대해 "세상의 한 이미지(an image of the world)"라고 기술했던 것과 자라투스트라가 미트라가 만든 세상과 닮은 동굴 하나를 봉헌했다고 기술했던 것에 주목할 필요가 있다고 말하였다. 또한 그는 카이사레아 마리티마(Caesarea Maritima)의 미트라에움의 천장에는 파란색 페인트의 흔적이 있는데 이것은 하늘과 별들을 묘사하기 위해 천장이 채색되었음을 뜻하는 것일 수 있다고 하였다.
베크(Beck)는 토럭터니에서 보이는 천체 상징물들에 대해 다음 표와 같은 목록으로 정리하였다:
| 토럭터니의 구성 요소           | 대응하는 천체              |
| ------------------------------ | -------------------------- |
| 황소                           | 황소자리                   |
| 개                             | 작은개자리, 큰개자리       |
| 뱀                             | 바다뱀자리, 뱀자리, 용자리 |
| 까마귀                         | 까마귀자리                 |
| 전갈                           | 전갈자리                   |
| 밀 이삭 (황소의 꼬리에 위치)   | 스피카                     |
| 쌍둥이 카우테스와 카우토파테스 | 쌍둥이자리                 |
| 사자                           | 사자자리                   |
| 컵                             | 컵자리                     |
| 솔                             | 태양                       |
| 루나                           | 달                         |
| 동굴                           | 우주                       |

토럭터니 장면의 미트라(Tauroctonous Mithras 또는 TM: 아래 표에서 "미트라"로 표시)에 대응되는 천체가 무엇인가에 대해서는 여러 의견이 있다. 베크(Beck)는 이 의견들을 다음 표와 같이 요약하였다.
| 학자                            | 천체 |
| ------------------------------- | --- |
| 노스(North, J.D.), 1990년       | 미트라 = 베텔게우스(오리온자리의 α별), 미트라의 칼 = 삼각형자리, 미트라의 망토 = 카펠라(마차부자리의 α별)          |
| 러트거스(Rutgers, A.J.), 1970년 | 미트라 = 태양, 황소 = 달                                                                                           |
| 바우사니(Bausani, A.), 1979년   | 토럭터니가 고대의 사자와 황소(사자자리와 황소자리) 간의 전투의 모티프라는 점에서 미트라는 사자자리와 관련되어 있다 |
| 바이스(Weiss, M.), 1994, 1998년 | 미트라 = 밤하늘 |
| 베크(Beck, R.L.), 1994년        | 미트라 = 사자자리에 위치한 태양                                                                                    |
| 상들랭(Sandelin, K.-G.), 1988년 | 미트라 = 마차부자리                                                                                                |
| 스파이델(Speidel, M.P.), 1980년 | 미트라 = 오리온, 오리온자리                                                                                        |
| 울란지(Ulansey, D.), 1989년     | 미트라 = 페르세우스, 페르세우스자리                                                                                |
| 인슬러(Insler, S.), 1978년      | 황소를 죽이는 것 = 황소자리의 혼몰(동쪽에서 태양이 뜰 때 보이던 황소자리가 더 이상 보이지 않는 것)                 |
| 제이콥스(Jacobs, B.), 1999년    | 황소를 죽이는 것 = 황소자리의 혼몰(동쪽에서 태양이 뜰 때 보이던 황소자리가 더 이상 보이지 않는 것)                 |

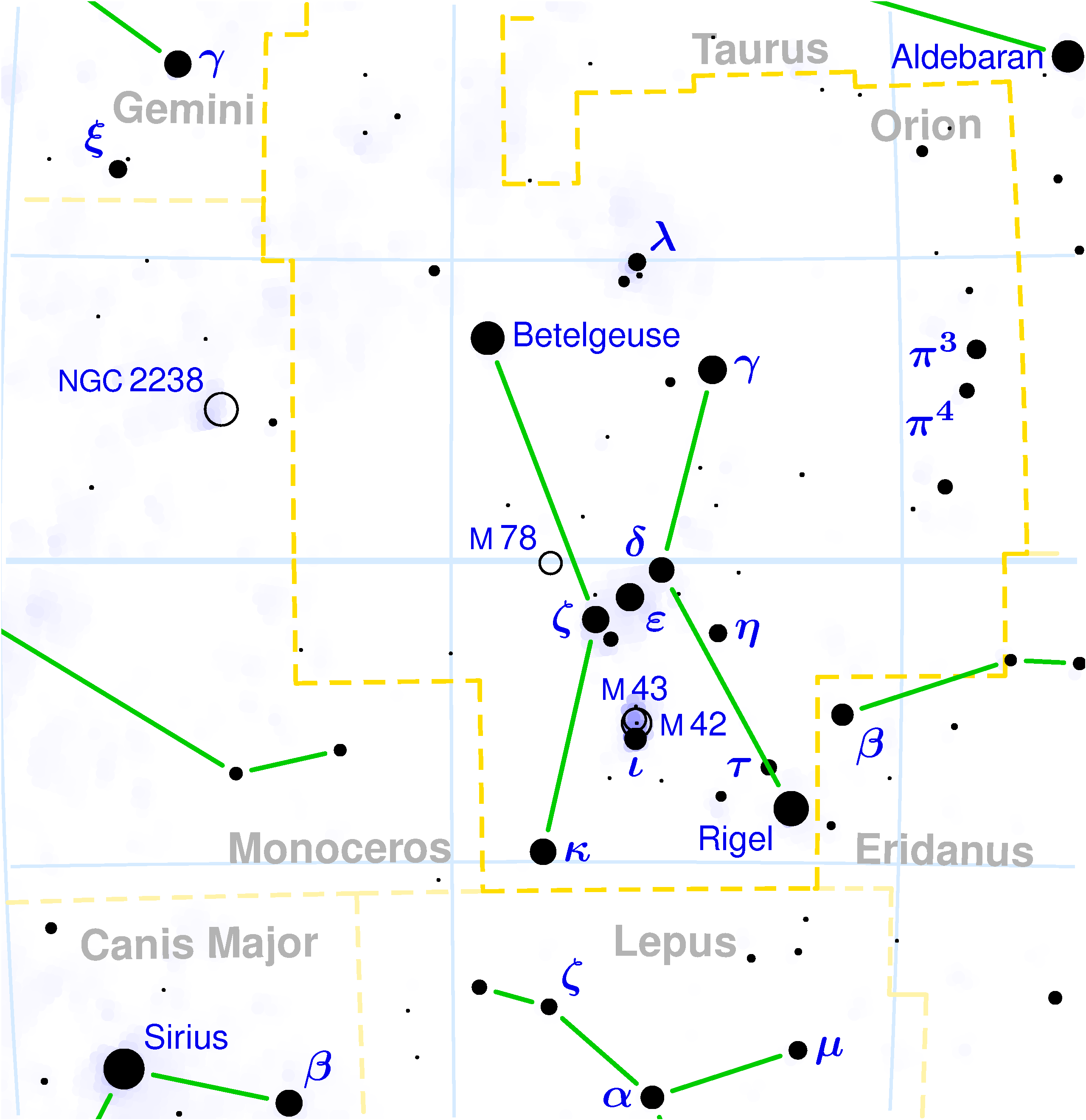
오리온자리

울란지(Ulansey)는 미트라가 밤하늘에서 황소자리 바로 위에 위치한 페르세우스자리로부터 유래한 것으로 보인다고 말하였다. 그는 미트라와 페르세우스 사이에 아이코노그래피적으로 그리고 신화적으로 다음과 같은 유사성이 있다고 지적하였다: 둘 다 젊은 영웅들이다, 단검을 지니고 있다, 프리기아 모자를 쓰고 있다. 울란지는 또한 페르세우스가 고르고를 죽이는 장면이 토럭터니와 유사하며, 두 인물은 모두 지하의 동굴과 관련이 있으며, 더 나아가, 둘 다 페르시아와 관련이 있다고 언급하였다.
마이클 스파이델(Michael Speidel)은 미트라를 오리온자리와 관련시키는데, 그 이유는 오리온자리가 황소자리에 가까우며 미트라와 오리온이 둘 다 넓은 어깨를 가지고 있고, 끝부분은 벌어져 있고 허리부는 좁은 옷을 입고 있으며, 허리에 벨트를 메고 있는 것에서 서로 닮았으며, 이러한 모습은 오리온자리의 모습이기 때문이라고 말하였다.
베크(Beck)는 스파이델(Speidel)과 울란지(Ulansey)가 문자 그대로 지도를 읽는 태도를 고수하는 것을 비판하였는데, 이들의 이론은 "잘못된 길로 꾀어 이끄는 도깨비불(will-o'-the-wisp)"이라고 혹평하였다. 베크는 토럭터니를 문자 그대로 별자리표(star chart)로 읽는 것은 두 가지 중요한 문제를 일으킨다고 주장하였다. 첫째는 (스파이델과 울란지의 노력에도 불구하고) 미트라 그 자신에 대응되는 별자리를 찾기가 어렵다는 것이고 둘째는 별자리표와는 달리 토럭터니의 각 요소는 한 가지 이상의 대응물을 가질 수 있다는 것이다. 미트라를 한 별자리로 보기 보다는, 토럭터니 장면의 다른 상징물들이 나타내는 천상의 무대의 제일의 여행자, 별자리들을 통과하면서 움직이고 있는 무적의 태양신(Unconquered Sun)으로 보아야 할 것이라고 주장하였다.
그러나 다시 메이어(Meyer)는 〈미트라 전례서〉가 미트라교의 세계를 반영하고 있으며 미트라가 세차운동을 일으킨 신이라는 울란지(Ulansey)의 이론이 맞다는 것을 확인해 주는 문헌일 수 있다고 주장하였다.

## 미트라교와 다른 종교

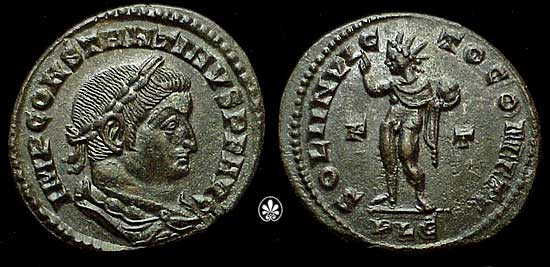
315년경의 콘스탄티누스 1세의 동전으로, 동전의 뒷면에는 솔 인빅투스가 묘사되어 있는데 "나의 동료인 무적의 태양신에게 헌정하는"이라는 뜻의 솔리 인빅토 코미티(SOLI INVICTO COMITI)라는 문자가 새겨져 있다

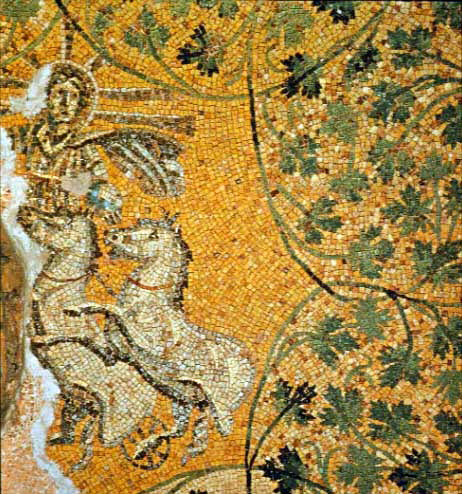
솔 또는 아폴로-헬리오스로서의 그리스도: 바티칸의 성 베드로 대성전 아래의 네크로폴리스의 4세기의 "영묘 M"에서 발견된 모자이크로 많은 학자들이 그리스도를 묘사한 것으로 해석하였다

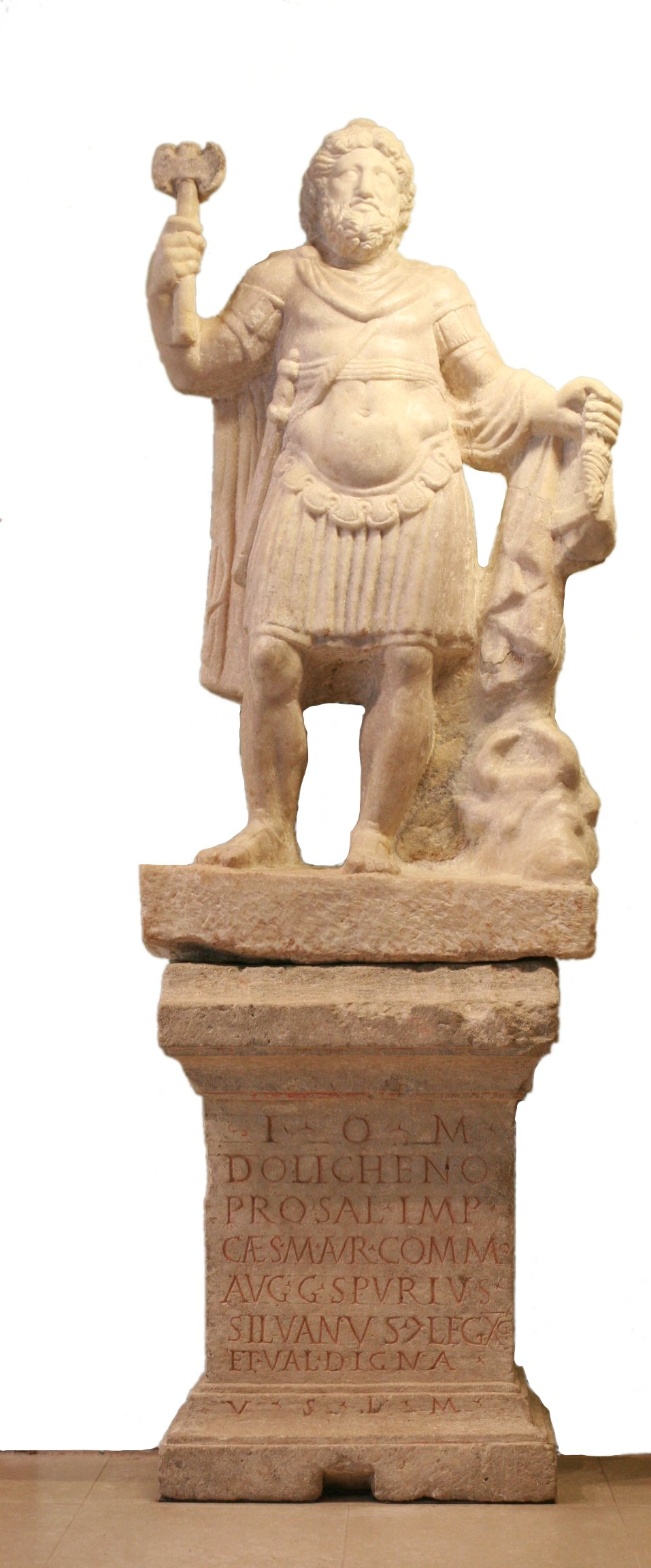
카르눈툼에서 발견된 유피테르 돌리케누스의 상, 3세기

혼합주의는 고대 로마 종교의 특징이었는데, 미트라교도 고대 로마 종교의 이러한 혼합주의적 성격의 일부였다. 거의 모든 미트라에움에는 다른 컬트 종교의 신들에게 바쳐진 상들이 있었으며, 그리고 다른 신들의 신전에서 미트라에게 봉헌한 명문(銘文)이 흔히 발견되곤 하는데, 특히 유피테르 돌리케누스(Jupiter Dolichenus)의 신전에서 그러하다. 미트라교는 고대 로마의 다른 전통적인 종교들의 대체물이 아니었으며 고대 로마의 다수의 종교적 실천 형태들 중의 하나였다. 예를 들어, 많은 미트라교 비전가들이 고대 로마의 시민 종교에 참여하고 있었던 것이 발견되었으며 또한 미트라교 비전가들 다른 신비 종교의 비전가들 목록 속에서 발견되기도 하였다.
미트라교는 다른 이교의 신들과 관련이 있었다. 또한 미트라교가 기독교와 연결 관계가 있었다는 것을 지적하는 저술가들이 있다.

### 동시대의 다른 신들

#### 파네스
오르페우스교(Orphism)의 교의와 사상은 미트라교에 가끔씩 영향을 끼쳤다. 오르페우스교에 따르면, 파네스(Phanes)는 태초에 시간이 시작될 때 세계 알(world egg)에서 나와서 우주를 창조하였다.
미트라와 파네스의 혼합주의에 대한 문헌적인 증거들이 있다. 소피스트인 제노비오스(Zenobius: fl. 117~138)와 철학자이자 수학자였던 스미르나의 테온(Theon of Smyrna: fl. 100)의 저작에서 창조의 8원소의 목록이 나온다. 제노비오스의 저작에 나오는 8원소는 불(Fire), 물(Water), 흙(Earth), 하늘(Heaven), 달(Moon), 태양(Sun), 미트라(Mithras), 밤(Night)이다. 제노비오스의 저작에서는 이 목록에는 7번째 원소가 '미트라(Mithras)'로 나오는데, 이와는 달리 스미르나의 테온의 저작에서는 7번째 원소가 '파네스(Phanes)'로 나오며 나머지는 동일하다.
로마의 한 미트라에움에서 발견된 조각상의 기단부에 새겨진 그리스어 명문(銘文)은 "솔-미트라-파네스 신에게 바치는"이라고 되어 있다. 하드리아누스 성벽의 베르코비키움(Vercovicium)에서 발견되어 현재 영국의 뉴캐슬대학교에 소장 중인 부조에는 미트라가 우주 알(cosmic egg)에서 나오는 모습이 묘사되어 있는데, 이 우주 알은 알의 모양이면서 또한 황도대의 고리와 같은 모습으로 나타나 있다. 울란지(Ulansey)는 다음과 같은 의견을 부연하고 있다:
"《CIMRM》 860에서 가리키고 있는 바인 미트라(Mithras)와 파네스(Phanes)가 동일한 신이라는 것은 또한 로마에서 발견된 '제우스-헬리오스-미트라-파네스'라는 혼합주의의 신에게 바친 명문(銘文)과 '헬리오스-미트라-파네스'라는 혼합주의의 신에게 바친 또 다른 명문에 의해 명백하게 증명된다."
다른 하나의 혼합주의 부조가 이탈리아 북부 에밀리아로마냐주에 있는 도시인 모데나에 있다. 이 부조에는 파네스가 알에서 나오는 장면이 묘사되어 잇는 그의 주위로 불꽃들이 쏘아져 나오고 있으며 황도대의 12 궁도들로 둘러싸여 있다. 이 모습은 뉴캐슬대학교에 소장 중인 부조와 매우 유사하다. 이 자료들 외에도 미트라와 파네스가 같은 신으로 여겨졌다는 것을 가리키는 더 추가적인 자료들이 있다.

#### 솔 인빅투스
대여섯 명문(銘文)에서 미트라는 무적의 태양신을 뜻하는 "데우스 솔 인빅투스(deus sol invictus)"라는 호칭으로 불리고 있다. "인빅투스(invictus)"라는 낱말이 사용된 것은 이 호칭이 널리 사용되었다는 것을 뜻한다. 그러나 미트라교는 고대 로마 후기의 국가 공인의 종교였던 솔 인빅투스(Sol Invictus) 컬트 종교처럼 국가의 후원을 받는 종교가 된 적은 결코 없었다.

#### 유피테르 돌리케누스
로마 속주 노리쿰의 카르눈툼(Carnuntum)에서 발견된 미트라에움들은 동시대의 유피테르 돌리케누스(Jupiter Dolichenus)의 신전과 밀접한 연계하에 건축된 것으로 보인다. 그리고 유피테르 돌리케누스교와 미트라교의 두 컬트 종교 간에는 상당한 유사성이 있었던 것으로 보이는데, 두 컬트 종교는 모두 비밀한 의식을 가진 신비 종교였으며, 모두 군인들 사이에 널리 퍼졌으며, 각자의 성직자와 비전가에 대한 호칭이 서로 비슷하였다. 두 개의 큰 규모의 미트라에움이 아나톨리아의 돌리케(Doliche: 현재의 가지안테프)에서 발견되었는데, 대개의 경우와는 달리 이들은 초기에 건설된 미트라에움으로 여겨지고 있다.

#### 헬리오스/솔
비록 미트라가 "솔 인빅투스", 즉 무적의 태양신이기도 하지만, 미트라와 솔이 미트라교의 아이코노그래피의 대여섯 장면에서 서로 다른 인물로 나타나고 있다. 이 장면들 중 특히 두드러진 것은 솔과 미트라가 함께 만찬을 하는 장면이다. 다른 눈에 띄는 장면들로는, 솔의 뒤에서 미트라가 솔의 전차를 타고 승천하는 장면과, 두 신이 악수를 하는 장면과, 고기 조각이 하나 혹은 다수의 꼬치에 꿰여 놓여 있는 제단을 앞에 두고 두 신이 앉아 있는 장면이 있다. 아주 특이한 장면으로, 솔이 미트라 앞에서 무릎을 꿇고 있는 장면이 있다. 이 장면에서 솔은 어떤 물건을 손에 들고 있는데 이 물건은 페르시아 모자나 황소의 우둔살(궁둥이살)로 해석되고 있다.

### 미트라교와 기독교

#### 미트라교와 기독교의 관계

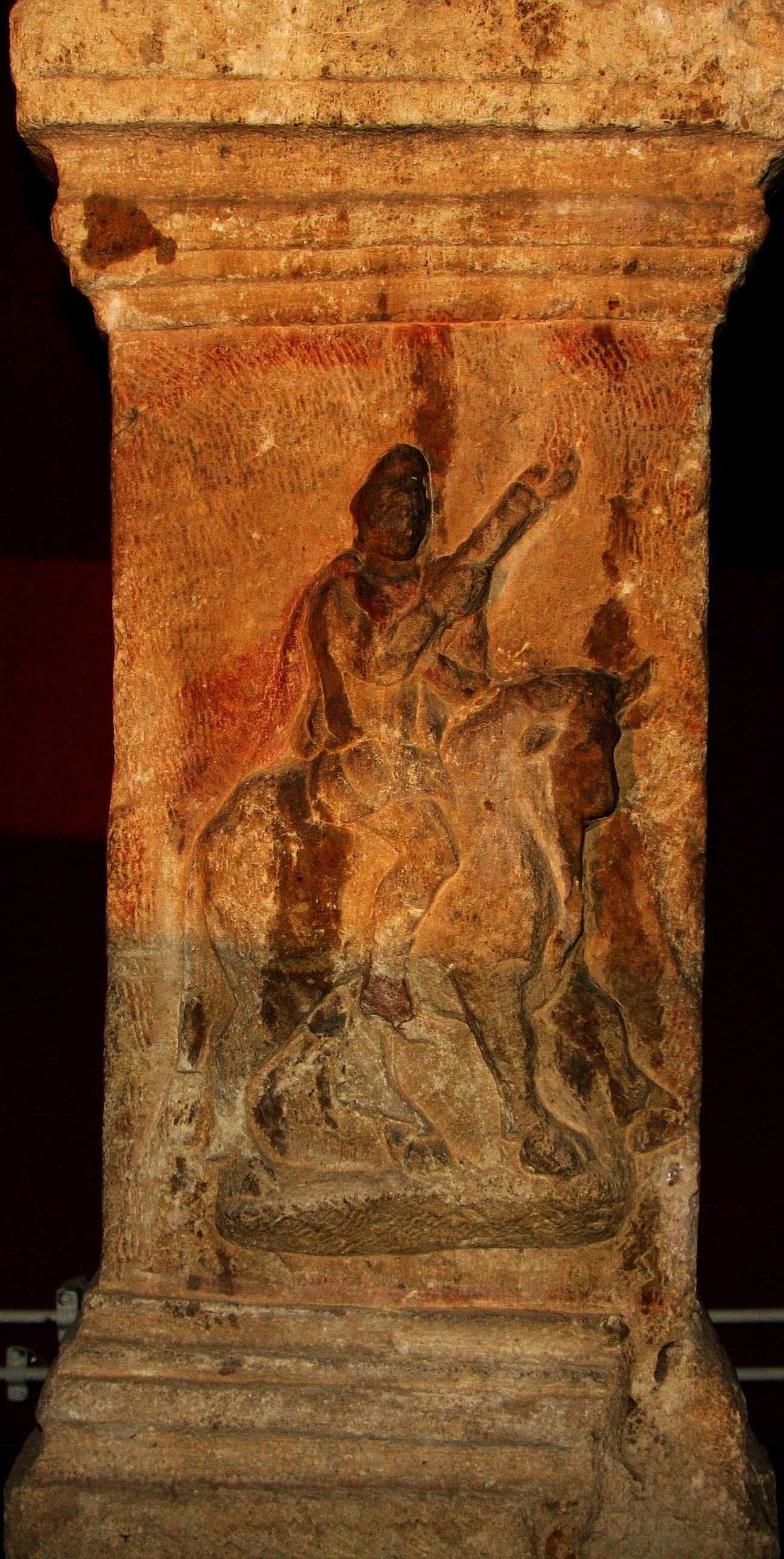
황소를 타고 있는 미트라

초기 기독교와 미트라교의 관계에 대한 사고(思考)는 2세기의 기독교 저술가인 순교자 유스티노스(Justin Martyr: 100~165)의 언급에 기초하고 있다. 그는 미트라교인들이 기독교의 성찬 의식을 악마로부터 전수받아 모방하고 있다고 비난하였다. 그는 다음과 같이 말하였다:
그러므로 또한 악마들은 [성찬식을] 모방하여 전함으로써 그 똑같은 것[= 성찬식]이 미트라 밀교에서 행해지도록 만들었다. 이 밀교에서는, 여러분이 이미 알고 있거나 혹은 알 수 있게 될 특정한 말과 함께, [성찬식의] 그 빵과 물 잔이 비전가의 앞에 차려진다.
기독교 호교론자 또는 변증론자인 테르툴리아누스(160?~225?)가 기록한 바에 따르면, 미트라교의 비전 의식의 예비 의식으로, 비전가는 목욕 의식을 받았으며 이 목욕 의식의 끝에서 이마에 표식을 받았다. 테르툴리아누스는 이 의식들이 기독교의 세례 성사와 견진 성사의, 악마로부터 전수받았거나 영감을 받아 이루어진, 모조품이라고 기술하였다.
마빈 메이어(Marvin Meyer)의 주장에 따르면, "초기 기독교는 ... 전반적으로, 많은 면에서 미트라교와 닮았다. 그 닮은 정도는 기독교 호교론자 또는 변증론자들로 하여금 서둘러서 그 유사점에 대한 창의적인 신학적 설명을 만들게 할만큼의 정도였다."
호페(Hopfe)는 이 라이벌 종교에 대한 기독교계 원천 자료는 지극히 부정적인 입장에 서 있는데 이것은 기독교 저술가들이 미트라교를, 악마로부터 전수를 받았거나 또는 영감을 받아, 자신들의 종교를 모방하여 만들어진 종교라고 여겼기 때문이라고 주장하고 있다. 고든(Gordon)은 미트라교와 기타 다른 그리스-로마 신비 종교에 대한 기독교 호교론자 또는 변증론자들의 정보는 자료로서 신뢰할 수 없는 것이라고 말하고 있다.
1882년에 에르네스트 르낭(1823~1892)은 두 라이벌 종교에 대해 다음과 같은 생생한 묘사를 발표하였다: "만약 기독교의 성장이 어떤 치명적인 병폐에 의해 저지되었더라면 세상은 미트라교의 것이 되었을 것이다." 그러나, 현대 학자들은 이 이론에 대해 이의를 제기하였다. 레너드 보일(Leonard Boyle: 1923~1999)은 1987년에, 알려진 미트라에움으로는 로마의 전체 도시에 단 50개의 미트라에움만이 있었다는 것을 지적하면서 "기독교에 대한 미트라교의 '위협'이 ... 너무 과장되고 있다"고 말하였다. 에스퀘라(J. A. Ezquerra)는 두 종교의 지향점들이 서로 달랐기 때문에, 즉 미트라교는 보편적인 경향이나 야망을 갖고 있지 않았기 때문에 미트라교가 로마 세계를 지배할 것이라는 위협은 결코 실재하지 않았다고 주장하고 있다. 에드윈 야마우치(Edwin M. Yamauchi)는 2007년에 르낭의 저작에 대해 언급하기를, "거의 150년 전에 출판된 것으로 원천 자료로서의 가치가 없다. 르낭의 미트라교에 대한 지식은 아주 적었다..."라고 하였다.
그러나, 보이스(Boyce)에 따르면, 비록 미트라교가 동방에서 영향력이 컸던가 하는 것은 의심스럽지만, 서방에서는 미트라교는 기독교의 강력한 적이었다. 필리포 코렐리(Filippo Coarelli)는 1979년에 40개의 실제의 또는 가능성이 있는 미트라에움들의 일람표를 만들었으며 로마 제국에는 "최소한 680~690개의" 미트라에움들이 있었을 것이라고 추정하였다. 루이스 호페(Lewis M. Hopfe)는 400개 이상의 미트라교 유적이 발견되었는데, 이 유적들이 동쪽으로는 두라 에우로포스까지, 서쪽으로 영국까지 로마 제국 전역에 널러 퍼져 있었다고 말하고 있다. 또한 그는 미트라교가 기독교의 라이벌이었을 수 있다고 말하고 있다.
데이빗 울란지(David Ulansey)는 르낭의 진술이 의문의 여지 없이 "다소 과장된 것"이라 본다. 하지만, 그는 미트라교가 "로마 제국에서의 기독교의 주요 경쟁자들 중의 하나"였다고 보고 있다. 울란지는 미트라교의 연구가 "기독교가 탄생하게 된 문화적 모체"를 이해하는데 중요하다고 보고 있다. 또한, 울란지는 미트라교에 대한 자신의 천문학적 해석에 기반하여, 미트라가 예수 그리스도처럼 "우주 너머에서 온 존재"로 여겨지고 있었다는 점에서 "미트라교와 기독교 간에 깊은 유사성"이 있다고 주장한다. 그는 미트라와 예수가 "어느 정도까지는, 궁극적 신비와 만난다는 면에서, 인간의 영혼 속에 있는 한 가지 깊은 열망의 두 가지 모습의 현현일 수 있다"고 말하였다.
반면, 로널드 내시(Ronald Nash)와 에드윈 야마우치를 포함한 학자들은 미트라교와 기독교의 관계에 대해 다른 해석을 제시하였다. 야마우치는 미트라교의 교의에 대한 문헌적 증거들의 대부분은 신약성경이 이미 널리 유포된 후에 쓰여진 것으로 미트라교가 기독교에 영향을 주었다기 보다는 오히려 기독교가 미트라교에 영향을 준 것으로 보인다는 주장을 제시하였다.
한편, 2세기의 철학자 켈수스(Celsus)는 영지주의의 분파들 중 오피스파의 사상이 미트라교에 영향을 끼쳤다는 증거로 해석될 수 있는 언급을 하였다.

#### 처녀 잉태
가끔 미트라가 예수처럼 처녀 잉태로 태어났다고 말해진다. 그러나 고대의 기록에는 미트라가 그렇게 태어났다는 신화가 존재하지 않는다. 《미트라교 연구(Mithraic Studies)》에 따르면, 미트라는 단단한 바위로부터 성인의 모습으로 태어났다. "미트라는 프리기아 모자를 쓴 상태로 바위 덩어리로부터 솟아나오듯이 태어났는데 다만 몸 전체가 나온 모습이 아니라 아직 맨몸의 몸통만 보이는 상태인 것으로 묘사되어 있다. 미트라는 두 손 각각에 불이 밝혀진 횃불을 들고 높이 들고 있으며 페트라 제네트릭스(petra genetrix)로부터 미트라의 몸 주위로 붉은 불꽃들이 쏘아져 나오고 있다."
데이빗 울란지(David Ulansey)는 미트라가 바위로부터 탄생했다는 신화는 페르세우스가 지하 동굴로부터 탄생했다는 신화로부터 유래한 믿음이라고 추정하고 있다.

#### 12월 25일
미트라가 12월 25일에 태어났다고 종종 말해지고 있다. 그러나 베크(Beck)는 미트라가 12월 25일에 태어났다는 것은 사실이 아니라고 말하였다. 그는 이 주장을 가장 진부한 사실 왜곡이라고 말하였다. 이어서 그는 이 주장에 대해 다음과 같이 말하고 있다: "실제에 있어서, 미트라가 12월 25일에 태어났다는 것에 대한 유일한 증거는 〈필로칼루스의 달력(Calendar of Philocalus)〉에 나타나 있는 12월 25일자의 기념일 중에 인빅투스(Invictus: 무적의 존재)의 탄생일 축제가 있다는 것이다. '인빅투스(Invictus)'는 당연히 아우렐리아누스(재위 270~275)의 태양신인 솔 인빅투스(Sol Invictus)이다. 이 태양신과는 다른 신이며 더 초기의 신이며 국가 공인의 신이 아닌 솔 인빅투스 미트라(Sol Invictus Mithras)가 12월 25일에 태어났다는 것은 그래야 할 필요도 없고 나아가 그럴 가능성도 없다."
미트라교는 로마의 밀의종교들 중에서도 특별히 '대중적인' 혹은 '공공적인' 면이 없었다. 미트라에 대한 예배는 오직 비전가들에게만 한정되었으며, 미트라교의 비전가들은 미트라에움에서 비밀히 자신들의 예배 의식을 가졌다. 클라우스(Clauss)는 다음과 같이 진술하였다: "미트라 밀교에는 대중적인 혹은 공공적인 의식이 없었다. 12월 25일에 열린 '나탈리스 인빅티(natalis Invicti: 무적의 존재(태양)의 탄생)' 축제는 태양 또는 태양신에 대한 일반적인 축제였으며 결코 미트라 밀교에 특정한 축제가 아니였다."
스티븐 하이만스(Steven Hijmans)는 일반적인 "나탈리스 인빅티" 축제가 크리스마스와 관련이 있는지에 대해 자세히 논하고 있는데, 미트라의 탄생일을 가능성 있는 크리스마스의 기원들 중 하나로 보지는 않는다.

#### 구원
로마의 산타 프리스카 미트라에움(St. Prisca Mithraeum, 기원후 200년경)의 벽에는 "에트 노스 세르바스티(?) . . . 산구이네 푸소(et nos servasti (?) . . . sanguine fuso: 그리고 당신은 우리를 구원하였습니다. . . 흘린 피로써)"라는 텍스트가 칠해져 있다. 비록 이 텍스트에 나오는 "당신"이 아마도 미트라가 죽인 황소를 가리키는 것이 아닌가 하고 여겨지지만, 어떤 원천 자료도 미트라교의 구원에 대해 언급하고 있지 않기 때문에 그리고 "세르바스티(servasti: 유지하다, 지키다, 보존하다)"라는 단어는 단지 추측에 의해 선택된 단어에 지나지 않기 때문에 텍스트의 전체 의미는 불분명한 상태이다.
로버트 터칸(Robert Turcan)에 따르면, 미트라교의 구원은 개인의 영혼이 이 세상 너머의 다른 세상, 즉, 기독교의 천국이나 불교의 극락과 같은 이상향으로 가게 된다는 것과는 별로 관계가 없었다. 미트라교의 구원은 결국 선의 세력의 승리로 끝날 선의 세력과 악의 세력과의 우주적인 전쟁에 인간이 참여한다는 조로아스터교적 패턴에 기반한 것이었다.

#### 물의 상징
도나우강 유역에서 발견된 기념물들에는 횃불을 든 자들이 함께 있는 곳에서 미트라가 암벽에 활을 쏘는 장면이 있는데, 명백히, 이것은 물이 나오게 하기 위한 것이다. 클라우스(Clauss)는 이 물의 기적은 식사 의식 다음으로 '기독교와 가장 유사한 것'이라고 말하였다.

#### 십자 성호
테르툴리아누스는 미트라교의 비전가들이 이마에 표식을 찍었다고 말했는데, 그 방식이 어떤 것이었는 지에 대해서는 언급하지 않았다. 이 표식이 십자가였는지, 낙인이었는지, 문신이었는지 혹은 어떤 종류의 영구적인 표식이었는지에 대해서는 아무런 자료도 없으며, 페르 베스코브(Per Beskow)는 미트라교에서 비전가들의 이마에 표식을 찍었다는 아이디어 자체가 "학자적인 신화(scholarly myth)"라고 말하였다.
X자형 십자가가 그려져 있는 원이 미트라에움들에서 흔히 발견되는데, 특히 레온토세팔린과의 연계하에서 많이 나타난다.

#### 미트라교의 모티프와 중세 기독교 미술
18세기 말부터 몇몇 저술가들은 중세 기독교 미술의 얼마간의 요소들이 미트라교의 부조들에서 발견되는 이미지들을 반영하고 있다고 말하였다. 프란트 퀴몽도 이들에 속하는데, 그는 여러 요소들의 조합이라는 관점에서 보다는 개별 모티프를 독립적으로 연구하였으며 이 요소들이 같은 방식으로 기독교 미술에 결합되어 있는 지를 연구하였고 그 결론으로 위와 같은 견해를 가졌다. 퀴몽은 기독교가 이교(異教, paganism)를 누르고 승리한 후에, 미술가들이 원래 미트라교를 위해 고안된 스톡이미지(stock image)들을 성경에 나오는 새롭고 낯선 이야기들을 묘사하는 데에 사용하였다고 주장하였다. 그는 "작업장의 목조르기(stranglehold of the workshop)"는 최초의 기독교 아트워크들이 아주 많이 이교의 미술에 기반하여 만들어졌던 것을 의미하는데, "의상과 자세를 약간 바꿈으로써 이교의 장면이 기독교의 그림으로 변형되었다"고 말하였다.

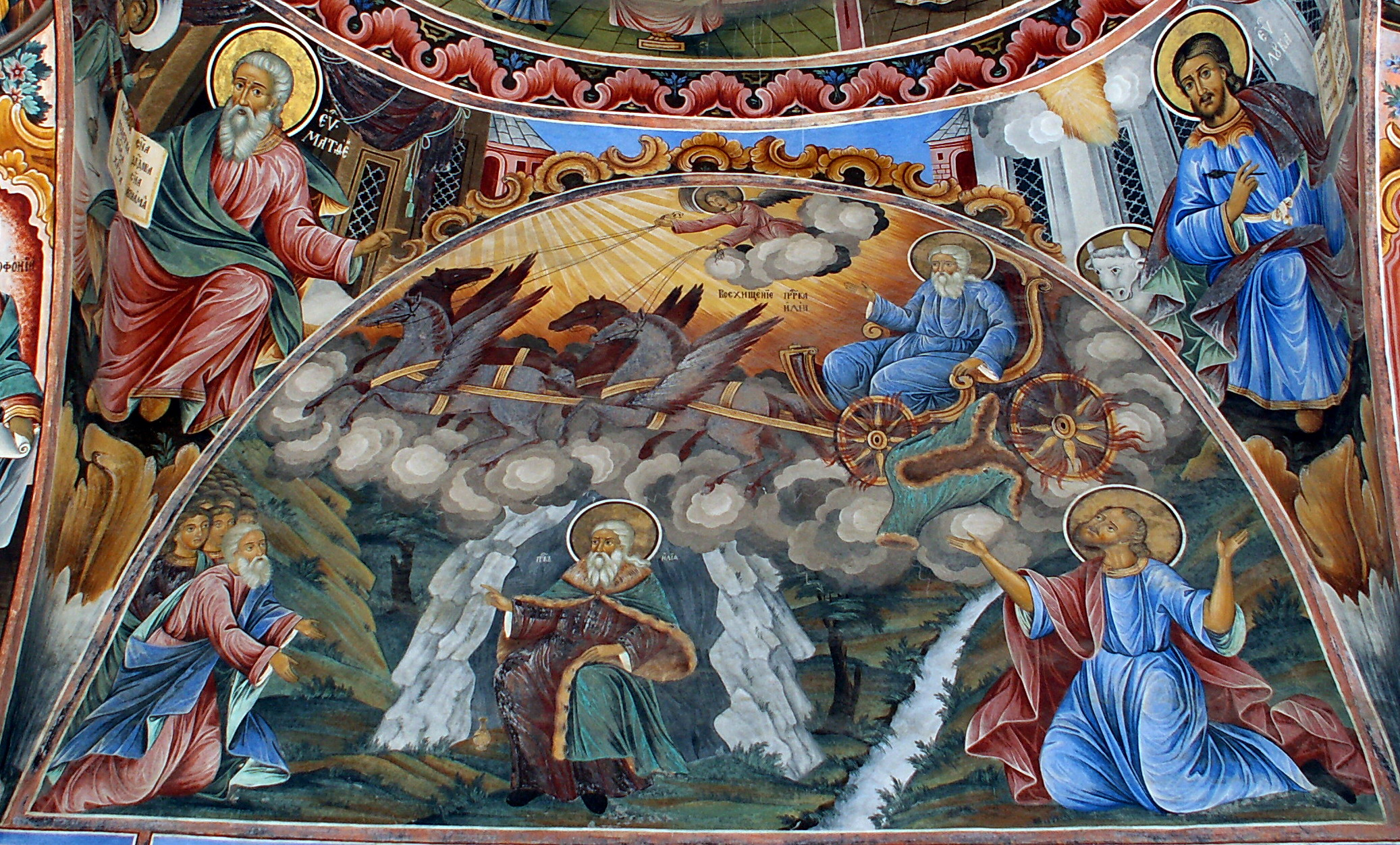
동굴 속에서 불의 전차를 타고 있는 엘리야 (그림에서 가운데):
불가리아의 릴라 수도원(Rila Monastery)의 프레스코, 중세 동방 정교회 전통, 20세기에 보수

이후, 일련의 학자들은 중세의 로마네스크 미술(11~13세기) 속에 미트라교 부조와의 유사성이 있는 지에 대해 논의하였다. 베르마세렌(Vermaseren)은 이러한 영향을 확인할 수 있는, 유일하게 확실한 예는 불의 말들이 끄는 전차를 따고 엘리야가 승천하는 이미지라고 말하였다. 디먼(Deman)은 개별 요소들을 독립적으로 비교하는 것은 유용하지 않으며 요소들의 조합이 연구되어야 한다고 말하였다. 그는 또한 이미지가 유사한 것이 사상적 영향을 받은 것인지 혹은 단순히 기술적 전통의 문제인지를 판별할 수 있게 하는 기준은 아니라고 지적하였다. 그는 미트라교의 이미지와 유사한 중세의 부조들을 열거하고 있다. 그러나 그는 이 목록으로부터 어떤 결론들을 이끌어내는 것은 거부하고 있는데 그 이유는 이 목록으로부터 이끌어내는 결론들이 모두 주관적인 결론 그 이상이 될 수 없기 때문이라고 하였다.

#### 기독교 교회로 재사용된 미트라에움
가장 잘 보존된 미트라에움들 중의 대여섯 곳들, 특히 산 클레멘테(San Clemente) 미트라에움과 산타 프리스카(Santa Prisca) 미트라에움처럼 로마에 소재한 것들이 기독교 교회 아래에서 발견되었다. 이러한 발견은, 로마 판테온과 같은 비기독교 시민 종교의 신전들과 사원들이 교회로 사용된 것과 비슷한 방식으로, 미트라에움을 기독교 예배를 위해 사용한 것이 기독교가 취했던 일반 경향이지 않았는가 하는 논의와 주장을 불러 일으켰다. 그러나, 이들 로마의 미트라에움들의 경우, 미트라에움 위에 교회를 세우기 전에 잡석과 쇄석으로 미트라에움을 매운 후 교회를 세운 것으로 보인다. 따라서 이들 로마의 미트라에움들은 미트라에움이 계획적으로 기독교 교회로 사용되었다는 것을 증명하는 확정적인 사례가 되지 못한다. 브리튼 제도의 초기 기독교 교회에 대한 연구에 따르면, 만약 증거가 있다고 한다면, 그 증거들이 가리키는 방향은, 최소한 브리튼 제도의 경우, 이전에 미트라에움으로 사용되었던 장소를 피해서 교회 부지를 선정하는 경향이 있었다는 것이다.
한편, 미트라교의 부조가 기독교 교회에 사용된 최소한 1개의 알려진 사례가 있다. 이것은 영국 링컨셔주 링컨의 고우츠(Gowts)에 소재한 성 베드로 교회(church of St Peter)에 추가된 11세기 초의 탑이다. 매우 많이 풍화된 상태의, 여러 개의 열쇠를 들고 있는 미트라교의 사자 머리를 한 인물상이 이 교회탑에 들어 있다. 아마도 이 인물상은 로마 제국 시대의 링컨에 소재했던 한 미트라에움의 유적에서 가져온 것으로 여겨지고 있다. 하지만, 이 인물상이 교회탑에 들어 있게 된 이유는, 명백히, 이 인물상이 사도 베드로를 나타낸 것이라고 오인하였기 때문으로 보인다.

## 같이 보기
- 미트라
- 미트라 (베다)
- 미트라 (조로아스터교)
- 솔
- 솔 인빅투스(무적의 태양신)
- 밀의종교
- 엘레우시스 밀의종교
- 고대 로마 종교
- 미트라에움
- 초기 기독교
- 밀교
- 서양의 밀교
- 미트라 전례서
- 그리스 마법 파피루스
- 헤르메스주의
- 영지주의

## 참고 문헌
- Cumont, Franz, 《Textes et monuments figurés relatifs aux Mystères de Mithra : pub. avec une introduction critique》, 2 vols. 1894-6. Vol. 1은 서론 또는 소개글이고 Vol. 2는 1차 자료를 모은 것이다. Archive.org에서 다운로드할 수 있다. 이 책은 지금도 여전히 일정한 가치가 있는 책이다.
- Jitărel, Alin (2005). “Social Aspects of Mithraic Cult in Dacia” (PDF). 《Analele Banatului, seria Arheologie-Istorie (The Annals of Banat)》 (루마니아어영어) (Timişoara, Romania: Editura Grafite). ISSN 1221-678X. 2011년 1월 2일에 원본 문서 (PDF)에서 보존된 문서. 2011년 1월 2일에 확인함.
- Turcan, Robert, 《Mithra et le mithriacisme》, Paris, 2000.
- Meyer, Marvin, 《The Ancient Mysteries:A Sourcebook of Sacred Texts》, 1987
- Ulansey, David, 《Mithras and the Hypercosmic Sun》.
- Ulansey, David, 《The Mithraic Lion-Headed Figure and the Platonic World-Soul》.
- Beck, Roger, 《The seat of Mithras at the equinoxes: Porphyry, De Antro Nympharum 241》.
- Méndez, Israel Campos, 《In the Place of Mithras: Leadership in the Mithraic Mysteries》.
- Méndez, Israel Campos, 《Elementos de continuidad entre el culto del dios Mithra en Oriente y Occidente》, [Elements of continuity between the worship of the god Mithra in East and West].
- Richard Gordon, Attilio Mastrocinque, et al in Jörg Rüpke 《A Companion to Roman Religion》
- Mastrocinque, Attilio, 《Studi sul mitraismo:il mitraismo e la magia》.
- Mastrocinque, Attilio, 《Des Mysteres de Mithra Aux Mysteres de Jesus》.
- Turcan, Robert, 《The Gods of Ancient Rome: Religion in everyday life from archaic to imperial》.
- Turcan, Robert, 《Note sur la liturgie mithriaque》 [Note on the Mithraic Liturgy].
- Hutton, Ronald, 《The Pagan Religions of the Ancient British Isles:Their Nature and Legacy》.
- Gawlikowski, Michal, 《Hawarte Preliminary Report》.
- Gawlikowski, Michal, 《Hawarte Excavations, 1999》.
- Majcherek, Grzegorz, 《Hawarte:Excavation and restoration work in 2003》.
- Gawlikowski, Michal, 《The mithraeum at Hawarte and its paintings》, Journal of roman archaeology, ISSN 1047-7594, Vol. 20, Nº. 1, 2007 , pp. 337–361.
- Moga, Iulian, 《Mithra în asia mică şi în regiunile limitrofe. Mirajul originilor》. [Mithra in Asia Minor and in regions close].
- Sauer, Eberhard, 《The end of paganism in the north-western provinces of the Roman Empire:The example of the Mithras cult》.
- Walters, Vivienne J., 《The cult of Mithras in the Roman provinces of Gaul》, Brill
- Bianchi, Ugo, 《The history of religions》.
- Bivar, A. D. H., 《The personalities of Mithra in archaeology and literature》
- Bivar, A. D. H., 《Mithraic symbols on a medallion of Buyid Iran?》.
- Bromiley, Geoffrey W., revised edition edited by Kyle, Melvin Grove, 《The international standard Bible encyclopedia》
- Duchesne-Guillemin, Jacques, 《Études mithriaques: actes du 2e congrès international》. (Some portions are in English).
- Lane Fox, Robin, 《Pagans and Christians》.
- Nicholson, Oliver, 〈The end of Mithraism〉, 《Antiquity》, Volume: 69 Number: 263 Page: 358–362.
- Roll, Israel, 《The mysteries of Mithras in the Roman Orient:the problem of origin》.
- Mary Beard, John A. North, S. R. F. Price, 《Religions of Rome: A history》.
- Mary Beard, John A. North, S. R. F. Price, 《Religions of Rome: A Sourcebook》.
- Will, Ernest, 《Le relief cultuel gréco-romain》, (1955).
- Nilsson, Martin P., 《Geschichte der griechischen Religion》, Volume 2.
- Marleen Martens, Guy De Boe, 《Roman Mithraism》, (2004).
- P. Athanassiadi, 《A contribution to Mithraic Theology: The Emperor Julian's Hymn to King Helios》.